# Wereldkampioenschap voetbal voor clubs 2025
Het eentwintigste FIFA-wereldkampioenschap voetbal voor clubs (Engels: FIFA Club World Cup) vond plaats van 14 juni tot en met 13 juli 2025 in de Verenigde Staten. Aan het toernooi, dat door de FIFA werd georganiseerd, namen 32 clubs deel. Dit was de eerste editie van de nieuwe opzet, waarbij er werd uitgebreid van 7 clubs naar 32 clubs. Tevens wordt dit toernooi niet meer jaarlijks gehouden, maar een keer in de vier jaar. De titelhouder was het Engelse Manchester City, maar werd in de achtste finale na verlenging uitgeschakeld door Al-Hilal. Hierdoor werd het Engelse Chelsea FC de nieuwe titelhouder, doordat ze in de finale in het MetLife Stadium wisten te winnen van Paris Saint-Germain met 3–0.

## Gastland
Op 23 juni 2023 bevestigde de FIFA dat de Verenigde Staten het toernooi van 2025 zouden gaan organiseren als opmaat naar het wereldkampioenschap voetbal voor landen van 2026.

## Stadions
Op 28 september 2024 maakte de FIFA de selectie bekend van twaalf stadions in elf verschillende steden. In het Hard Rock Stadium in Florida vond de openingswedstrijd met Inter Miami plaats. De finale werd gespeeld in het MetLife Stadium in New York.
| Atlanta | Miami Gardens (Florida)      |
| --- | ---------------------------- |
| Mercedes-Benz Stadium                                                                                                   | Hard Rock Stadium            |
| Capaciteit: 75.000 | Capaciteit: 65.000           |
| |                              |
| Orlando (Florida) |                              |
| Camping World Stadium                                                                                                   | Inter&Co Stadium             |
| Capaciteit: 65.000 | Capaciteit: 25.000           |
| |                              |
| Charlotte (North Carolina)                                                                                              | East Rutherford (New Jersey) |
| Bank of America Stadium                                                                                                 | MetLife Stadium              |
| Capaciteit: 75.000 | Capaciteit: 82.500           |
| |                              |
| · Atlanta Charlotte Cincinnati Pasadena Miami Gardens Nashville East Rutherford Orlando Philadelphia Seattle Washington |                              |
| Cincinnati | Pasadena (Californië)        |
| TQL Stadium | Rose Bowl                    |
| Capaciteit: 26.000 | Capaciteit: 88.500           |
| |                              |
| Nashville (Tennessee)                                                                                                   | Philadelphia (Pennsylvania)  |
| Geodis Park | Lincoln Financial Field      |
| Capaciteit: 30.000 | Capaciteit: 69.000           |
| |                              |
| Seattle | Washington                   |
| Lumen Field | Audi Field                   |
| Capaciteit: 69.000 | Capaciteit: 20.000           |
| |                              |

## Deelnemers en kwalificatie
Er mogen maar maximaal twee clubs uit hetzelfde land zich kwalificeren voor dit wereldkampioenschap voetbal voor clubs, maar dit geldt niet als het hoogste clubkampioenschap van de confederatie gewonnen is. Als een club meerdere keren het kampioenschap heeft gewonnen, dan wordt deze club vervangen door het hoogste gekwalificeerde van de vier seizoenen stand van de desbetreffende confederatie.
| Team                | Confederatie | Kampioenschap of gekwaliceerd via                        | Kwalificatiedatum | Aantal deelnames | Aantal deelnames | Aantal deelnames | Aantal deelnames | Aantal deelnames | Aantal deelnames | Aantal deelnames | Aantal deelnames | Aantal deelnames | Aantal deelnames | Aantal deelnames | Aantal deelnames | Aantal deelnames | Aantal deelnames | Aantal deelnames | Aantal deelnames | Aantal deelnames | Aantal deelnames | Aantal deelnames | Aantal deelnames | Aantal deelnames | Aantal deelnames |
| Team                | Confederatie | Kampioenschap of gekwaliceerd via                        | Kwalificatiedatum | '00              | '01              | '05              | '06              | '07              | '08              | '09              | '10              | '11              | '12              | '13              | '14              | '15              | '16              | '17              | '18              | '19              | '20              | '21              | '22              | '23              | WK's             |
| ------------------- | ------------ | -------------------------------------------------------- | ----------------- | ---------------- | ---------------- | ---------------- | ---------------- | ---------------- | ---------------- | ---------------- | ---------------- | ---------------- | ---------------- | ---------------- | ---------------- | ---------------- | ---------------- | ---------------- | ---------------- | ---------------- | ---------------- | ---------------- | ---------------- | ---------------- | ---------------- |
| Al-Hilal            | AFC          | Winnaar AFC Champions League 2021                        | 14 maart 2023     |                  | X                |                  |                  |                  |                  |                  |                  |                  |                  |                  |                  |                  |                  |                  |                  | X4               |                  | X4               | X                |                  | 4                |
| Urawa Red Diamonds  | AFC          | Winnaar AFC Champions League 2022                        | 6 mei 2023        |                  |                  |                  |                  | X                |                  |                  |                  |                  |                  |                  |                  |                  |                  | X5               |                  |                  |                  |                  |                  | X4               | 4                |
| Al Ain FC           | AFC          | Winnaar AFC Champions League 2023/24                     | 25 mei 2024       |                  |                  |                  |                  |                  |                  |                  |                  |                  |                  |                  |                  |                  |                  |                  | X                |                  |                  |                  |                  |                  | 2                |
| Ulsan Hyundai FC    | AFC          | 4-jarige stand van de AFC                                | 17 april 2024     |                  |                  |                  |                  |                  |                  |                  |                  |                  | X6               |                  |                  |                  |                  |                  |                  |                  | X6               |                  |                  |                  | 3                |
| Al-Ahly             | CAF          | Winnaar CAF Champions League 2020/21, 2022/23 en 2023/24 | 14 maart 2023     |                  |                  | X6               | X                |                  | X6               |                  |                  |                  | X4               | X6               |                  |                  |                  |                  |                  |                  | X                | X                | X4               | X                | 10               |
| Wydad Casablanca    | CAF          | Winnaar CAF Champions League 2021/22                     | 14 maart 2023     |                  |                  |                  |                  |                  |                  |                  |                  |                  |                  |                  |                  |                  |                  | X6               |                  |                  |                  |                  | X5               |                  | 3                |
| Espérance de Tunis  | CAF          | 4-jarige stand van de CAF                                | 26 april 2024     |                  |                  |                  |                  |                  |                  |                  |                  | X6               |                  |                  |                  |                  |                  |                  | X5               | X5               |                  |                  |                  |                  | 4                |
| Mamelodi Sundowns   | CAF          | 4-jarige stand van de CAF                                | 26 april 2024     |                  |                  |                  |                  |                  |                  |                  |                  |                  |                  |                  |                  |                  | X6               |                  |                  |                  |                  |                  |                  |                  | 2                |
| CF Monterrey        | CONCACAF     | Winnaar CONCACAF Champions League 2021                   | 14 maart 2023     |                  |                  |                  |                  |                  |                  |                  |                  | X5               | X                | X5               |                  |                  |                  |                  |                  | X                |                  | X5               |                  |                  | 6                |
| Seattle Sounders FC | CONCACAF     | Winnaar CONCACAF Champions League 2022                   | 14 maart 2023     |                  |                  |                  |                  |                  |                  |                  |                  |                  |                  |                  |                  |                  |                  |                  |                  |                  |                  |                  | X6               |                  | 2                |
| Club León           | CONCACAF     | Winnaar CONCACAF Champions League 2023                   | 4 juni 2023       |                  |                  |                  |                  |                  |                  |                  |                  |                  |                  |                  |                  |                  |                  |                  |                  |                  |                  |                  |                  | X5               | 2                |
| CF Pachuca          | CONCACAF     | Winnaar CONCACAF Champions Cup 2024                      | 1 juni 2024       |                  |                  |                  |                  | X6               | X4               |                  | X5               |                  |                  |                  |                  |                  |                  | X                |                  |                  |                  |                  |                  |                  | 5                |
| Los Angeles FC      | CONCACAF     | Winnaar play-offwedstriijd                               | 31 mei 2025       |                  |                  |                  |                  |                  |                  |                  |                  |                  |                  |                  |                  |                  |                  |                  |                  |                  |                  |                  |                  |                  | 1                |
| Inter Miami         | CONCACAF     | Winnaar MLS Supporters' Shield 2024 (gastland)           | 19 oktober 2024   |                  |                  |                  |                  |                  |                  |                  |                  |                  |                  |                  |                  |                  |                  |                  |                  |                  |                  |                  |                  |                  | 1                |
| SE Palmeiras        | CONMEBOL     | Winnaar Copa Libertadores 2021                           | 14 maart 2023     |                  | X                |                  |                  |                  |                  |                  |                  |                  |                  |                  |                  |                  |                  |                  |                  |                  | X4               | X                |                  |                  | 3                |
| CR Flamengo         | CONMEBOL     | Winnaar Copa Libertadores 2022                           | 14 maart 2023     |                  |                  |                  |                  |                  |                  |                  |                  |                  |                  |                  |                  |                  |                  |                  |                  | X                |                  |                  | X                |                  | 3                |
| Fluminense FC       | CONMEBOL     | Winnaar Copa Libertadores 2023                           | 4 november 2023   |                  |                  |                  |                  |                  |                  |                  |                  |                  |                  |                  |                  |                  |                  |                  |                  |                  |                  |                  |                  | X                | 2                |
| Botafogo FR         | CONMEBOL     | Winnaar Copa Libertadores 2024                           | 30 november 2024  |                  |                  |                  |                  |                  |                  |                  |                  |                  |                  |                  |                  |                  |                  |                  |                  |                  |                  |                  |                  |                  | 1                |
| River Plate         | CONMEBOL     | 4-jarige stand van de CONMEBOL                           | 14 mei 2024       |                  |                  |                  |                  |                  |                  |                  |                  |                  |                  |                  |                  | X                |                  |                  | X                |                  |                  |                  |                  |                  | 3                |
| Boca Juniors        | CONMEBOL     | 4-jarige stand van de CONMEBOL                           | 22 augustus 2024  |                  | X                |                  |                  | X                |                  |                  |                  |                  |                  |                  |                  |                  |                  |                  |                  |                  |                  |                  |                  |                  | 2                |
| Auckland City       | OFC          | 4-jarige stand van de OFC                                | 17 december 2023  |                  |                  |                  | X6               |                  |                  | X5               |                  | X7               | X7               | X7               | X                | X7               | X7               | X7               |                  |                  | X7               | X                | X7               | X7               | 12               |
| Chelsea FC          | UEFA         | Winnaar UEFA Champions League 2020/21                    | 14 maart 2023     |                  |                  |                  |                  |                  |                  |                  |                  |                  | X                |                  |                  |                  |                  |                  |                  |                  |                  | X                |                  |                  | 3                |
| Real Madrid         | UEFA         | Winnaar UEFA Champions League 2021/22 en 2023/24         | 14 maart 2023     | X4               | X                |                  |                  |                  |                  |                  |                  |                  |                  |                  | X                |                  | X                | X                | X                |                  |                  |                  | X                |                  | 7                |
| Manchester City TH  | UEFA         | Winnaar UEFA Champions League 2022/23                    | 10 juni 2023      |                  |                  |                  |                  |                  |                  |                  |                  |                  |                  |                  |                  |                  |                  |                  |                  |                  |                  |                  |                  | X                | 2                |
| Bayern München      | UEFA         | 4-jarige stand van de UEFA                               | 17 december 2023  |                  |                  |                  |                  |                  |                  |                  |                  |                  |                  | X                |                  |                  |                  |                  |                  |                  | X                |                  |                  |                  | 3                |
| Paris Saint-Germain | UEFA         | 4-jarige stand van de UEFA                               | 17 december 2023  |                  |                  |                  |                  |                  |                  |                  |                  |                  |                  |                  |                  |                  |                  |                  |                  |                  |                  |                  |                  |                  | 1                |
| Borussia Dortmund   | UEFA         | 4-jarige stand van de UEFA                               | 6 maart 2024      |                  |                  |                  |                  |                  |                  |                  |                  |                  |                  |                  |                  |                  |                  |                  |                  |                  |                  |                  |                  |                  | 1                |
| Internazionale      | UEFA         | 4-jarige stand van de UEFA                               | 17 december 2023  |                  |                  |                  |                  |                  |                  |                  | X                |                  |                  |                  |                  |                  |                  |                  |                  |                  |                  |                  |                  |                  | 2                |
| FC Porto            | UEFA         | 4-jarige stand van de UEFA                               | 17 december 2023  |                  |                  |                  |                  |                  |                  |                  |                  |                  |                  |                  |                  |                  |                  |                  |                  |                  |                  |                  |                  |                  | 1                |
| Atlético Madrid     | UEFA         | 4-jarige stand van de UEFA                               | 16 april 2024     |                  |                  |                  |                  |                  |                  |                  |                  |                  |                  |                  |                  |                  |                  |                  |                  |                  |                  |                  |                  |                  | 1                |
| SL Benfica          | UEFA         | 4-jarige stand van de UEFA                               | 17 december 2023  |                  |                  |                  |                  |                  |                  |                  |                  |                  |                  |                  |                  |                  |                  |                  |                  |                  |                  |                  |                  |                  | 1                |
| Juventus FC         | UEFA         | 4-jarige stand van de UEFA                               | 12 maart 2024     |                  |                  |                  |                  |                  |                  |                  |                  |                  |                  |                  |                  |                  |                  |                  |                  |                  |                  |                  |                  |                  | 1                |
| Red Bull Salzburg   | UEFA         | 4-jarige stand van de UEFA                               | 17 april 2024     |                  |                  |                  |                  |                  |                  |                  |                  |                  |                  |                  |                  |                  |                  |                  |                  |                  |                  |                  |                  |                  | 1                |

Legenda
X Geëindigd als winnaar.

X Geëindigd als nummer twee.

X Geëindigd als nummer drie.

X? Geëindigd op de aangegeven positie.

X? Gekwalificeerd maar niet deelgenomen of teruggetrokken.
1. ↑  Werd uitgesloten van deelname omdat Club León en CF Pachuca dezelfde eigenaar hebben. Dit is in strijd met de regels die de FIFA heeft opgesteld dat twee clubs onder dezelfde eigenaren mogen meedoen aan hetzelfde toernooi.

## Scheidsrechters
De FIFA heeft medio april 2025 29 scheidsrechters, 6 reserve scheidsrechters, 58 assistent-scheidsrechters en 24 video-assistenten aangesteld voor dit toernooi.
| Continentale bond                         | Scheidsrechter                   | Assistenten                                                              | Reserve scheidsrechter                      | Video-assistent                         |
| ----------------------------------------- | -------------------------------- | ------------------------------------------------------------------------ | ------------------------------------------- | --------------------------------------- |
| Asian Football Confederation (AFC)        | Alireza Faghani                  | Anton Shchetinin Ashley Beecham                                          |                                             | Shaun Evans                             |
| Asian Football Confederation (AFC)        |                                  |                                                                          | Ma Ning                                     | Fu Ming                                 |
| Asian Football Confederation (AFC)        | Ilgiz Tantasjev                  | Timur Gaynullin Andrey Tsapenko                                          |                                             |                                         |
| Asian Football Confederation (AFC)        | Salman Falahi                    | Ramzan Al-Naemi Majid Al-Shammari                                        |                                             | Khamis Al-Marri                         |
| Asian Football Confederation (AFC)        |                                  |                                                                          | Omar Al Ali                                 | Mohammed Obaid Khadim                   |
| Confédération Africaine de Football (CAF) | Mustapha Ghorbal                 | Mokrane Gourari Abbes Akram Zerhouni                                     |                                             |                                         |
| Confédération Africaine de Football (CAF) | Jerson Emiliano dos Santos       |                                                                          |                                             |                                         |
| Confédération Africaine de Football (CAF) |                                  | Jean-Jacques Ndala                                                       |                                             |                                         |
| Confédération Africaine de Football (CAF) |                                  |                                                                          | Mahmoud Ashour                              |                                         |
| Confédération Africaine de Football (CAF) | Stephen Yiembe                   |                                                                          |                                             |                                         |
| Confédération Africaine de Football (CAF) |                                  | Mutaz Ibrahim                                                            |                                             |                                         |
| Confédération Africaine de Football (CAF) |                                  |                                                                          | Hamza Al-Fariq                              |                                         |
| Confédération Africaine de Football (CAF) | Dahane Beida                     |                                                                          |                                             |                                         |
| Confédération Africaine de Football (CAF) | Issa Sy                          | Djibril Camara Nouha Bangoura                                            |                                             |                                         |
| CONCACAF                                  | Drew Fischer                     | Lyes Arfa Micheal Barwegen                                               |                                             |                                         |
| CONCACAF                                  | Iván Barton                      | David Morán                                                              |                                             |                                         |
| CONCACAF                                  | Said Martínez                    | Walter López Christian Ramirez                                           |                                             |                                         |
| CONCACAF                                  | César Arturo Ramos               | Alberto Morin Marco Bisguerra                                            |                                             | Érick Miranda Galindo Guillermo Pacheco |
| CONCACAF                                  |                                  | Henry Pupiro                                                             |                                             | Tatiana Guzmán                          |
| CONCACAF                                  | Tori Penso                       | Kathryn Nesbitt Brooke Mayo                                              |                                             | Armando Villarreal                      |
| CONMEBOL                                  | Yael Falcón Facundo Tello        | Facundo Rodríguez Maximiliano Del Yesso Juan Pablo Belatti Gabriel Chade |                                             | Hernan Carlos Mastrangelo               |
| CONMEBOL                                  | Ramon Abatti Wilton Sampaio      | Rafael Alves Danilo Manis Bruno Boschilia Bruno Pires                    |                                             |                                         |
| CONMEBOL                                  | Cristián Garay                   | José Retamal Miguel Rocha                                                |                                             | Juan Lara                               |
| CONMEBOL                                  |                                  |                                                                          | Nicolás Gallo                               |                                         |
| CONMEBOL                                  | Juan Gabriel Benítez             | Eduardo Cardozo Milciades Saldivar                                       |                                             |                                         |
| CONMEBOL                                  |                                  |                                                                          | Gustavo Tejera                              | Leodán González                         |
| CONMEBOL                                  | Jesús Valenzuela                 | Jorge Urrego Tulio Moreno                                                |                                             | Juan Soto                               |
| Oceania Football Confederation (OFC)      |                                  |                                                                          | Campbell-Kirk Kawana-Waugh                  |                                         |
| UEFA                                      |                                  |                                                                          |                                             | Bram Van Driessche                      |
| UEFA                                      | Felix Zwayer                     | Robert Kempter Christian Dietz                                           |                                             | Bastian Dankert                         |
| UEFA                                      | Michael Oliver Anthony Taylor    | Stuart Burt James Mainwaring Gary Beswick Adam Nunn                      |                                             |                                         |
| UEFA                                      | François Letexier Clément Turpin | Cyril Mugnier Mehdi Rahmouni Nicolas Danos Benjamin Pagès                |                                             | Jérôme Brisard                          |
| UEFA                                      |                                  |                                                                          | Marco Di Bello                              |                                         |
| UEFA                                      |                                  |                                                                          | Ivan Bebek                                  |                                         |
| UEFA                                      | Danny Makkelie                   | Jan de Vries Hessel Steegstra                                            |                                             | Rob Dieperink                           |
| UEFA                                      | Espen Eskås                      | Jan Erik Engan Isaak Bashevkin                                           |                                             |                                         |
| UEFA                                      | Szymon Marciniak                 | Tomasz Listkiewicz Adam Kupsik                                           |                                             | Tomasz Kwiatkowski                      |
| UEFA                                      | István Kovács                    | Mihai Marius Marica Ferencz Tunyogi                                      |                                             |                                         |
| UEFA                                      | Slavko Vinčić                    | Tomaž Klančnik Andraž Kovačič                                            |                                             |                                         |
| UEFA                                      |                                  |                                                                          | Carlos del Cerro Grande Alejandro Hernández |                                         |
| UEFA                                      | Glenn Nyberg                     | Mahbod Beigi Andreas Söderkvist                                          |                                             |                                         |

## Selecties
Elke club moest een voorlopige selectie van tussen de 26 en 50 spelers voor het toernooi aanwijzen. Van 1 tot 10 juni 2025 hebben de aangesloten bonden van alle deelnemende clubs een buitengewone transferperiode ingevoerd om de registratie van nieuw getekende spelers mogelijk te maken. Clubs moeten hun definitieve selecties van tussen de 26 en 35 spelers, waaronder ten minste drie doelmannen, vóór 10 juni inleveren bij de FIFA. Tijdens de competitie kunnen clubs beperkte wijzigingen aanbrengen in hun definitieve lijsten van 27 juni tot 3 juli, mocht de aangesloten bond van de club in deze periode een transferperiode open hebben, hoewel geen enkele speler tijdens het toernooi voor twee clubs kan uitkomen. Mocht de doelman van een club last hebben van een blessure of ziekte, dan kan die speler op elk moment worden vervangen.

## Hoofdtoernooi
Bij een groot aantal wedstrijden in het hoofdtoernooi was de tempratuur boven de 30 °C en/of de luchtvochtigheid was te hoog, hierdoor werden er drinkpauzes ongeveer halvewege de eerste en tweede helft ingelast.

### Groepsfase

#### Loting
Potindeling
| Pot 1               | Pot 1 |
| Team                | Ptn   |
| ------------------- | ----- |
| Manchester City TH  | 123   |
| Real Madrid         | 119   |
| Bayern München      | 108   |
| Paris Saint-Germain | 085   |
| Flamengo            | 141   |
| Palmeiras           | 140   |
| River Plate         | 103   |
| Fluminense          | 097   |

| Pot 2             | Pot 2 |
| Team              | Ptn   |
| ----------------- | ----- |
| Chelsea FC        | 79    |
| Borussia Dortmund | 79    |
| Internazionale    | 76    |
| FC Porto          | 68    |
| Atlético Madrid   | 67    |
| SL Benfica        | 52    |
| Juventus FC       | 47    |
| Red Bull Salzburg | 40    |

| Pot 3                    | Pot 3   |
| Team                     | Ptn     |
| ------------------------ | ------- |
| Al-Hilal                 | 118     |
| Ulsan Hyundai FC         | 081     |
| Al-Ahly                  | 140     |
| Wydad Casablanca         | 108     |
| CF Monterrey             | 052     |
| Club León Los Angeles FC | 047 025 |
| Boca Juniors             | 071     |
| Botafogo                 | 037     |

| Pot 4               | Pot 4 |
| Team                | Ptn   |
| ------------------- | ----- |
| Urawa Red Diamonds  | 049   |
| Al Ain FC           | 043   |
| Espérance de Tunis  | 100   |
| Mamelodi Sundowns   | 098   |
| CF Pachuca          | 034   |
| Seattle Sounders FC | 028   |
| Auckland City       | 066   |
| Inter Miami         | —     |

| Legendakleuren in de tabellen                                  |
| Groepswinnaars en nummers twee gaan door naar de knock-outfase |
| Uitgeschakeld                                                  |

| Groepen | Groepen            | Groepen | Groepen             | Groepen | Groepen            | Groepen | Groepen                  |
| Groep A | Groep A            | Groep B | Groep B             | Groep C | Groep C            | Groep D | Groep D                  |
| Pos.    | Team               | Pos.    | Team                | Pos.    | Team               | Pos.    | Team                     |
| ------- | ------------------ | ------- | ------------------- | ------- | ------------------ | ------- | ------------------------ |
| A1      | Palmeiras          | B1      | Paris Saint-Germain | C1      | Bayern München     | D1      | Flamengo                 |
| A2      | FC Porto           | B2      | Atlético Madrid     | C2      | Auckland City      | D2      | Espérance de Tunis       |
| A3      | Al-Ahly            | B3      | Botafogo            | C3      | Boca Juniors       | D3      | Chelsea FC               |
| A4      | Inter Miami        | B4      | Seattle Sounders FC | C4      | SL Benfica         | D4      | Club León Los Angeles FC |
| Groep E | Groep E            | Groep F | Groep F             | Groep G | Groep G            | Groep H | Groep H                  |
| Pos.    | Team               | Pos.    | Team                | Pos.    | Team               | Pos.    | Team                     |
| E1      | River Plate        | F1      | Fluminense          | G1      | Manchester City TH | H1      | Real Madrid              |
| E2      | Urawa Red Diamonds | F2      | Borussia Dortmund   | G2      | Wydad Casablanca   | H2      | Al-Hilal                 |
| E3      | CF Monterrey       | F3      | Ulsan Hyundai FC    | G3      | Al Ain FC          | H3      | CF Pachuca               |
| E4      | Internazionale     | F4      | Mamelodi Sundowns   | G4      | Juventus FC        | H4      | Red Bull Salzburg        |

#### Groep A
| Pos | Team        | Wed | W | G | V | Ptn | DV | DT | +/− | Kwalificatie            |
| --- | ----------- | --- | - | - | - | --- | -- | -- | --- | ----------------------- |
| 1   | Palmeiras   | 3   | 1 | 2 | 0 | 5   | 4  | 2  | +2  | Naar de achtste finales |
| 2   | Inter Miami | 3   | 1 | 2 | 0 | 5   | 4  | 3  | +1  | Naar de achtste finales |
| 3   | FC Porto    | 3   | 0 | 2 | 1 | 2   | 5  | 6  | −1  |                         |
| 4   | Al-Ahly     | 3   | 0 | 2 | 1 | 2   | 4  | 6  | −2  |                         |

###### Wedstrijden
|                                          |                      |                                 |             | |
| 14 juni 2025 20:00 (UTC−4) 2:00+ (UTC+2) | Al-Ahly              | 0 – 0 (0 – 0)                   | Inter Miami | Stadion: Hard Rock Stadium, Miami Gardens Toeschouwers: 60.927 Scheidsrechter: Alireza Faghani Assistenten: Anton Shchetinin Assistenten: Ashley Beacham Vierde official: Szymon Marciniak Video-assistenten: Carlos del Cerro Grande Video-assistenten: Leodán González (SVAR) AVAR: Alejandro Hernández Speler van de wedstrijd: Ustari ( Inter Miami) |
| 14 juni 2025 20:00 (UTC−4) 2:00+ (UTC+2) | Trezeguet 43' (pen.) | Verslag Wedstrijdformulier FIFA |             | Stadion: Hard Rock Stadium, Miami Gardens Toeschouwers: 60.927 Scheidsrechter: Alireza Faghani Assistenten: Anton Shchetinin Assistenten: Ashley Beacham Vierde official: Szymon Marciniak Video-assistenten: Carlos del Cerro Grande Video-assistenten: Leodán González (SVAR) AVAR: Alejandro Hernández Speler van de wedstrijd: Ustari ( Inter Miami) |
| 14 juni 2025 20:00 (UTC−4) 2:00+ (UTC+2) |                      |                                 |             | Stadion: Hard Rock Stadium, Miami Gardens Toeschouwers: 60.927 Scheidsrechter: Alireza Faghani Assistenten: Anton Shchetinin Assistenten: Ashley Beacham Vierde official: Szymon Marciniak Video-assistenten: Carlos del Cerro Grande Video-assistenten: Leodán González (SVAR) AVAR: Alejandro Hernández Speler van de wedstrijd: Ustari ( Inter Miami) |
| 14 juni 2025 20:00 (UTC−4) 2:00+ (UTC+2) |                      |                                 |             | Stadion: Hard Rock Stadium, Miami Gardens Toeschouwers: 60.927 Scheidsrechter: Alireza Faghani Assistenten: Anton Shchetinin Assistenten: Ashley Beacham Vierde official: Szymon Marciniak Video-assistenten: Carlos del Cerro Grande Video-assistenten: Leodán González (SVAR) AVAR: Alejandro Hernández Speler van de wedstrijd: Ustari ( Inter Miami) |
|                                          |                      |                                 |             | |

|                                          |                                 |               |          | |
| 15 juni 2025 18:00 (UTC−4) 0:00+ (UTC+2) | Palmeiras                       | 0 – 0 (0 – 0) | FC Porto | Stadion: MetLife Stadium, East Rutherford Toeschouwers: 46.275 Scheidsrechter: Said Martínez Assistenten: Walter López Assistenten: Christian Ramírez Vierde official: Omar Al Ali Video-assistenten: Tatiana Guzmán Video-assistenten: Juan Lara (SVAR) AVAR: Érick Miranda Galindo Speler van de wedstrijd: Estêvão ( Palmeiras) |
| 15 juni 2025 18:00 (UTC−4) 0:00+ (UTC+2) | Verslag Wedstrijdformulier FIFA |               |          | Stadion: MetLife Stadium, East Rutherford Toeschouwers: 46.275 Scheidsrechter: Said Martínez Assistenten: Walter López Assistenten: Christian Ramírez Vierde official: Omar Al Ali Video-assistenten: Tatiana Guzmán Video-assistenten: Juan Lara (SVAR) AVAR: Érick Miranda Galindo Speler van de wedstrijd: Estêvão ( Palmeiras) |
| 15 juni 2025 18:00 (UTC−4) 0:00+ (UTC+2) |                                 |               |          | Stadion: MetLife Stadium, East Rutherford Toeschouwers: 46.275 Scheidsrechter: Said Martínez Assistenten: Walter López Assistenten: Christian Ramírez Vierde official: Omar Al Ali Video-assistenten: Tatiana Guzmán Video-assistenten: Juan Lara (SVAR) AVAR: Érick Miranda Galindo Speler van de wedstrijd: Estêvão ( Palmeiras) |
| 15 juni 2025 18:00 (UTC−4) 0:00+ (UTC+2) |                                 |               |          | Stadion: MetLife Stadium, East Rutherford Toeschouwers: 46.275 Scheidsrechter: Said Martínez Assistenten: Walter López Assistenten: Christian Ramírez Vierde official: Omar Al Ali Video-assistenten: Tatiana Guzmán Video-assistenten: Juan Lara (SVAR) AVAR: Érick Miranda Galindo Speler van de wedstrijd: Estêvão ( Palmeiras) |
|                                          |                                 |               |          | |

|                                          |                                        |                                 |         | |
| 19 juni 2025 12:00 (UTC−4) 18:00 (UTC+2) | Palmeiras                              | 2 – 0 (0 – 0)                   | Al-Ahly | Stadion: MetLife Stadium, East Rutherford Toeschouwers: 35.179 Scheidsrechter: Anthony Taylor Assistenten: Gary Baswick Assistenten: Adam Nunn Vierde official: Omar Al-Ali Video-assistenten: Ivan Bebek Video-assistenten: Bastian Dankert (SVAR) AVAR: Bram Van Driessche Speler van de wedstrijd: Estêvão ( Palmeiras) |
| 19 juni 2025 12:00 (UTC−4) 18:00 (UTC+2) | Abou Ali 49' (e.d.) López 59' Maurício | Verslag Wedstrijdformulier FIFA |         | Stadion: MetLife Stadium, East Rutherford Toeschouwers: 35.179 Scheidsrechter: Anthony Taylor Assistenten: Gary Baswick Assistenten: Adam Nunn Vierde official: Omar Al-Ali Video-assistenten: Ivan Bebek Video-assistenten: Bastian Dankert (SVAR) AVAR: Bram Van Driessche Speler van de wedstrijd: Estêvão ( Palmeiras) |
| 19 juni 2025 12:00 (UTC−4) 18:00 (UTC+2) |                                        |                                 |         | Stadion: MetLife Stadium, East Rutherford Toeschouwers: 35.179 Scheidsrechter: Anthony Taylor Assistenten: Gary Baswick Assistenten: Adam Nunn Vierde official: Omar Al-Ali Video-assistenten: Ivan Bebek Video-assistenten: Bastian Dankert (SVAR) AVAR: Bram Van Driessche Speler van de wedstrijd: Estêvão ( Palmeiras) |
| 19 juni 2025 12:00 (UTC−4) 18:00 (UTC+2) |                                        |                                 |         | Stadion: MetLife Stadium, East Rutherford Toeschouwers: 35.179 Scheidsrechter: Anthony Taylor Assistenten: Gary Baswick Assistenten: Adam Nunn Vierde official: Omar Al-Ali Video-assistenten: Ivan Bebek Video-assistenten: Bastian Dankert (SVAR) AVAR: Bram Van Driessche Speler van de wedstrijd: Estêvão ( Palmeiras) |
| Bijz.: 1.                                |                                        |                                 |         | |

|                                          |                                |                                 |                    | |
| 19 juni 2025 15:00 (UTC−4) 21:00 (UTC+2) | Inter Miami                    | 2 – 1 (0 – 1)                   | FC Porto           | Stadion: Mercedes-Benz Stadium, Atlanta Toeschouwers: 31.783 Scheidsrechter: Cristián Garay Assistenten: Miguel Rocha Assistenten: José Retamal Vierde official: Ilgiz Tantasjev Video-assistenten: Juan Lara Video-assistenten: Alejandro Hernández (SVAR) AVAR: Nicolás Gallo Speler van de wedstrijd: Messi ( Inter Miami) |
| 19 juni 2025 15:00 (UTC−4) 21:00 (UTC+2) | Segovia 47' Weigandt Messi 54' | Verslag Wedstrijdformulier FIFA | 8' (pen.) Aghehowa | Stadion: Mercedes-Benz Stadium, Atlanta Toeschouwers: 31.783 Scheidsrechter: Cristián Garay Assistenten: Miguel Rocha Assistenten: José Retamal Vierde official: Ilgiz Tantasjev Video-assistenten: Juan Lara Video-assistenten: Alejandro Hernández (SVAR) AVAR: Nicolás Gallo Speler van de wedstrijd: Messi ( Inter Miami) |
| 19 juni 2025 15:00 (UTC−4) 21:00 (UTC+2) |                                |                                 |                    | Stadion: Mercedes-Benz Stadium, Atlanta Toeschouwers: 31.783 Scheidsrechter: Cristián Garay Assistenten: Miguel Rocha Assistenten: José Retamal Vierde official: Ilgiz Tantasjev Video-assistenten: Juan Lara Video-assistenten: Alejandro Hernández (SVAR) AVAR: Nicolás Gallo Speler van de wedstrijd: Messi ( Inter Miami) |
| 19 juni 2025 15:00 (UTC−4) 21:00 (UTC+2) |                                |                                 |                    | Stadion: Mercedes-Benz Stadium, Atlanta Toeschouwers: 31.783 Scheidsrechter: Cristián Garay Assistenten: Miguel Rocha Assistenten: José Retamal Vierde official: Ilgiz Tantasjev Video-assistenten: Juan Lara Video-assistenten: Alejandro Hernández (SVAR) AVAR: Nicolás Gallo Speler van de wedstrijd: Messi ( Inter Miami) |
|                                          |                                |                                 |                    | |

|                                          |                        |                                 |                                 | |
| 23 juni 2025 21:00 (UTC−4) 3:00+ (UTC+2) | Inter Miami            | 2 – 2 (1 – 0)                   | Palmeiras                       | Stadion: Hard Rock Stadium, Miami Gardens Toeschouwers: 60.914 Scheidsrechter: Szymon Marciniak Assistenten: Tomasz Listkiewicz Assistenten: Adam Kupsik Vierde official: Michael Oliver Video-assistenten: Tomasz Kwiatkowski Video-assistenten: Khamis Al-Marri (SVAR) AVAR: Shaun Evans Speler van de wedstrijd: Suárez ( Inter Miami) |
| 23 juni 2025 21:00 (UTC−4) 3:00+ (UTC+2) | Allende 16' Suárez 65' | Verslag Wedstrijdformulier FIFA | 80' Paulinho Allan 87' Maurício | Stadion: Hard Rock Stadium, Miami Gardens Toeschouwers: 60.914 Scheidsrechter: Szymon Marciniak Assistenten: Tomasz Listkiewicz Assistenten: Adam Kupsik Vierde official: Michael Oliver Video-assistenten: Tomasz Kwiatkowski Video-assistenten: Khamis Al-Marri (SVAR) AVAR: Shaun Evans Speler van de wedstrijd: Suárez ( Inter Miami) |
| 23 juni 2025 21:00 (UTC−4) 3:00+ (UTC+2) |                        |                                 |                                 | Stadion: Hard Rock Stadium, Miami Gardens Toeschouwers: 60.914 Scheidsrechter: Szymon Marciniak Assistenten: Tomasz Listkiewicz Assistenten: Adam Kupsik Vierde official: Michael Oliver Video-assistenten: Tomasz Kwiatkowski Video-assistenten: Khamis Al-Marri (SVAR) AVAR: Shaun Evans Speler van de wedstrijd: Suárez ( Inter Miami) |
| 23 juni 2025 21:00 (UTC−4) 3:00+ (UTC+2) |                        |                                 |                                 | Stadion: Hard Rock Stadium, Miami Gardens Toeschouwers: 60.914 Scheidsrechter: Szymon Marciniak Assistenten: Tomasz Listkiewicz Assistenten: Adam Kupsik Vierde official: Michael Oliver Video-assistenten: Tomasz Kwiatkowski Video-assistenten: Khamis Al-Marri (SVAR) AVAR: Shaun Evans Speler van de wedstrijd: Suárez ( Inter Miami) |
|                                          |                        |                                 |                                 | |

|                                          |                                                                     |                                 |                                                                             | |
| 23 juni 2025 21:00 (UTC−4) 3:00+ (UTC+2) | FC Porto                                                            | 4 – 4 (1 – 2)                   | Al-Ahly                                                                     | Stadion: MetLife Stadium, East Rutherford Toeschouwers: 39.893 Scheidsrechter: Jesús Valenzuela Assistenten: Jorge Urrego Assistenten: Tulio Moreno Vierde official: Omar Al-Ali Video-assistenten: Juan Soto Video-assistenten: Alejandro Hernández (SVAR) AVAR: Leodán González Speler van de wedstrijd: Abou Ali ( Al-Ahly) |
| 23 juni 2025 21:00 (UTC−4) 3:00+ (UTC+2) | Mora 23' Namaso Gomes 50' Borges Aghehowa 53' Vieira Pepê 89' Veiga | Verslag Wedstrijdformulier FIFA | 15', 22', 45+2' (pen.), 51' Abou Ali Fathy; Hany 64' Ben Romdhane Bencharki | Stadion: MetLife Stadium, East Rutherford Toeschouwers: 39.893 Scheidsrechter: Jesús Valenzuela Assistenten: Jorge Urrego Assistenten: Tulio Moreno Vierde official: Omar Al-Ali Video-assistenten: Juan Soto Video-assistenten: Alejandro Hernández (SVAR) AVAR: Leodán González Speler van de wedstrijd: Abou Ali ( Al-Ahly) |
| 23 juni 2025 21:00 (UTC−4) 3:00+ (UTC+2) |                                                                     |                                 |                                                                             | Stadion: MetLife Stadium, East Rutherford Toeschouwers: 39.893 Scheidsrechter: Jesús Valenzuela Assistenten: Jorge Urrego Assistenten: Tulio Moreno Vierde official: Omar Al-Ali Video-assistenten: Juan Soto Video-assistenten: Alejandro Hernández (SVAR) AVAR: Leodán González Speler van de wedstrijd: Abou Ali ( Al-Ahly) |
| 23 juni 2025 21:00 (UTC−4) 3:00+ (UTC+2) |                                                                     |                                 |                                                                             | Stadion: MetLife Stadium, East Rutherford Toeschouwers: 39.893 Scheidsrechter: Jesús Valenzuela Assistenten: Jorge Urrego Assistenten: Tulio Moreno Vierde official: Omar Al-Ali Video-assistenten: Juan Soto Video-assistenten: Alejandro Hernández (SVAR) AVAR: Leodán González Speler van de wedstrijd: Abou Ali ( Al-Ahly) |
|                                          |                                                                     |                                 |                                                                             | |

#### Groep B
| Pos | Team                | Wed | W | G | V | Ptn | DV | DT | +/− | Kwalificatie            |
| --- | ------------------- | --- | - | - | - | --- | -- | -- | --- | ----------------------- |
| 1   | Paris Saint-Germain | 3   | 2 | 0 | 1 | 6   | 6  | 1  | +5  | Naar de achtste finales |
| 2   | Botafogo            | 3   | 2 | 0 | 1 | 6   | 3  | 2  | +1  | Naar de achtste finales |
| 3   | Atlético Madrid     | 3   | 2 | 0 | 1 | 6   | 4  | 5  | −1  |                         |
| 4   | Seattle Sounders FC | 3   | 0 | 0 | 3 | 0   | 2  | 7  | −5  |                         |

1. 1 2 3  Onderlinge doelsaldo: Paris Saint-Germain +3, Botafogo 0, Atlético Madrid −3.

##### Wedstrijden
|                                          |                                                                                          |                                 |                  | |
| 15 juni 2025 12:00 (UTC−7) 21:00 (UTC+2) | Paris Saint-Germain                                                                      | 4 – 0 (2 – 0)                   | Atlético Madrid  | Stadion: Rose Bowl, Pasadena Toeschouwers: 80.619 Scheidsrechter: István Kovács Assistenten: Mihai Marius Marica Assistenten: Ferencz Tunyogi Vierde official: Gustavo Tejera Video-assistenten: Bastian Dankert Video-assistenten: Rob Dieperink (SVAR) AVAR: Ivan Bebek Speler van de wedstrijd: Vitinha ( Paris Saint-Germain) |
| 15 juni 2025 12:00 (UTC−7) 21:00 (UTC+2) | Fabián 19' Kvaratschelia Vitinha 45+1' Kvaratschelia Mayulu 87' Lee Kang-in 90+7' (pen.) | Verslag Wedstrijdformulier FIFA | 20', 78' Lenglet | Stadion: Rose Bowl, Pasadena Toeschouwers: 80.619 Scheidsrechter: István Kovács Assistenten: Mihai Marius Marica Assistenten: Ferencz Tunyogi Vierde official: Gustavo Tejera Video-assistenten: Bastian Dankert Video-assistenten: Rob Dieperink (SVAR) AVAR: Ivan Bebek Speler van de wedstrijd: Vitinha ( Paris Saint-Germain) |
| 15 juni 2025 12:00 (UTC−7) 21:00 (UTC+2) |                                                                                          |                                 |                  | Stadion: Rose Bowl, Pasadena Toeschouwers: 80.619 Scheidsrechter: István Kovács Assistenten: Mihai Marius Marica Assistenten: Ferencz Tunyogi Vierde official: Gustavo Tejera Video-assistenten: Bastian Dankert Video-assistenten: Rob Dieperink (SVAR) AVAR: Ivan Bebek Speler van de wedstrijd: Vitinha ( Paris Saint-Germain) |
| 15 juni 2025 12:00 (UTC−7) 21:00 (UTC+2) |                                                                                          |                                 |                  | Stadion: Rose Bowl, Pasadena Toeschouwers: 80.619 Scheidsrechter: István Kovács Assistenten: Mihai Marius Marica Assistenten: Ferencz Tunyogi Vierde official: Gustavo Tejera Video-assistenten: Bastian Dankert Video-assistenten: Rob Dieperink (SVAR) AVAR: Ivan Bebek Speler van de wedstrijd: Vitinha ( Paris Saint-Germain) |
|                                          |                                                                                          |                                 |                  | |

|                                          |                                    |                                 |                     | |
| 15 juni 2025 19:00 (UTC−7) 4:00+ (UTC+2) | Botafogo                           | 2 – 1 (2 – 0)                   | Seattle Sounders FC | Stadion: Lumen Field, Seattle Toeschouwers: 30.151 Scheidsrechter: Glenn Nyberg Assistenten: Mahbod Beigi Assistenten: Andreas Söderkvist Vierde official: Campbell-Kirk Kawana-Waugh Video-assistenten: Marco Di Bello Video-assistenten: Shaun Evans (SVAR) AVAR: Bram Van Driessche Speler van de wedstrijd: Igor Jesus ( Botafogo) |
| 15 juni 2025 19:00 (UTC−7) 4:00+ (UTC+2) | Cunha 28' Telles Jesus 44' Vitinho | Verslag Wedstrijdformulier FIFA | 75' Roldan Rothrock | Stadion: Lumen Field, Seattle Toeschouwers: 30.151 Scheidsrechter: Glenn Nyberg Assistenten: Mahbod Beigi Assistenten: Andreas Söderkvist Vierde official: Campbell-Kirk Kawana-Waugh Video-assistenten: Marco Di Bello Video-assistenten: Shaun Evans (SVAR) AVAR: Bram Van Driessche Speler van de wedstrijd: Igor Jesus ( Botafogo) |
| 15 juni 2025 19:00 (UTC−7) 4:00+ (UTC+2) |                                    |                                 |                     | Stadion: Lumen Field, Seattle Toeschouwers: 30.151 Scheidsrechter: Glenn Nyberg Assistenten: Mahbod Beigi Assistenten: Andreas Söderkvist Vierde official: Campbell-Kirk Kawana-Waugh Video-assistenten: Marco Di Bello Video-assistenten: Shaun Evans (SVAR) AVAR: Bram Van Driessche Speler van de wedstrijd: Igor Jesus ( Botafogo) |
| 15 juni 2025 19:00 (UTC−7) 4:00+ (UTC+2) |                                    |                                 |                     | Stadion: Lumen Field, Seattle Toeschouwers: 30.151 Scheidsrechter: Glenn Nyberg Assistenten: Mahbod Beigi Assistenten: Andreas Söderkvist Vierde official: Campbell-Kirk Kawana-Waugh Video-assistenten: Marco Di Bello Video-assistenten: Shaun Evans (SVAR) AVAR: Bram Van Driessche Speler van de wedstrijd: Igor Jesus ( Botafogo) |
|                                          |                                    |                                 |                     | |

|                                          |                         |                                 |                                                | |
| 19 juni 2025 15:00 (UTC−7) 0:00+ (UTC+2) | Seattle Sounders FC     | 1 – 3 (0 – 1)                   | Atlético Madrid                                | Stadion: Lumen Field, Seattle Toeschouwers: 51.636 Scheidsrechter: Yael Falcón Assistenten: Maximiliano Del Yesso Assistenten: Facundo Rodríguez Vierde official: Campbell-Kirk Kawana-Waugh Video-assistenten: Hernán Mastrángelo Video-assistenten: Leodán González (SVAR) AVAR: Juan Soto Speler van de wedstrijd: Barrios ( Atlético Madrid) |
| 19 juni 2025 15:00 (UTC−7) 0:00+ (UTC+2) | Rusnák 50' Ferreira 79' | Verslag Wedstrijdformulier FIFA | 11', 55' Barrios Simeone 47' Witsel Le Normand | Stadion: Lumen Field, Seattle Toeschouwers: 51.636 Scheidsrechter: Yael Falcón Assistenten: Maximiliano Del Yesso Assistenten: Facundo Rodríguez Vierde official: Campbell-Kirk Kawana-Waugh Video-assistenten: Hernán Mastrángelo Video-assistenten: Leodán González (SVAR) AVAR: Juan Soto Speler van de wedstrijd: Barrios ( Atlético Madrid) |
| 19 juni 2025 15:00 (UTC−7) 0:00+ (UTC+2) |                         |                                 |                                                | Stadion: Lumen Field, Seattle Toeschouwers: 51.636 Scheidsrechter: Yael Falcón Assistenten: Maximiliano Del Yesso Assistenten: Facundo Rodríguez Vierde official: Campbell-Kirk Kawana-Waugh Video-assistenten: Hernán Mastrángelo Video-assistenten: Leodán González (SVAR) AVAR: Juan Soto Speler van de wedstrijd: Barrios ( Atlético Madrid) |
| 19 juni 2025 15:00 (UTC−7) 0:00+ (UTC+2) |                         |                                 |                                                | Stadion: Lumen Field, Seattle Toeschouwers: 51.636 Scheidsrechter: Yael Falcón Assistenten: Maximiliano Del Yesso Assistenten: Facundo Rodríguez Vierde official: Campbell-Kirk Kawana-Waugh Video-assistenten: Hernán Mastrángelo Video-assistenten: Leodán González (SVAR) AVAR: Juan Soto Speler van de wedstrijd: Barrios ( Atlético Madrid) |
|                                          |                         |                                 |                                                | |

|                                          |                     |                                 |                         | |
| 19 juni 2025 18:00 (UTC−7) 3:00+ (UTC+2) | Paris Saint-Germain | 0 – 1 (0 – 1)                   | Botafogo                | Stadion: Rose Bowl, Pasadena Toeschouwers: 53.699 Scheidsrechter: Drew Fischer Assistenten: Micheal Barwegen Assistenten: Lyes Arfa Vierde official: Gustavo Tejera Video-assistenten: Shaun Evans Video-assistenten: Marco Di Bello (SVAR) AVAR: Guillermo Pacheco Speler van de wedstrijd: Igor Jesus ( Botafogo) |
| 19 juni 2025 18:00 (UTC−7) 3:00+ (UTC+2) | Barcola 79'         | Verslag Wedstrijdformulier FIFA | 36' Igor Jesus Savarino | Stadion: Rose Bowl, Pasadena Toeschouwers: 53.699 Scheidsrechter: Drew Fischer Assistenten: Micheal Barwegen Assistenten: Lyes Arfa Vierde official: Gustavo Tejera Video-assistenten: Shaun Evans Video-assistenten: Marco Di Bello (SVAR) AVAR: Guillermo Pacheco Speler van de wedstrijd: Igor Jesus ( Botafogo) |
| 19 juni 2025 18:00 (UTC−7) 3:00+ (UTC+2) |                     |                                 |                         | Stadion: Rose Bowl, Pasadena Toeschouwers: 53.699 Scheidsrechter: Drew Fischer Assistenten: Micheal Barwegen Assistenten: Lyes Arfa Vierde official: Gustavo Tejera Video-assistenten: Shaun Evans Video-assistenten: Marco Di Bello (SVAR) AVAR: Guillermo Pacheco Speler van de wedstrijd: Igor Jesus ( Botafogo) |
| 19 juni 2025 18:00 (UTC−7) 3:00+ (UTC+2) |                     |                                 |                         | Stadion: Rose Bowl, Pasadena Toeschouwers: 53.699 Scheidsrechter: Drew Fischer Assistenten: Micheal Barwegen Assistenten: Lyes Arfa Vierde official: Gustavo Tejera Video-assistenten: Shaun Evans Video-assistenten: Marco Di Bello (SVAR) AVAR: Guillermo Pacheco Speler van de wedstrijd: Igor Jesus ( Botafogo) |
|                                          |                     |                                 |                         | |

|                                          |                     |                                 |                                      | |
| 23 juni 2025 12:00 (UTC−7) 21:00 (UTC+2) | Seattle Sounders FC | 0 – 2 (0 – 1)                   | Paris Saint-Germain                  | Stadion: Lumen Field, Seattle Toeschouwers: 50.628 Scheidsrechter: Cristián Garay Assistenten: Miguel Rocha Assistenten: José Retamal Vierde official: Campbell-Kirk Kawana-Waugh Video-assistenten: Juan Lara Video-assistenten: Ivan Bebek (SVAR) AVAR: Nicolás Gallo Speler van de wedstrijd: Hakimi ( Paris Saint-Germain) |
| 23 juni 2025 12:00 (UTC−7) 21:00 (UTC+2) |                     | Verslag Wedstrijdformulier FIFA | 38' Kvaratschelia 66' Hakimi Barcola | Stadion: Lumen Field, Seattle Toeschouwers: 50.628 Scheidsrechter: Cristián Garay Assistenten: Miguel Rocha Assistenten: José Retamal Vierde official: Campbell-Kirk Kawana-Waugh Video-assistenten: Juan Lara Video-assistenten: Ivan Bebek (SVAR) AVAR: Nicolás Gallo Speler van de wedstrijd: Hakimi ( Paris Saint-Germain) |
| 23 juni 2025 12:00 (UTC−7) 21:00 (UTC+2) |                     |                                 |                                      | Stadion: Lumen Field, Seattle Toeschouwers: 50.628 Scheidsrechter: Cristián Garay Assistenten: Miguel Rocha Assistenten: José Retamal Vierde official: Campbell-Kirk Kawana-Waugh Video-assistenten: Juan Lara Video-assistenten: Ivan Bebek (SVAR) AVAR: Nicolás Gallo Speler van de wedstrijd: Hakimi ( Paris Saint-Germain) |
| 23 juni 2025 12:00 (UTC−7) 21:00 (UTC+2) |                     |                                 |                                      | Stadion: Lumen Field, Seattle Toeschouwers: 50.628 Scheidsrechter: Cristián Garay Assistenten: Miguel Rocha Assistenten: José Retamal Vierde official: Campbell-Kirk Kawana-Waugh Video-assistenten: Juan Lara Video-assistenten: Ivan Bebek (SVAR) AVAR: Nicolás Gallo Speler van de wedstrijd: Hakimi ( Paris Saint-Germain) |
|                                          |                     |                                 |                                      | |

|                                          |                       |                                 |          | |
| 23 juni 2025 12:00 (UTC−7) 21:00 (UTC+2) | Atlético Madrid       | 1 – 0 (0 – 0)                   | Botafogo | Stadion: Rose Bowl, Pasadena Toeschouwers: 22.992 Scheidsrechter: César Arturo Ramos Assistenten: Alberto Morín Assistenten: Marco Bisguerra Vierde official: Gustavo Tejera Video-assistenten: Guillermo Pacheco Video-assistenten: Érick Miranda (SVAR) AVAR: Tatiana Guzmán Speler van de wedstrijd: Griezmann ( Atlético Madrid) |
| 23 juni 2025 12:00 (UTC−7) 21:00 (UTC+2) | Griezmann 87' Álvarez | Verslag Wedstrijdformulier FIFA |          | Stadion: Rose Bowl, Pasadena Toeschouwers: 22.992 Scheidsrechter: César Arturo Ramos Assistenten: Alberto Morín Assistenten: Marco Bisguerra Vierde official: Gustavo Tejera Video-assistenten: Guillermo Pacheco Video-assistenten: Érick Miranda (SVAR) AVAR: Tatiana Guzmán Speler van de wedstrijd: Griezmann ( Atlético Madrid) |
| 23 juni 2025 12:00 (UTC−7) 21:00 (UTC+2) |                       |                                 |          | Stadion: Rose Bowl, Pasadena Toeschouwers: 22.992 Scheidsrechter: César Arturo Ramos Assistenten: Alberto Morín Assistenten: Marco Bisguerra Vierde official: Gustavo Tejera Video-assistenten: Guillermo Pacheco Video-assistenten: Érick Miranda (SVAR) AVAR: Tatiana Guzmán Speler van de wedstrijd: Griezmann ( Atlético Madrid) |
| 23 juni 2025 12:00 (UTC−7) 21:00 (UTC+2) |                       |                                 |          | Stadion: Rose Bowl, Pasadena Toeschouwers: 22.992 Scheidsrechter: César Arturo Ramos Assistenten: Alberto Morín Assistenten: Marco Bisguerra Vierde official: Gustavo Tejera Video-assistenten: Guillermo Pacheco Video-assistenten: Érick Miranda (SVAR) AVAR: Tatiana Guzmán Speler van de wedstrijd: Griezmann ( Atlético Madrid) |
|                                          |                       |                                 |          | |

#### Groep C
| Pos | Team           | Wed | W | G | V | Ptn | DV | DT | +/− | Kwalificatie            |
| --- | -------------- | --- | - | - | - | --- | -- | -- | --- | ----------------------- |
| 1   | SL Benfica     | 3   | 2 | 1 | 0 | 7   | 9  | 2  | +7  | Naar de achtste finales |
| 2   | Bayern München | 3   | 2 | 0 | 1 | 6   | 12 | 2  | +10 | Naar de achtste finales |
| 3   | Boca Juniors   | 3   | 0 | 2 | 1 | 2   | 4  | 5  | −1  |                         |
| 4   | Auckland City  | 3   | 0 | 1 | 2 | 1   | 1  | 17 | −16 |                         |

##### Wedstrijden
|                                          | |                                 |               | |
| 15 juni 2025 12:00 (UTC−4) 18:00 (UTC+2) | Bayern München | 10 – 0 (6 – 0)                  | Auckland City | Stadion: TQL Stadium, Cincinnati Toeschouwers: 21.152 Scheidsrechter: Issa Sy Assistenten: Djibril Camara Assistenten: Nouha Bangoura Vierde official: Ibrahim Mutaz Video-assistenten: Mahmoud Ashour Video-assistenten: Khamis Al-Marri (SVAR) AVAR: Nicolás Gallo Speler van de wedstrijd: Olise ( Bayern München) |
| 15 juni 2025 12:00 (UTC−4) 18:00 (UTC+2) | Coman 6', 21' Tah; Olise Boey 18' Coman Olise 20', 45+3' Boey Müller 45', 89' Olise; Gnabry Musiala 67', 73' (pen.), 84' Müller | Verslag Wedstrijdformulier FIFA |               | Stadion: TQL Stadium, Cincinnati Toeschouwers: 21.152 Scheidsrechter: Issa Sy Assistenten: Djibril Camara Assistenten: Nouha Bangoura Vierde official: Ibrahim Mutaz Video-assistenten: Mahmoud Ashour Video-assistenten: Khamis Al-Marri (SVAR) AVAR: Nicolás Gallo Speler van de wedstrijd: Olise ( Bayern München) |
| 15 juni 2025 12:00 (UTC−4) 18:00 (UTC+2) | |                                 |               | Stadion: TQL Stadium, Cincinnati Toeschouwers: 21.152 Scheidsrechter: Issa Sy Assistenten: Djibril Camara Assistenten: Nouha Bangoura Vierde official: Ibrahim Mutaz Video-assistenten: Mahmoud Ashour Video-assistenten: Khamis Al-Marri (SVAR) AVAR: Nicolás Gallo Speler van de wedstrijd: Olise ( Bayern München) |
| 15 juni 2025 12:00 (UTC−4) 18:00 (UTC+2) | |                                 |               | Stadion: TQL Stadium, Cincinnati Toeschouwers: 21.152 Scheidsrechter: Issa Sy Assistenten: Djibril Camara Assistenten: Nouha Bangoura Vierde official: Ibrahim Mutaz Video-assistenten: Mahmoud Ashour Video-assistenten: Khamis Al-Marri (SVAR) AVAR: Nicolás Gallo Speler van de wedstrijd: Olise ( Bayern München) |
|                                          | |                                 |               | |

|                                          |                                                                   |                                 |                                                           | |
| 16 juni 2025 18:00 (UTC−4) 0:00+ (UTC+2) | Boca Juniors                                                      | 2 – 2 (2 – 1)                   | SL Benfica                                                | Stadion: Hard Rock Stadium, Miami Gardens Toeschouwers: 55.574 Scheidsrechter: César Arturo Ramos Assistenten: Alberto Morín Assistenten: Marco Bisguerra Vierde official: Iván Barton Video-assistenten: Guillermo Pacheco Video-assistenten: Carlos del Cerro Grande (SVAR) AVAR: Armando Villarreal Speler van de wedstrijd: Merentiel ( Boca Juniors) |
| 16 juni 2025 18:00 (UTC−4) 0:00+ (UTC+2) | Otamendi 21' (e.d.) Battaglia 27' Costa Herrera 20' 45' Figal 88' | Verslag Wedstrijdformulier FIFA | 45+3' (pen.) Di María 70', 72' Belotti 84' Otamendi Kökçü | Stadion: Hard Rock Stadium, Miami Gardens Toeschouwers: 55.574 Scheidsrechter: César Arturo Ramos Assistenten: Alberto Morín Assistenten: Marco Bisguerra Vierde official: Iván Barton Video-assistenten: Guillermo Pacheco Video-assistenten: Carlos del Cerro Grande (SVAR) AVAR: Armando Villarreal Speler van de wedstrijd: Merentiel ( Boca Juniors) |
| 16 juni 2025 18:00 (UTC−4) 0:00+ (UTC+2) |                                                                   |                                 |                                                           | Stadion: Hard Rock Stadium, Miami Gardens Toeschouwers: 55.574 Scheidsrechter: César Arturo Ramos Assistenten: Alberto Morín Assistenten: Marco Bisguerra Vierde official: Iván Barton Video-assistenten: Guillermo Pacheco Video-assistenten: Carlos del Cerro Grande (SVAR) AVAR: Armando Villarreal Speler van de wedstrijd: Merentiel ( Boca Juniors) |
| 16 juni 2025 18:00 (UTC−4) 0:00+ (UTC+2) |                                                                   |                                 |                                                           | Stadion: Hard Rock Stadium, Miami Gardens Toeschouwers: 55.574 Scheidsrechter: César Arturo Ramos Assistenten: Alberto Morín Assistenten: Marco Bisguerra Vierde official: Iván Barton Video-assistenten: Guillermo Pacheco Video-assistenten: Carlos del Cerro Grande (SVAR) AVAR: Armando Villarreal Speler van de wedstrijd: Merentiel ( Boca Juniors) |
| Bijz.: 1. 2.                             |                                                                   |                                 |                                                           | |

|                                          | |                                 |               | |
| 20 juni 2025 12:00 (UTC−4) 18:00 (UTC+2) | SL Benfica | 6 – 0 (1 – 0)                   | Auckland City | Stadion: Inter&Co Stadium, Orlando Toeschouwers: 6.730 Scheidsrechter: Salman Falahi Assistenten: Ramzan Al-Naemi Assistenten: Majid Al-Shammari Vierde official: Danny Makkelie Video-assistenten: Khamis Al-Marri Video-assistenten: Rob Dieperink (SVAR) AVAR: Fu Ming Speler van de wedstrijd: Di María ( SL Benfica) |
| 20 juni 2025 12:00 (UTC−4) 18:00 (UTC+2) | Di María 45+8' (pen.), 90+8' (pen.) Pavlidis 53' Kökçü Sanches 63' Otamendi Barreiro 76', 78' Pavlidis; Gouveia | Verslag Wedstrijdformulier FIFA |               | Stadion: Inter&Co Stadium, Orlando Toeschouwers: 6.730 Scheidsrechter: Salman Falahi Assistenten: Ramzan Al-Naemi Assistenten: Majid Al-Shammari Vierde official: Danny Makkelie Video-assistenten: Khamis Al-Marri Video-assistenten: Rob Dieperink (SVAR) AVAR: Fu Ming Speler van de wedstrijd: Di María ( SL Benfica) |
| 20 juni 2025 12:00 (UTC−4) 18:00 (UTC+2) | |                                 |               | Stadion: Inter&Co Stadium, Orlando Toeschouwers: 6.730 Scheidsrechter: Salman Falahi Assistenten: Ramzan Al-Naemi Assistenten: Majid Al-Shammari Vierde official: Danny Makkelie Video-assistenten: Khamis Al-Marri Video-assistenten: Rob Dieperink (SVAR) AVAR: Fu Ming Speler van de wedstrijd: Di María ( SL Benfica) |
| 20 juni 2025 12:00 (UTC−4) 18:00 (UTC+2) | |                                 |               | Stadion: Inter&Co Stadium, Orlando Toeschouwers: 6.730 Scheidsrechter: Salman Falahi Assistenten: Ramzan Al-Naemi Assistenten: Majid Al-Shammari Vierde official: Danny Makkelie Video-assistenten: Khamis Al-Marri Video-assistenten: Rob Dieperink (SVAR) AVAR: Fu Ming Speler van de wedstrijd: Di María ( SL Benfica) |
| Bijz.: 1.                                | |                                 |               | |

|                                          |                                         |                                 |                       | |
| 20 juni 2025 21:00 (UTC−4) 3:00+ (UTC+2) | Bayern München                          | 2 – 1 (1 – 0)                   | Boca Juniors          | Stadion: Hard Rock Stadium, Miami Gardens Toeschouwers: 63.587 Scheidsrechter: Alireza Faghani Assistenten: Antonin Shchetinin Assistenten: Ashley Beecham Vierde official: Tori Penso Video-assistenten: Tatiana Guzmán Video-assistenten: Jérôme Brisard (SVAR) AVAR: Shaun Evans Speler van de wedstrijd: Kane ( Bayern München) |
| 20 juni 2025 21:00 (UTC−4) 3:00+ (UTC+2) | Olise 9', 84' Kane 18' Coman Laimer 87' | Verslag Wedstrijdformulier FIFA | 66' Merentiel Velasco | Stadion: Hard Rock Stadium, Miami Gardens Toeschouwers: 63.587 Scheidsrechter: Alireza Faghani Assistenten: Antonin Shchetinin Assistenten: Ashley Beecham Vierde official: Tori Penso Video-assistenten: Tatiana Guzmán Video-assistenten: Jérôme Brisard (SVAR) AVAR: Shaun Evans Speler van de wedstrijd: Kane ( Bayern München) |
| 20 juni 2025 21:00 (UTC−4) 3:00+ (UTC+2) |                                         |                                 |                       | Stadion: Hard Rock Stadium, Miami Gardens Toeschouwers: 63.587 Scheidsrechter: Alireza Faghani Assistenten: Antonin Shchetinin Assistenten: Ashley Beecham Vierde official: Tori Penso Video-assistenten: Tatiana Guzmán Video-assistenten: Jérôme Brisard (SVAR) AVAR: Shaun Evans Speler van de wedstrijd: Kane ( Bayern München) |
| 20 juni 2025 21:00 (UTC−4) 3:00+ (UTC+2) |                                         |                                 |                       | Stadion: Hard Rock Stadium, Miami Gardens Toeschouwers: 63.587 Scheidsrechter: Alireza Faghani Assistenten: Antonin Shchetinin Assistenten: Ashley Beecham Vierde official: Tori Penso Video-assistenten: Tatiana Guzmán Video-assistenten: Jérôme Brisard (SVAR) AVAR: Shaun Evans Speler van de wedstrijd: Kane ( Bayern München) |
|                                          |                                         |                                 |                       | |

|                                          |                |                                 |                                 | |
| 24 juni 2025 14:00 (UTC−5) 21:00 (UTC+2) | Auckland City  | 1 – 1 (0 – 1)                   | Boca Juniors                    | Stadion: Geodis Park, Nashville Toeschouwers: 16.899 Scheidsrechter: Glenn Nyberg Assistenten: Mahbod Beigi Assistenten: Andreas Söderkvist Vierde official: Jean-Jacques Ndala Ngambo Video-assistenten: Bram Van Driessche Video-assistenten: Mahmoud Ashour (SVAR) AVAR: Rob Dieperink Speler van de wedstrijd: Gray ( Auckland City) |
| 24 juni 2025 14:00 (UTC−5) 21:00 (UTC+2) | Gray 52' Lagos | Verslag Wedstrijdformulier FIFA | 26' (e.d.) Garrow 60' Merentiel | Stadion: Geodis Park, Nashville Toeschouwers: 16.899 Scheidsrechter: Glenn Nyberg Assistenten: Mahbod Beigi Assistenten: Andreas Söderkvist Vierde official: Jean-Jacques Ndala Ngambo Video-assistenten: Bram Van Driessche Video-assistenten: Mahmoud Ashour (SVAR) AVAR: Rob Dieperink Speler van de wedstrijd: Gray ( Auckland City) |
| 24 juni 2025 14:00 (UTC−5) 21:00 (UTC+2) |                |                                 |                                 | Stadion: Geodis Park, Nashville Toeschouwers: 16.899 Scheidsrechter: Glenn Nyberg Assistenten: Mahbod Beigi Assistenten: Andreas Söderkvist Vierde official: Jean-Jacques Ndala Ngambo Video-assistenten: Bram Van Driessche Video-assistenten: Mahmoud Ashour (SVAR) AVAR: Rob Dieperink Speler van de wedstrijd: Gray ( Auckland City) |
| 24 juni 2025 14:00 (UTC−5) 21:00 (UTC+2) |                |                                 |                                 | Stadion: Geodis Park, Nashville Toeschouwers: 16.899 Scheidsrechter: Glenn Nyberg Assistenten: Mahbod Beigi Assistenten: Andreas Söderkvist Vierde official: Jean-Jacques Ndala Ngambo Video-assistenten: Bram Van Driessche Video-assistenten: Mahmoud Ashour (SVAR) AVAR: Rob Dieperink Speler van de wedstrijd: Gray ( Auckland City) |
| Bijz.: 1.                                |                |                                 |                                 | |

|                                          |                         |                                 |                | |
| 24 juni 2025 15:00 (UTC−4) 21:00 (UTC+2) | SL Benfica              | 1 – 0 (1 – 0)                   | Bayern München | Stadion: Bank of America Stadium, Charlotte Toeschouwers: 33.287 Scheidsrechter: François Letexier Assistenten: Cyril Mugnier Assistenten: Mehdi Ramouni Vierde official: Espen Eskås Video-assistenten: Jérôme Brisard Video-assistenten: Hamza El-Fariq (SVAR) AVAR: Ivan Bebek Speler van de wedstrijd: Troebin ( SL Benfica) |
| 24 juni 2025 15:00 (UTC−4) 21:00 (UTC+2) | Schjelderup 13' Aursnes | Verslag Wedstrijdformulier FIFA | 61' Kimmich    | Stadion: Bank of America Stadium, Charlotte Toeschouwers: 33.287 Scheidsrechter: François Letexier Assistenten: Cyril Mugnier Assistenten: Mehdi Ramouni Vierde official: Espen Eskås Video-assistenten: Jérôme Brisard Video-assistenten: Hamza El-Fariq (SVAR) AVAR: Ivan Bebek Speler van de wedstrijd: Troebin ( SL Benfica) |
| 24 juni 2025 15:00 (UTC−4) 21:00 (UTC+2) |                         |                                 |                | Stadion: Bank of America Stadium, Charlotte Toeschouwers: 33.287 Scheidsrechter: François Letexier Assistenten: Cyril Mugnier Assistenten: Mehdi Ramouni Vierde official: Espen Eskås Video-assistenten: Jérôme Brisard Video-assistenten: Hamza El-Fariq (SVAR) AVAR: Ivan Bebek Speler van de wedstrijd: Troebin ( SL Benfica) |
| 24 juni 2025 15:00 (UTC−4) 21:00 (UTC+2) |                         |                                 |                | Stadion: Bank of America Stadium, Charlotte Toeschouwers: 33.287 Scheidsrechter: François Letexier Assistenten: Cyril Mugnier Assistenten: Mehdi Ramouni Vierde official: Espen Eskås Video-assistenten: Jérôme Brisard Video-assistenten: Hamza El-Fariq (SVAR) AVAR: Ivan Bebek Speler van de wedstrijd: Troebin ( SL Benfica) |
|                                          |                         |                                 |                | |

#### Groep D
| Pos | Team               | Wed | W | G | V | Ptn | DV | DT | +/− | Kwalificatie            |
| --- | ------------------ | --- | - | - | - | --- | -- | -- | --- | ----------------------- |
| 1   | Flamengo           | 3   | 2 | 1 | 0 | 7   | 6  | 2  | +4  | Naar de achtste finales |
| 2   | Chelsea FC         | 3   | 2 | 0 | 1 | 6   | 6  | 3  | +3  | Naar de achtste finales |
| 3   | Espérance de Tunis | 3   | 1 | 0 | 2 | 3   | 1  | 5  | −4  |                         |
| 4   | Los Angeles FC     | 3   | 0 | 1 | 2 | 1   | 1  | 4  | −3  |                         |

##### Wedstrijden
|                                          |                                      |                                 |                | |
| 16 juni 2025 15:00 (UTC−4) 21:00 (UTC+2) | Chelsea FC                           | 2 – 0 (1 – 0)                   | Los Angeles FC | Stadion: Mercedes-Benz Stadium, Atlanta Toeschouwers: 22.137 Scheidsrechter: Jesús Valenzuela Assistenten: Jorge Urrego Assistenten: Tulio Moreno Vierde official: Jean-Jacques Ndala Video-assistenten: Juan Soto Video-assistenten: Alejandro Hernández (SVAR) AVAR: Hernan Carlos Mastrangelo Speler van de wedstrijd: Neto ( Chelsea FC) |
| 16 juni 2025 15:00 (UTC−4) 21:00 (UTC+2) | Neto 34' Jackson Fernández 79' Delap | Verslag Wedstrijdformulier FIFA |                | Stadion: Mercedes-Benz Stadium, Atlanta Toeschouwers: 22.137 Scheidsrechter: Jesús Valenzuela Assistenten: Jorge Urrego Assistenten: Tulio Moreno Vierde official: Jean-Jacques Ndala Video-assistenten: Juan Soto Video-assistenten: Alejandro Hernández (SVAR) AVAR: Hernan Carlos Mastrangelo Speler van de wedstrijd: Neto ( Chelsea FC) |
| 16 juni 2025 15:00 (UTC−4) 21:00 (UTC+2) |                                      |                                 |                | Stadion: Mercedes-Benz Stadium, Atlanta Toeschouwers: 22.137 Scheidsrechter: Jesús Valenzuela Assistenten: Jorge Urrego Assistenten: Tulio Moreno Vierde official: Jean-Jacques Ndala Video-assistenten: Juan Soto Video-assistenten: Alejandro Hernández (SVAR) AVAR: Hernan Carlos Mastrangelo Speler van de wedstrijd: Neto ( Chelsea FC) |
| 16 juni 2025 15:00 (UTC−4) 21:00 (UTC+2) |                                      |                                 |                | Stadion: Mercedes-Benz Stadium, Atlanta Toeschouwers: 22.137 Scheidsrechter: Jesús Valenzuela Assistenten: Jorge Urrego Assistenten: Tulio Moreno Vierde official: Jean-Jacques Ndala Video-assistenten: Juan Soto Video-assistenten: Alejandro Hernández (SVAR) AVAR: Hernan Carlos Mastrangelo Speler van de wedstrijd: Neto ( Chelsea FC) |
|                                          |                                      |                                 |                | |

|                                          |                                       |                                 |                    | |
| 16 juni 2025 21:00 (UTC−4) 3:00+ (UTC+2) | Flamengo                              | 2 – 0 (1 – 0)                   | Espérance de Tunis | Stadion: Lincoln Financial Field, Philadelphia Toeschouwers: 25.797 Scheidsrechter: Danny Makkelie Assistenten: Hessel Steegstra Assistenten: Jan de Vries Vierde official: Ma Ning Video-assistenten: Rob Dieperink Video-assistenten: Tomasz Kwiatkowski (SVAR) AVAR: Fu Ming Speler van de wedstrijd: De Arrascaeta ( Flamengo) |
| 16 juni 2025 21:00 (UTC−4) 3:00+ (UTC+2) | De Arrascaeta 17' Araújo 70' Jorginho | Verslag Wedstrijdformulier FIFA |                    | Stadion: Lincoln Financial Field, Philadelphia Toeschouwers: 25.797 Scheidsrechter: Danny Makkelie Assistenten: Hessel Steegstra Assistenten: Jan de Vries Vierde official: Ma Ning Video-assistenten: Rob Dieperink Video-assistenten: Tomasz Kwiatkowski (SVAR) AVAR: Fu Ming Speler van de wedstrijd: De Arrascaeta ( Flamengo) |
| 16 juni 2025 21:00 (UTC−4) 3:00+ (UTC+2) |                                       |                                 |                    | Stadion: Lincoln Financial Field, Philadelphia Toeschouwers: 25.797 Scheidsrechter: Danny Makkelie Assistenten: Hessel Steegstra Assistenten: Jan de Vries Vierde official: Ma Ning Video-assistenten: Rob Dieperink Video-assistenten: Tomasz Kwiatkowski (SVAR) AVAR: Fu Ming Speler van de wedstrijd: De Arrascaeta ( Flamengo) |
| 16 juni 2025 21:00 (UTC−4) 3:00+ (UTC+2) |                                       |                                 |                    | Stadion: Lincoln Financial Field, Philadelphia Toeschouwers: 25.797 Scheidsrechter: Danny Makkelie Assistenten: Hessel Steegstra Assistenten: Jan de Vries Vierde official: Ma Ning Video-assistenten: Rob Dieperink Video-assistenten: Tomasz Kwiatkowski (SVAR) AVAR: Fu Ming Speler van de wedstrijd: De Arrascaeta ( Flamengo) |
|                                          |                                       |                                 |                    | |

|                                          |                                                              |                                 |                      | |
| 20 juni 2025 14:00 (UTC−4) 20:00 (UTC+2) | Flamengo                                                     | 3 – 1 (0 – 1)                   | Chelsea FC           | Stadion: Lincoln Financial Field, Philadelphia Toeschouwers: 54.019 Scheidsrechter: Iván Barton Assistenten: David Morán Assistenten: Henry Pupiro Vierde official: Ma Ning Video-assistenten: Guillermo Pacheco Video-assistenten: Carlos del Cerro Grande (SVAR) AVAR: Érick Miranda Speler van de wedstrijd: Henrique ( Flamengo) |
| 20 juni 2025 14:00 (UTC−4) 20:00 (UTC+2) | Henrique 62' Plata Danilo 65' Henrique Wallace Yan 83' Plata | Verslag Wedstrijdformulier FIFA | 13' Neto 68' Jackson | Stadion: Lincoln Financial Field, Philadelphia Toeschouwers: 54.019 Scheidsrechter: Iván Barton Assistenten: David Morán Assistenten: Henry Pupiro Vierde official: Ma Ning Video-assistenten: Guillermo Pacheco Video-assistenten: Carlos del Cerro Grande (SVAR) AVAR: Érick Miranda Speler van de wedstrijd: Henrique ( Flamengo) |
| 20 juni 2025 14:00 (UTC−4) 20:00 (UTC+2) |                                                              |                                 |                      | Stadion: Lincoln Financial Field, Philadelphia Toeschouwers: 54.019 Scheidsrechter: Iván Barton Assistenten: David Morán Assistenten: Henry Pupiro Vierde official: Ma Ning Video-assistenten: Guillermo Pacheco Video-assistenten: Carlos del Cerro Grande (SVAR) AVAR: Érick Miranda Speler van de wedstrijd: Henrique ( Flamengo) |
| 20 juni 2025 14:00 (UTC−4) 20:00 (UTC+2) |                                                              |                                 |                      | Stadion: Lincoln Financial Field, Philadelphia Toeschouwers: 54.019 Scheidsrechter: Iván Barton Assistenten: David Morán Assistenten: Henry Pupiro Vierde official: Ma Ning Video-assistenten: Guillermo Pacheco Video-assistenten: Carlos del Cerro Grande (SVAR) AVAR: Érick Miranda Speler van de wedstrijd: Henrique ( Flamengo) |
|                                          |                                                              |                                 |                      | |

|                                          |                                               |                                 |                    | |
| 20 juni 2025 17:00 (UTC−5) 0:00+ (UTC+2) | Los Angeles FC                                | 0 – 1 (0 – 0)                   | Espérance de Tunis | Stadion: Geodis Park, Nashville Toeschouwers: 13.561 Scheidsrechter: Espen Eskås Assistenten: Jan Erik Engan Assistenten: Isaak Bashevkin Vierde official: Jean-Jacques Ndala Ngambo Video-assistenten: Tomasz Kwiatkowski Video-assistenten: Mohammed Obaid Khadim (SVAR) AVAR: Bram Van Driessche Speler van de wedstrijd: Belaïli ( Espérance de Tunis) |
| 20 juni 2025 17:00 (UTC−5) 0:00+ (UTC+2) | Giroud 15' Martínez 28' Bouanga 90+11' (pen.) | Verslag Wedstrijdformulier FIFA | 70' Belaïli        | Stadion: Geodis Park, Nashville Toeschouwers: 13.561 Scheidsrechter: Espen Eskås Assistenten: Jan Erik Engan Assistenten: Isaak Bashevkin Vierde official: Jean-Jacques Ndala Ngambo Video-assistenten: Tomasz Kwiatkowski Video-assistenten: Mohammed Obaid Khadim (SVAR) AVAR: Bram Van Driessche Speler van de wedstrijd: Belaïli ( Espérance de Tunis) |
| 20 juni 2025 17:00 (UTC−5) 0:00+ (UTC+2) |                                               |                                 |                    | Stadion: Geodis Park, Nashville Toeschouwers: 13.561 Scheidsrechter: Espen Eskås Assistenten: Jan Erik Engan Assistenten: Isaak Bashevkin Vierde official: Jean-Jacques Ndala Ngambo Video-assistenten: Tomasz Kwiatkowski Video-assistenten: Mohammed Obaid Khadim (SVAR) AVAR: Bram Van Driessche Speler van de wedstrijd: Belaïli ( Espérance de Tunis) |
| 20 juni 2025 17:00 (UTC−5) 0:00+ (UTC+2) |                                               |                                 |                    | Stadion: Geodis Park, Nashville Toeschouwers: 13.561 Scheidsrechter: Espen Eskås Assistenten: Jan Erik Engan Assistenten: Isaak Bashevkin Vierde official: Jean-Jacques Ndala Ngambo Video-assistenten: Tomasz Kwiatkowski Video-assistenten: Mohammed Obaid Khadim (SVAR) AVAR: Bram Van Driessche Speler van de wedstrijd: Belaïli ( Espérance de Tunis) |
|                                          |                                               |                                 |                    | |

|                                          |                               |                                 |                          | |
| 24 juni 2025 21:00 (UTC−4) 3:00+ (UTC+2) | Los Angeles FC                | 1 – 1 (0 – 0)                   | Flamengo                 | Stadion: Camping World Stadium, Orlando Toeschouwers: 32.933 Scheidsrechter: Salman Falahi Assistenten: Ramzan Al-Naemi Assistenten: Majid Al-Shammari Vierde official: Juan Gabriel Benítez Video-assistenten: Mohamed Obaid Khadim Video-assistenten: Tomasz Kwiatkowski (SVAR) AVAR: Khamis Al-Marri Speler van de wedstrijd: De Arrascaeta ( Flamengo) |
| 24 juni 2025 21:00 (UTC−4) 3:00+ (UTC+2) | Marlon 37' Bounga 84' Tillman | Verslag Wedstrijdformulier FIFA | 86' Wallace Yan Jorginho | Stadion: Camping World Stadium, Orlando Toeschouwers: 32.933 Scheidsrechter: Salman Falahi Assistenten: Ramzan Al-Naemi Assistenten: Majid Al-Shammari Vierde official: Juan Gabriel Benítez Video-assistenten: Mohamed Obaid Khadim Video-assistenten: Tomasz Kwiatkowski (SVAR) AVAR: Khamis Al-Marri Speler van de wedstrijd: De Arrascaeta ( Flamengo) |
| 24 juni 2025 21:00 (UTC−4) 3:00+ (UTC+2) |                               |                                 |                          | Stadion: Camping World Stadium, Orlando Toeschouwers: 32.933 Scheidsrechter: Salman Falahi Assistenten: Ramzan Al-Naemi Assistenten: Majid Al-Shammari Vierde official: Juan Gabriel Benítez Video-assistenten: Mohamed Obaid Khadim Video-assistenten: Tomasz Kwiatkowski (SVAR) AVAR: Khamis Al-Marri Speler van de wedstrijd: De Arrascaeta ( Flamengo) |
| 24 juni 2025 21:00 (UTC−4) 3:00+ (UTC+2) |                               |                                 |                          | Stadion: Camping World Stadium, Orlando Toeschouwers: 32.933 Scheidsrechter: Salman Falahi Assistenten: Ramzan Al-Naemi Assistenten: Majid Al-Shammari Vierde official: Juan Gabriel Benítez Video-assistenten: Mohamed Obaid Khadim Video-assistenten: Tomasz Kwiatkowski (SVAR) AVAR: Khamis Al-Marri Speler van de wedstrijd: De Arrascaeta ( Flamengo) |
|                                          |                               |                                 |                          | |

|                                          |                    |                                 |                                                                      | |
| 24 juni 2025 21:00 (UTC−4) 3:00+ (UTC+2) | Espérance de Tunis | 0 – 3 (0 – 2)                   | Chelsea FC                                                           | Stadion: Lincoln Financial Field, Philadelphia Toeschouwers: 32.967 Scheidsrechter: Yael Falcón Assistenten: Maximiliano Del Yesso Assistenten: Facundo Rodríguez Vierde official: Ma Ning Video-assistenten: Nicolás Gallo Video-assistenten: Carlos del Cerro Grande (SVAR) AVAR: Hernán Mastrángelo Speler van de wedstrijd: Adarabioyo ( Chelsea FC) |
| 24 juni 2025 21:00 (UTC−4) 3:00+ (UTC+2) |                    | Verslag Wedstrijdformulier FIFA | 45+3' Adarabioyo Fernández 45+5' Delap Fernández 90+7' George Santos | Stadion: Lincoln Financial Field, Philadelphia Toeschouwers: 32.967 Scheidsrechter: Yael Falcón Assistenten: Maximiliano Del Yesso Assistenten: Facundo Rodríguez Vierde official: Ma Ning Video-assistenten: Nicolás Gallo Video-assistenten: Carlos del Cerro Grande (SVAR) AVAR: Hernán Mastrángelo Speler van de wedstrijd: Adarabioyo ( Chelsea FC) |
| 24 juni 2025 21:00 (UTC−4) 3:00+ (UTC+2) |                    |                                 |                                                                      | Stadion: Lincoln Financial Field, Philadelphia Toeschouwers: 32.967 Scheidsrechter: Yael Falcón Assistenten: Maximiliano Del Yesso Assistenten: Facundo Rodríguez Vierde official: Ma Ning Video-assistenten: Nicolás Gallo Video-assistenten: Carlos del Cerro Grande (SVAR) AVAR: Hernán Mastrángelo Speler van de wedstrijd: Adarabioyo ( Chelsea FC) |
| 24 juni 2025 21:00 (UTC−4) 3:00+ (UTC+2) |                    |                                 |                                                                      | Stadion: Lincoln Financial Field, Philadelphia Toeschouwers: 32.967 Scheidsrechter: Yael Falcón Assistenten: Maximiliano Del Yesso Assistenten: Facundo Rodríguez Vierde official: Ma Ning Video-assistenten: Nicolás Gallo Video-assistenten: Carlos del Cerro Grande (SVAR) AVAR: Hernán Mastrángelo Speler van de wedstrijd: Adarabioyo ( Chelsea FC) |
|                                          |                    |                                 |                                                                      | |

#### Groep E
| Pos | Team               | Wed | W | G | V | Ptn | DV | DT | +/− | Kwalificatie            |
| --- | ------------------ | --- | - | - | - | --- | -- | -- | --- | ----------------------- |
| 1   | Internazionale     | 3   | 2 | 1 | 0 | 7   | 5  | 2  | +3  | Naar de achtste finales |
| 2   | CF Monterrey       | 3   | 1 | 2 | 0 | 5   | 5  | 1  | +4  | Naar de achtste finales |
| 3   | River Plate        | 3   | 1 | 1 | 1 | 4   | 3  | 3  | 0   |                         |
| 4   | Urawa Red Diamonds | 3   | 0 | 0 | 3 | 0   | 2  | 9  | −7  |                         |

##### Wedstrijden
|                                          |                                              |                                 |                    | |
| 17 juni 2025 12:00 (UTC−7) 21:00 (UTC+2) | River Plate                                  | 3 – 1 (1 – 0)                   | Urawa Red Diamonds | Stadion: Lumen Field, Seattle Toeschouwers: 11.974 Scheidsrechter: Felix Zwayer Assistenten: Robert Kempter Assistenten: Christian Dietz Vierde official: Campbell-Kirk Kawana-Waugh Video-assistenten: Bastian Dankert Video-assistenten: Hamza El-Fariq (SVAR) AVAR: Ivan Bebek Speler van de wedstrijd: Colidio ( River Plate) |
| 17 juni 2025 12:00 (UTC−7) 21:00 (UTC+2) | Colidio 12' Acuña Driussi 48' Meza 73' Acuña | Verslag Wedstrijdformulier FIFA | 58' (pen.) Matsuo  | Stadion: Lumen Field, Seattle Toeschouwers: 11.974 Scheidsrechter: Felix Zwayer Assistenten: Robert Kempter Assistenten: Christian Dietz Vierde official: Campbell-Kirk Kawana-Waugh Video-assistenten: Bastian Dankert Video-assistenten: Hamza El-Fariq (SVAR) AVAR: Ivan Bebek Speler van de wedstrijd: Colidio ( River Plate) |
| 17 juni 2025 12:00 (UTC−7) 21:00 (UTC+2) |                                              |                                 |                    | Stadion: Lumen Field, Seattle Toeschouwers: 11.974 Scheidsrechter: Felix Zwayer Assistenten: Robert Kempter Assistenten: Christian Dietz Vierde official: Campbell-Kirk Kawana-Waugh Video-assistenten: Bastian Dankert Video-assistenten: Hamza El-Fariq (SVAR) AVAR: Ivan Bebek Speler van de wedstrijd: Colidio ( River Plate) |
| 17 juni 2025 12:00 (UTC−7) 21:00 (UTC+2) |                                              |                                 |                    | Stadion: Lumen Field, Seattle Toeschouwers: 11.974 Scheidsrechter: Felix Zwayer Assistenten: Robert Kempter Assistenten: Christian Dietz Vierde official: Campbell-Kirk Kawana-Waugh Video-assistenten: Bastian Dankert Video-assistenten: Hamza El-Fariq (SVAR) AVAR: Ivan Bebek Speler van de wedstrijd: Colidio ( River Plate) |
|                                          |                                              |                                 |                    | |

|                                          |                  |                                 |                           | |
| 17 juni 2025 18:00 (UTC−7) 3:00+ (UTC+2) | CF Monterrey     | 1 – 1 (1 – 1)                   | Internazionale            | Stadion: Rose Bowl, Pasadena Toeschouwers: 40.311 Scheidsrechter: Wilton Sampaio Assistenten: Bruno Boschilia Assistenten: Bruno Pires Vierde official: Gustavo Tejera Video-assistenten: Nicolás Gallo Video-assistenten: Alejandro Hernández (SVAR) AVAR: Juan Lara Speler van de wedstrijd: Ramos ( CF Monterrey) |
| 17 juni 2025 18:00 (UTC−7) 3:00+ (UTC+2) | Ramos 25' Torres | Verslag Wedstrijdformulier FIFA | 42', 68' Martínez Augusto | Stadion: Rose Bowl, Pasadena Toeschouwers: 40.311 Scheidsrechter: Wilton Sampaio Assistenten: Bruno Boschilia Assistenten: Bruno Pires Vierde official: Gustavo Tejera Video-assistenten: Nicolás Gallo Video-assistenten: Alejandro Hernández (SVAR) AVAR: Juan Lara Speler van de wedstrijd: Ramos ( CF Monterrey) |
| 17 juni 2025 18:00 (UTC−7) 3:00+ (UTC+2) |                  |                                 |                           | Stadion: Rose Bowl, Pasadena Toeschouwers: 40.311 Scheidsrechter: Wilton Sampaio Assistenten: Bruno Boschilia Assistenten: Bruno Pires Vierde official: Gustavo Tejera Video-assistenten: Nicolás Gallo Video-assistenten: Alejandro Hernández (SVAR) AVAR: Juan Lara Speler van de wedstrijd: Ramos ( CF Monterrey) |
| 17 juni 2025 18:00 (UTC−7) 3:00+ (UTC+2) |                  |                                 |                           | Stadion: Rose Bowl, Pasadena Toeschouwers: 40.311 Scheidsrechter: Wilton Sampaio Assistenten: Bruno Boschilia Assistenten: Bruno Pires Vierde official: Gustavo Tejera Video-assistenten: Nicolás Gallo Video-assistenten: Alejandro Hernández (SVAR) AVAR: Juan Lara Speler van de wedstrijd: Ramos ( CF Monterrey) |
|                                          |                  |                                 |                           | |

|                                          |                                             |                                 |                     | |
| 21 juni 2025 12:00 (UTC−7) 21:00 (UTC+2) | Internazionale                              | 2 – 1 (0 – 1)                   | Urawa Red Diamonds  | Stadion: Lumen Field, Seattle Toeschouwers: 25.090 Scheidsrechter: Dahane Beida Assistenten: Jerson dos Santos Assistenten: Stephen Yiembe Vierde official: Campbell-Kirk Kawana-Waugh Video-assistenten: Hamza El-Fariq Video-assistenten: Bastian Dankert (SVAR) AVAR: Juan Soto Speler van de wedstrijd: Watanabe ( Urawa Reds) |
| 21 juni 2025 12:00 (UTC−7) 21:00 (UTC+2) | Martínez 78' Barella Carboni 90+2' Esposito | Verslag Wedstrijdformulier FIFA | 11' Watanabe Kaneko | Stadion: Lumen Field, Seattle Toeschouwers: 25.090 Scheidsrechter: Dahane Beida Assistenten: Jerson dos Santos Assistenten: Stephen Yiembe Vierde official: Campbell-Kirk Kawana-Waugh Video-assistenten: Hamza El-Fariq Video-assistenten: Bastian Dankert (SVAR) AVAR: Juan Soto Speler van de wedstrijd: Watanabe ( Urawa Reds) |
| 21 juni 2025 12:00 (UTC−7) 21:00 (UTC+2) |                                             |                                 |                     | Stadion: Lumen Field, Seattle Toeschouwers: 25.090 Scheidsrechter: Dahane Beida Assistenten: Jerson dos Santos Assistenten: Stephen Yiembe Vierde official: Campbell-Kirk Kawana-Waugh Video-assistenten: Hamza El-Fariq Video-assistenten: Bastian Dankert (SVAR) AVAR: Juan Soto Speler van de wedstrijd: Watanabe ( Urawa Reds) |
| 21 juni 2025 12:00 (UTC−7) 21:00 (UTC+2) |                                             |                                 |                     | Stadion: Lumen Field, Seattle Toeschouwers: 25.090 Scheidsrechter: Dahane Beida Assistenten: Jerson dos Santos Assistenten: Stephen Yiembe Vierde official: Campbell-Kirk Kawana-Waugh Video-assistenten: Hamza El-Fariq Video-assistenten: Bastian Dankert (SVAR) AVAR: Juan Soto Speler van de wedstrijd: Watanabe ( Urawa Reds) |
|                                          |                                             |                                 |                     | |

|                                          |                    |                                 |              | |
| 21 juni 2025 18:00 (UTC−7) 3:00+ (UTC+2) | River Plate        | 0 – 0 (0 – 0)                   | CF Monterrey | Stadion: Rose Bowl, Pasadena Toeschouwers: 57.393 Scheidsrechter: Slavko Vinčić Assistenten: Tomaž Klančnik Assistenten: Andraž Kovačič Vierde official: Gustavo Tejera Video-assistenten: Carlos del Cerro Grande Video-assistenten: Rob Dieperink (SVAR) AVAR: Jérôme Brisard Speler van de wedstrijd: Mastantuono ( River Plate) |
| 21 juni 2025 18:00 (UTC−7) 3:00+ (UTC+2) | Castaño 28', 90+1' | Verslag Wedstrijdformulier FIFA |              | Stadion: Rose Bowl, Pasadena Toeschouwers: 57.393 Scheidsrechter: Slavko Vinčić Assistenten: Tomaž Klančnik Assistenten: Andraž Kovačič Vierde official: Gustavo Tejera Video-assistenten: Carlos del Cerro Grande Video-assistenten: Rob Dieperink (SVAR) AVAR: Jérôme Brisard Speler van de wedstrijd: Mastantuono ( River Plate) |
| 21 juni 2025 18:00 (UTC−7) 3:00+ (UTC+2) |                    |                                 |              | Stadion: Rose Bowl, Pasadena Toeschouwers: 57.393 Scheidsrechter: Slavko Vinčić Assistenten: Tomaž Klančnik Assistenten: Andraž Kovačič Vierde official: Gustavo Tejera Video-assistenten: Carlos del Cerro Grande Video-assistenten: Rob Dieperink (SVAR) AVAR: Jérôme Brisard Speler van de wedstrijd: Mastantuono ( River Plate) |
| 21 juni 2025 18:00 (UTC−7) 3:00+ (UTC+2) |                    |                                 |              | Stadion: Rose Bowl, Pasadena Toeschouwers: 57.393 Scheidsrechter: Slavko Vinčić Assistenten: Tomaž Klančnik Assistenten: Andraž Kovačič Vierde official: Gustavo Tejera Video-assistenten: Carlos del Cerro Grande Video-assistenten: Rob Dieperink (SVAR) AVAR: Jérôme Brisard Speler van de wedstrijd: Mastantuono ( River Plate) |
|                                          |                    |                                 |              | |

|                                          |                                  |                                 |                                    | |
| 25 juni 2025 18:00 (UTC−7) 3:00+ (UTC+2) | Internazionale                   | 2 – 0 (0 – 0)                   | River Plate                        | Stadion: Lumen Field, Seattle Toeschouwers: 45.135 Scheidsrechter: Ilgiz Tantasjev Assistenten: Andrej Tsapenko Assistenten: Timoer Gajnoellin Vierde official: Campbell-Kirk Kawana-Waugh Video-assistenten: Khamis Al-Marri Video-assistenten: Tatiana Guzmán (SVAR) AVAR: Shaun Evans Speler van de wedstrijd: Esposito ( Internazionale) |
| 25 juni 2025 18:00 (UTC−7) 3:00+ (UTC+2) | Esposito 72' Sučić Bastoni 90+2' | Verslag Wedstrijdformulier FIFA | 66' L. Martínez 22', 90+5' Montiel | Stadion: Lumen Field, Seattle Toeschouwers: 45.135 Scheidsrechter: Ilgiz Tantasjev Assistenten: Andrej Tsapenko Assistenten: Timoer Gajnoellin Vierde official: Campbell-Kirk Kawana-Waugh Video-assistenten: Khamis Al-Marri Video-assistenten: Tatiana Guzmán (SVAR) AVAR: Shaun Evans Speler van de wedstrijd: Esposito ( Internazionale) |
| 25 juni 2025 18:00 (UTC−7) 3:00+ (UTC+2) |                                  |                                 |                                    | Stadion: Lumen Field, Seattle Toeschouwers: 45.135 Scheidsrechter: Ilgiz Tantasjev Assistenten: Andrej Tsapenko Assistenten: Timoer Gajnoellin Vierde official: Campbell-Kirk Kawana-Waugh Video-assistenten: Khamis Al-Marri Video-assistenten: Tatiana Guzmán (SVAR) AVAR: Shaun Evans Speler van de wedstrijd: Esposito ( Internazionale) |
| 25 juni 2025 18:00 (UTC−7) 3:00+ (UTC+2) |                                  |                                 |                                    | Stadion: Lumen Field, Seattle Toeschouwers: 45.135 Scheidsrechter: Ilgiz Tantasjev Assistenten: Andrej Tsapenko Assistenten: Timoer Gajnoellin Vierde official: Campbell-Kirk Kawana-Waugh Video-assistenten: Khamis Al-Marri Video-assistenten: Tatiana Guzmán (SVAR) AVAR: Shaun Evans Speler van de wedstrijd: Esposito ( Internazionale) |
|                                          |                                  |                                 |                                    | |

|                                          |                    |                                 |                                                                   | |
| 25 juni 2025 18:00 (UTC−7) 3:00+ (UTC+2) | Urawa Red Diamonds | 0 – 4 (0 – 3)                   | CF Monterrey                                                      | Stadion: Rose Bowl, Pasadena Toeschouwers: 14.312 Scheidsrechter: Felix Zwayer Assistenten: Robert Kempter Assistenten: Christian Dietz Vierde official: Gustavo Tejera Video-assistenten: Bastian Dankert Video-assistenten: Mohamed Obaid Khadim (SVAR) AVAR: Bram Van Driessche Speler van de wedstrijd: Berterame ( Monterrey) |
| 25 juni 2025 18:00 (UTC−7) 3:00+ (UTC+2) | Santana 90+2'      | Verslag Wedstrijdformulier FIFA | 30' Deossa Ambríz 34', 90+7' Berterame Alvarado 39' Corona Torres | Stadion: Rose Bowl, Pasadena Toeschouwers: 14.312 Scheidsrechter: Felix Zwayer Assistenten: Robert Kempter Assistenten: Christian Dietz Vierde official: Gustavo Tejera Video-assistenten: Bastian Dankert Video-assistenten: Mohamed Obaid Khadim (SVAR) AVAR: Bram Van Driessche Speler van de wedstrijd: Berterame ( Monterrey) |
| 25 juni 2025 18:00 (UTC−7) 3:00+ (UTC+2) |                    |                                 |                                                                   | Stadion: Rose Bowl, Pasadena Toeschouwers: 14.312 Scheidsrechter: Felix Zwayer Assistenten: Robert Kempter Assistenten: Christian Dietz Vierde official: Gustavo Tejera Video-assistenten: Bastian Dankert Video-assistenten: Mohamed Obaid Khadim (SVAR) AVAR: Bram Van Driessche Speler van de wedstrijd: Berterame ( Monterrey) |
| 25 juni 2025 18:00 (UTC−7) 3:00+ (UTC+2) |                    |                                 |                                                                   | Stadion: Rose Bowl, Pasadena Toeschouwers: 14.312 Scheidsrechter: Felix Zwayer Assistenten: Robert Kempter Assistenten: Christian Dietz Vierde official: Gustavo Tejera Video-assistenten: Bastian Dankert Video-assistenten: Mohamed Obaid Khadim (SVAR) AVAR: Bram Van Driessche Speler van de wedstrijd: Berterame ( Monterrey) |
|                                          |                    |                                 |                                                                   | |

#### Groep F
| Pos | Team              | Wed | W | G | V | Ptn | DV | DT | +/− | Kwalificatie            |
| --- | ----------------- | --- | - | - | - | --- | -- | -- | --- | ----------------------- |
| 1   | Borussia Dortmund | 3   | 2 | 1 | 0 | 7   | 5  | 3  | +2  | Naar de achtste finales |
| 2   | Fluminense        | 3   | 1 | 2 | 0 | 5   | 4  | 2  | +2  | Naar de achtste finales |
| 3   | Mamelodi Sundowns | 3   | 1 | 1 | 1 | 4   | 4  | 4  | 0   |                         |
| 4   | Ulsan Hyundai FC  | 3   | 0 | 0 | 3 | 0   | 2  | 6  | −4  |                         |

##### Wedstrijden
|                                          |                                 |               |                   | |
| 17 juni 2025 12:00 (UTC−4) 18:00 (UTC+2) | Fluminense                      | 0 – 0 (0 – 0) | Borussia Dortmund | Stadion: MetLife Stadium, East Rutherford Toeschouwers: 34.763 Scheidsrechter: Ilgiz Tantasjev Assistenten: Andrej Tsapenko Assistenten: Timoer Gainoellin Vierde official: Omar Al Ali Video-assistenten: Shaun Evans Video-assistenten: Tatiana Guzmán (SVAR) AVAR: Mohammed Obaid Khadim Speler van de wedstrijd: Arias ( Fluminense) |
| 17 juni 2025 12:00 (UTC−4) 18:00 (UTC+2) | Verslag Wedstrijdformulier FIFA |               |                   | Stadion: MetLife Stadium, East Rutherford Toeschouwers: 34.763 Scheidsrechter: Ilgiz Tantasjev Assistenten: Andrej Tsapenko Assistenten: Timoer Gainoellin Vierde official: Omar Al Ali Video-assistenten: Shaun Evans Video-assistenten: Tatiana Guzmán (SVAR) AVAR: Mohammed Obaid Khadim Speler van de wedstrijd: Arias ( Fluminense) |
| 17 juni 2025 12:00 (UTC−4) 18:00 (UTC+2) |                                 |               |                   | Stadion: MetLife Stadium, East Rutherford Toeschouwers: 34.763 Scheidsrechter: Ilgiz Tantasjev Assistenten: Andrej Tsapenko Assistenten: Timoer Gainoellin Vierde official: Omar Al Ali Video-assistenten: Shaun Evans Video-assistenten: Tatiana Guzmán (SVAR) AVAR: Mohammed Obaid Khadim Speler van de wedstrijd: Arias ( Fluminense) |
| 17 juni 2025 12:00 (UTC−4) 18:00 (UTC+2) |                                 |               |                   | Stadion: MetLife Stadium, East Rutherford Toeschouwers: 34.763 Scheidsrechter: Ilgiz Tantasjev Assistenten: Andrej Tsapenko Assistenten: Timoer Gainoellin Vierde official: Omar Al Ali Video-assistenten: Shaun Evans Video-assistenten: Tatiana Guzmán (SVAR) AVAR: Mohammed Obaid Khadim Speler van de wedstrijd: Arias ( Fluminense) |
|                                          |                                 |               |                   | |

|                                                                      |                  |                                 |                               | |
| 17 juni 2025 18:00 (UTC−4) 0:00+ (UTC+2) 19:05 (UTC−4) 1:05+ (UTC+2) | Ulsan Hyundai FC | 0 – 1 (0 – 1)                   | Mamelodi Sundowns             | Stadion: Inter&Co Stadium, Orlando Toeschouwers: 3.142 Scheidsrechter: Clément Turpin Assistenten: Nicolas Danos Assistenten: Benjamin Pagès Vierde official: Slavko Vinčić Video-assistenten: Jérôme Brisard Video-assistenten: Khamis Al-Marri (SVAR) AVAR: Marco Di Bello Speler van de wedstrijd: Rayners ( Mamelodi Sundowns) |
| 17 juni 2025 18:00 (UTC−4) 0:00+ (UTC+2) 19:05 (UTC−4) 1:05+ (UTC+2) |                  | Verslag Wedstrijdformulier FIFA | 29', 36', 39' Rayners Ribeiro | Stadion: Inter&Co Stadium, Orlando Toeschouwers: 3.142 Scheidsrechter: Clément Turpin Assistenten: Nicolas Danos Assistenten: Benjamin Pagès Vierde official: Slavko Vinčić Video-assistenten: Jérôme Brisard Video-assistenten: Khamis Al-Marri (SVAR) AVAR: Marco Di Bello Speler van de wedstrijd: Rayners ( Mamelodi Sundowns) |
| 17 juni 2025 18:00 (UTC−4) 0:00+ (UTC+2) 19:05 (UTC−4) 1:05+ (UTC+2) |                  |                                 |                               | Stadion: Inter&Co Stadium, Orlando Toeschouwers: 3.142 Scheidsrechter: Clément Turpin Assistenten: Nicolas Danos Assistenten: Benjamin Pagès Vierde official: Slavko Vinčić Video-assistenten: Jérôme Brisard Video-assistenten: Khamis Al-Marri (SVAR) AVAR: Marco Di Bello Speler van de wedstrijd: Rayners ( Mamelodi Sundowns) |
| 17 juni 2025 18:00 (UTC−4) 0:00+ (UTC+2) 19:05 (UTC−4) 1:05+ (UTC+2) |                  |                                 |                               | Stadion: Inter&Co Stadium, Orlando Toeschouwers: 3.142 Scheidsrechter: Clément Turpin Assistenten: Nicolas Danos Assistenten: Benjamin Pagès Vierde official: Slavko Vinčić Video-assistenten: Jérôme Brisard Video-assistenten: Khamis Al-Marri (SVAR) AVAR: Marco Di Bello Speler van de wedstrijd: Rayners ( Mamelodi Sundowns) |
| Bijz.: 1.                                                            |                  |                                 |                               | |

|                                          |                                                        |                                 |                                                                | |
| 21 juni 2025 12:00 (UTC−4) 18:00 (UTC+2) | Mamelodi Sundowns                                      | 3 – 4 (1 – 3)                   | Borussia Dortmund                                              | Stadion: TQL Stadium, Cincinnati Toeschouwers: 14.006 Scheidsrechter: Juan Gabriel Benítez Assistenten: Eduardo Cardozo Assistenten: Milcíades Salívar Vierde official: Clément Turpin Video-assistenten: Leodán González Video-assistenten: Armando Villarreal (SVAR) AVAR: Nicolás Gallo Speler van de wedstrijd: Bellingham ( Borussia Dortmund) |
| 21 juni 2025 12:00 (UTC−4) 18:00 (UTC+2) | Ribeiro 11' Matthews Rayners 62' Mothiba 90' Lethlhaku | Verslag Wedstrijdformulier FIFA | 16' Nmecha 34' Guirassy Brandt 45' Bellingham 59' (e.d.) Mudau | Stadion: TQL Stadium, Cincinnati Toeschouwers: 14.006 Scheidsrechter: Juan Gabriel Benítez Assistenten: Eduardo Cardozo Assistenten: Milcíades Salívar Vierde official: Clément Turpin Video-assistenten: Leodán González Video-assistenten: Armando Villarreal (SVAR) AVAR: Nicolás Gallo Speler van de wedstrijd: Bellingham ( Borussia Dortmund) |
| 21 juni 2025 12:00 (UTC−4) 18:00 (UTC+2) |                                                        |                                 |                                                                | Stadion: TQL Stadium, Cincinnati Toeschouwers: 14.006 Scheidsrechter: Juan Gabriel Benítez Assistenten: Eduardo Cardozo Assistenten: Milcíades Salívar Vierde official: Clément Turpin Video-assistenten: Leodán González Video-assistenten: Armando Villarreal (SVAR) AVAR: Nicolás Gallo Speler van de wedstrijd: Bellingham ( Borussia Dortmund) |
| 21 juni 2025 12:00 (UTC−4) 18:00 (UTC+2) |                                                        |                                 |                                                                | Stadion: TQL Stadium, Cincinnati Toeschouwers: 14.006 Scheidsrechter: Juan Gabriel Benítez Assistenten: Eduardo Cardozo Assistenten: Milcíades Salívar Vierde official: Clément Turpin Video-assistenten: Leodán González Video-assistenten: Armando Villarreal (SVAR) AVAR: Nicolás Gallo Speler van de wedstrijd: Bellingham ( Borussia Dortmund) |
|                                          |                                                        |                                 |                                                                | |

|                                          |                                                        |                                 |                               | |
| 21 juni 2025 18:00 (UTC−4) 0:00+ (UTC+2) | Fluminense                                             | 4 – 2 (1 – 2)                   | Ulsan Hyundai FC              | Stadion: MetLife Stadium, East Rutherford Toeschouwers: 29.321 Scheidsrechter: Michael Oliver Assistenten: Stuart Burt Assistenten: James Mainwaring Vierde official: Omar Al-Ali Video-assistenten: Alejandro Hernández Video-assistenten: Mohammed Obaid Khadim (SVAR) AVAR: Ivan Bebek Speler van de wedstrijd: Arias ( Fluminense) |
| 21 juni 2025 18:00 (UTC−4) 0:00+ (UTC+2) | Arias 27' Nonato 66' Freytes 83' Cano Keno 90+2' Arias | Verslag Wedstrijdformulier FIFA | 37' Lee J. Um 45+3' Um Lee J. | Stadion: MetLife Stadium, East Rutherford Toeschouwers: 29.321 Scheidsrechter: Michael Oliver Assistenten: Stuart Burt Assistenten: James Mainwaring Vierde official: Omar Al-Ali Video-assistenten: Alejandro Hernández Video-assistenten: Mohammed Obaid Khadim (SVAR) AVAR: Ivan Bebek Speler van de wedstrijd: Arias ( Fluminense) |
| 21 juni 2025 18:00 (UTC−4) 0:00+ (UTC+2) |                                                        |                                 |                               | Stadion: MetLife Stadium, East Rutherford Toeschouwers: 29.321 Scheidsrechter: Michael Oliver Assistenten: Stuart Burt Assistenten: James Mainwaring Vierde official: Omar Al-Ali Video-assistenten: Alejandro Hernández Video-assistenten: Mohammed Obaid Khadim (SVAR) AVAR: Ivan Bebek Speler van de wedstrijd: Arias ( Fluminense) |
| 21 juni 2025 18:00 (UTC−4) 0:00+ (UTC+2) |                                                        |                                 |                               | Stadion: MetLife Stadium, East Rutherford Toeschouwers: 29.321 Scheidsrechter: Michael Oliver Assistenten: Stuart Burt Assistenten: James Mainwaring Vierde official: Omar Al-Ali Video-assistenten: Alejandro Hernández Video-assistenten: Mohammed Obaid Khadim (SVAR) AVAR: Ivan Bebek Speler van de wedstrijd: Arias ( Fluminense) |
|                                          |                                                        |                                 |                               | |

|                                          |                         |                                 |                  | |
| 25 juni 2025 15:00 (UTC−4) 21:00 (UTC+2) | Borussia Dortmund       | 1 – 0 (1 – 0)                   | Ulsan Hyundai FC | Stadion: TQL Stadium, Cincinnati Toeschouwers: 8.239 Scheidsrechter: Tori Penso Assistenten: Brooke Mayo Assistenten: Kathryn Nesbitt Vierde official: Omar Al-Ali Video-assistenten: Érick Miranda Video-assistenten: Juan Lara (SVAR) AVAR: Guillermo Pacheco Speler van de wedstrijd: Svensson ( Borussia Dortmund) |
| 25 juni 2025 15:00 (UTC−4) 21:00 (UTC+2) | Svensson 36' Bellingham | Verslag Wedstrijdformulier FIFA |                  | Stadion: TQL Stadium, Cincinnati Toeschouwers: 8.239 Scheidsrechter: Tori Penso Assistenten: Brooke Mayo Assistenten: Kathryn Nesbitt Vierde official: Omar Al-Ali Video-assistenten: Érick Miranda Video-assistenten: Juan Lara (SVAR) AVAR: Guillermo Pacheco Speler van de wedstrijd: Svensson ( Borussia Dortmund) |
| 25 juni 2025 15:00 (UTC−4) 21:00 (UTC+2) |                         |                                 |                  | Stadion: TQL Stadium, Cincinnati Toeschouwers: 8.239 Scheidsrechter: Tori Penso Assistenten: Brooke Mayo Assistenten: Kathryn Nesbitt Vierde official: Omar Al-Ali Video-assistenten: Érick Miranda Video-assistenten: Juan Lara (SVAR) AVAR: Guillermo Pacheco Speler van de wedstrijd: Svensson ( Borussia Dortmund) |
| 25 juni 2025 15:00 (UTC−4) 21:00 (UTC+2) |                         |                                 |                  | Stadion: TQL Stadium, Cincinnati Toeschouwers: 8.239 Scheidsrechter: Tori Penso Assistenten: Brooke Mayo Assistenten: Kathryn Nesbitt Vierde official: Omar Al-Ali Video-assistenten: Érick Miranda Video-assistenten: Juan Lara (SVAR) AVAR: Guillermo Pacheco Speler van de wedstrijd: Svensson ( Borussia Dortmund) |
|                                          |                         |                                 |                  | |

|                                          |                                 |               |            | |
| 25 juni 2025 15:00 (UTC−4) 21:00 (UTC+2) | Mamelodi Sundowns               | 0 – 0 (0 – 0) | Fluminense | Stadion: Hard Rock Stadium, Miami Gardens Toeschouwers: 14.312 Scheidsrechter: Anthony Taylor Assistenten: Gary Beswick Assistenten: Adam Nunn Vierde official: Iván Barton Video-assistenten: Marco Di Bello Video-assistenten: Rob Dieperink (SVAR) AVAR: Alejandro Hernández Speler van de wedstrijd: Ignácio ( Fluminense) |
| 25 juni 2025 15:00 (UTC−4) 21:00 (UTC+2) | Verslag Wedstrijdformulier FIFA |               |            | Stadion: Hard Rock Stadium, Miami Gardens Toeschouwers: 14.312 Scheidsrechter: Anthony Taylor Assistenten: Gary Beswick Assistenten: Adam Nunn Vierde official: Iván Barton Video-assistenten: Marco Di Bello Video-assistenten: Rob Dieperink (SVAR) AVAR: Alejandro Hernández Speler van de wedstrijd: Ignácio ( Fluminense) |
| 25 juni 2025 15:00 (UTC−4) 21:00 (UTC+2) |                                 |               |            | Stadion: Hard Rock Stadium, Miami Gardens Toeschouwers: 14.312 Scheidsrechter: Anthony Taylor Assistenten: Gary Beswick Assistenten: Adam Nunn Vierde official: Iván Barton Video-assistenten: Marco Di Bello Video-assistenten: Rob Dieperink (SVAR) AVAR: Alejandro Hernández Speler van de wedstrijd: Ignácio ( Fluminense) |
| 25 juni 2025 15:00 (UTC−4) 21:00 (UTC+2) |                                 |               |            | Stadion: Hard Rock Stadium, Miami Gardens Toeschouwers: 14.312 Scheidsrechter: Anthony Taylor Assistenten: Gary Beswick Assistenten: Adam Nunn Vierde official: Iván Barton Video-assistenten: Marco Di Bello Video-assistenten: Rob Dieperink (SVAR) AVAR: Alejandro Hernández Speler van de wedstrijd: Ignácio ( Fluminense) |
|                                          |                                 |               |            | |

#### Groep G
| Pos | Team             | Wed | W | G | V | Ptn | DV | DT | +/− | Kwalificatie            |
| --- | ---------------- | --- | - | - | - | --- | -- | -- | --- | ----------------------- |
| 1   | Manchester City  | 3   | 3 | 0 | 0 | 9   | 13 | 2  | +11 | Naar de achtste finales |
| 2   | Juventus FC      | 3   | 2 | 0 | 1 | 6   | 11 | 6  | +5  | Naar de achtste finales |
| 3   | Al Ain FC        | 3   | 1 | 0 | 2 | 3   | 2  | 12 | −10 |                         |
| 4   | Wydad Casablanca | 3   | 0 | 0 | 3 | 0   | 2  | 8  | −6  |                         |

##### Wedstrijden
|                                          |                                   |                                 |                  | |
| 18 juni 2025 12:00 (UTC−4) 18:00 (UTC+2) | Manchester City                   | 2 – 0 (2 – 0)                   | Wydad Casablanca | Stadion: Lincoln Financial Field, Philadelphia Toeschouwers: 37.446 Scheidsrechter: Ramon Abatti Assistenten: Danilo Manis Assistenten: Rafael Alves Vierde official: Ma Ning Video-assistenten: Juan Soto Video-assistenten: Carlos del Cerro Grande (SVAR) AVAR: Érick Miranda Speler van de wedstrijd: Foden ( Manchester City) |
| 18 juni 2025 12:00 (UTC−4) 18:00 (UTC+2) | Foden 2' Doku 42' Foden Lewis 88' | Verslag Wedstrijdformulier FIFA |                  | Stadion: Lincoln Financial Field, Philadelphia Toeschouwers: 37.446 Scheidsrechter: Ramon Abatti Assistenten: Danilo Manis Assistenten: Rafael Alves Vierde official: Ma Ning Video-assistenten: Juan Soto Video-assistenten: Carlos del Cerro Grande (SVAR) AVAR: Érick Miranda Speler van de wedstrijd: Foden ( Manchester City) |
| 18 juni 2025 12:00 (UTC−4) 18:00 (UTC+2) |                                   |                                 |                  | Stadion: Lincoln Financial Field, Philadelphia Toeschouwers: 37.446 Scheidsrechter: Ramon Abatti Assistenten: Danilo Manis Assistenten: Rafael Alves Vierde official: Ma Ning Video-assistenten: Juan Soto Video-assistenten: Carlos del Cerro Grande (SVAR) AVAR: Érick Miranda Speler van de wedstrijd: Foden ( Manchester City) |
| 18 juni 2025 12:00 (UTC−4) 18:00 (UTC+2) |                                   |                                 |                  | Stadion: Lincoln Financial Field, Philadelphia Toeschouwers: 37.446 Scheidsrechter: Ramon Abatti Assistenten: Danilo Manis Assistenten: Rafael Alves Vierde official: Ma Ning Video-assistenten: Juan Soto Video-assistenten: Carlos del Cerro Grande (SVAR) AVAR: Érick Miranda Speler van de wedstrijd: Foden ( Manchester City) |
|                                          |                                   |                                 |                  | |

|                                          |             |                                 |                                                                                        | |
| 18 juni 2025 21:00 (UTC−4) 3:00+ (UTC+2) | Al Ain FC   | 0 – 5 (0 – 4)                   | Juventus FC                                                                            | Stadion: Audi Field, Washington Toeschouwers: 18.161 Scheidsrechter: Tori Penso Assistenten: Brooke Mayo Assistenten: Kathryn Nesbitt Vierde official: Jean-Jacques Ndala Ngambo Video-assistenten: Armando Villarreal Video-assistenten: Fu Ming (SVAR) AVAR: Guillermo Pacheco Speler van de wedstrijd: Kolo Muani ( Juventus FC) |
| 18 juni 2025 21:00 (UTC−4) 3:00+ (UTC+2) | Autonne 46' | Verslag Wedstrijdformulier FIFA | 11', 45+4' Kolo Muani Costa; Thuram 21', 58' Conceição Costa; Kalulu 31' Yıldız Thuram | Stadion: Audi Field, Washington Toeschouwers: 18.161 Scheidsrechter: Tori Penso Assistenten: Brooke Mayo Assistenten: Kathryn Nesbitt Vierde official: Jean-Jacques Ndala Ngambo Video-assistenten: Armando Villarreal Video-assistenten: Fu Ming (SVAR) AVAR: Guillermo Pacheco Speler van de wedstrijd: Kolo Muani ( Juventus FC) |
| 18 juni 2025 21:00 (UTC−4) 3:00+ (UTC+2) |             |                                 |                                                                                        | Stadion: Audi Field, Washington Toeschouwers: 18.161 Scheidsrechter: Tori Penso Assistenten: Brooke Mayo Assistenten: Kathryn Nesbitt Vierde official: Jean-Jacques Ndala Ngambo Video-assistenten: Armando Villarreal Video-assistenten: Fu Ming (SVAR) AVAR: Guillermo Pacheco Speler van de wedstrijd: Kolo Muani ( Juventus FC) |
| 18 juni 2025 21:00 (UTC−4) 3:00+ (UTC+2) |             |                                 |                                                                                        | Stadion: Audi Field, Washington Toeschouwers: 18.161 Scheidsrechter: Tori Penso Assistenten: Brooke Mayo Assistenten: Kathryn Nesbitt Vierde official: Jean-Jacques Ndala Ngambo Video-assistenten: Armando Villarreal Video-assistenten: Fu Ming (SVAR) AVAR: Guillermo Pacheco Speler van de wedstrijd: Kolo Muani ( Juventus FC) |
|                                          |             |                                 |                                                                                        | |

|                                          |                                                                               |                                 |                   | |
| 22 juni 2025 12:00 (UTC−4) 18:00 (UTC+2) | Juventus FC                                                                   | 4 – 1 (2 – 1)                   | Wydad Casablanca  | Stadion: Lincoln Financial Field, Philadelphia Toeschouwers: 31.975 Scheidsrechter: Said Martínez Assistenten: Walter López Assistenten: Christian Ramírez Vierde official: Ma Ning Video-assistenten: Érick Miranda Video-assistenten: Khamis Al-Marri (SVAR) AVAR: Shaun Evans Speler van de wedstrijd: Yıldız ( Juventus FC) |
| 22 juni 2025 12:00 (UTC−4) 18:00 (UTC+2) | Boutouil 6' (e.d.) Yıldız 16', 69' Cambiaso; Kolo Muani Vlahović 90+4' (pen.) | Verslag Wedstrijdformulier FIFA | 25' Lorch Amrabat | Stadion: Lincoln Financial Field, Philadelphia Toeschouwers: 31.975 Scheidsrechter: Said Martínez Assistenten: Walter López Assistenten: Christian Ramírez Vierde official: Ma Ning Video-assistenten: Érick Miranda Video-assistenten: Khamis Al-Marri (SVAR) AVAR: Shaun Evans Speler van de wedstrijd: Yıldız ( Juventus FC) |
| 22 juni 2025 12:00 (UTC−4) 18:00 (UTC+2) |                                                                               |                                 |                   | Stadion: Lincoln Financial Field, Philadelphia Toeschouwers: 31.975 Scheidsrechter: Said Martínez Assistenten: Walter López Assistenten: Christian Ramírez Vierde official: Ma Ning Video-assistenten: Érick Miranda Video-assistenten: Khamis Al-Marri (SVAR) AVAR: Shaun Evans Speler van de wedstrijd: Yıldız ( Juventus FC) |
| 22 juni 2025 12:00 (UTC−4) 18:00 (UTC+2) |                                                                               |                                 |                   | Stadion: Lincoln Financial Field, Philadelphia Toeschouwers: 31.975 Scheidsrechter: Said Martínez Assistenten: Walter López Assistenten: Christian Ramírez Vierde official: Ma Ning Video-assistenten: Érick Miranda Video-assistenten: Khamis Al-Marri (SVAR) AVAR: Shaun Evans Speler van de wedstrijd: Yıldız ( Juventus FC) |
|                                          |                                                                               |                                 |                   | |

|                                          |                                                                                             |                                 |           | |
| 22 juni 2025 21:00 (UTC−4) 3:00+ (UTC+2) | Manchester City                                                                             | 6 – 0 (3 – 0)                   | Al Ain FC | Stadion: Mercedes-Benz Stadium, Atlanta Scheidsrechter: Mustapha Ghorbal Assistenten: Mokrane Gourari Assistenten: Abbes Akram Zerhouni Vierde official: Alireza Faghani Video-assistenten: Mahmoud Ashour Video-assistenten: Fu Ming (SVAR) AVAR: Leodán González Speler van de wedstrijd: Gündoğan ( Manchester City) |
| 22 juni 2025 21:00 (UTC−4) 3:00+ (UTC+2) | Gündoğan 8', 73' Silva Echeverri 27' Haaland 45+5' (pen.) Bobb 84' Rodri Cherki 89' Haaland | Verslag Wedstrijdformulier FIFA |           | Stadion: Mercedes-Benz Stadium, Atlanta Scheidsrechter: Mustapha Ghorbal Assistenten: Mokrane Gourari Assistenten: Abbes Akram Zerhouni Vierde official: Alireza Faghani Video-assistenten: Mahmoud Ashour Video-assistenten: Fu Ming (SVAR) AVAR: Leodán González Speler van de wedstrijd: Gündoğan ( Manchester City) |
| 22 juni 2025 21:00 (UTC−4) 3:00+ (UTC+2) |                                                                                             |                                 |           | Stadion: Mercedes-Benz Stadium, Atlanta Scheidsrechter: Mustapha Ghorbal Assistenten: Mokrane Gourari Assistenten: Abbes Akram Zerhouni Vierde official: Alireza Faghani Video-assistenten: Mahmoud Ashour Video-assistenten: Fu Ming (SVAR) AVAR: Leodán González Speler van de wedstrijd: Gündoğan ( Manchester City) |
| 22 juni 2025 21:00 (UTC−4) 3:00+ (UTC+2) |                                                                                             |                                 |           | Stadion: Mercedes-Benz Stadium, Atlanta Scheidsrechter: Mustapha Ghorbal Assistenten: Mokrane Gourari Assistenten: Abbes Akram Zerhouni Vierde official: Alireza Faghani Video-assistenten: Mahmoud Ashour Video-assistenten: Fu Ming (SVAR) AVAR: Leodán González Speler van de wedstrijd: Gündoğan ( Manchester City) |
|                                          |                                                                                             |                                 |           | |

|                                          |                                     |                                 |                                                                                     | |
| 26 juni 2025 15:00 (UTC−4) 21:00 (UTC+2) | Juventus FC                         | 2 – 5 (1 – 2)                   | Manchester City                                                                     | Stadion: Camping World Stadium, Orlando Toeschouwers: 54.320 Scheidsrechter: Clément Turpin Assistenten: Nicolas Danos Assistenten: Benjamin Pages Vierde official: István Kovács Video-assistenten: Jérôme Brisard Video-assistenten: Armando Villarreal (SVAR) AVAR: Hernán Mastrángelo Speler van de wedstrijd: Doku ( Manchester City) |
| 26 juni 2025 15:00 (UTC−4) 21:00 (UTC+2) | Koopmeiners 11' Vlahović 84' Yıldız | Verslag Wedstrijdformulier FIFA | 9' Doku Aït-Nouri 26' (e.d.) Kalulu 52' Haaland Nunes 69' Foden Savinho 75' Savinho | Stadion: Camping World Stadium, Orlando Toeschouwers: 54.320 Scheidsrechter: Clément Turpin Assistenten: Nicolas Danos Assistenten: Benjamin Pages Vierde official: István Kovács Video-assistenten: Jérôme Brisard Video-assistenten: Armando Villarreal (SVAR) AVAR: Hernán Mastrángelo Speler van de wedstrijd: Doku ( Manchester City) |
| 26 juni 2025 15:00 (UTC−4) 21:00 (UTC+2) |                                     |                                 |                                                                                     | Stadion: Camping World Stadium, Orlando Toeschouwers: 54.320 Scheidsrechter: Clément Turpin Assistenten: Nicolas Danos Assistenten: Benjamin Pages Vierde official: István Kovács Video-assistenten: Jérôme Brisard Video-assistenten: Armando Villarreal (SVAR) AVAR: Hernán Mastrángelo Speler van de wedstrijd: Doku ( Manchester City) |
| 26 juni 2025 15:00 (UTC−4) 21:00 (UTC+2) |                                     |                                 |                                                                                     | Stadion: Camping World Stadium, Orlando Toeschouwers: 54.320 Scheidsrechter: Clément Turpin Assistenten: Nicolas Danos Assistenten: Benjamin Pages Vierde official: István Kovács Video-assistenten: Jérôme Brisard Video-assistenten: Armando Villarreal (SVAR) AVAR: Hernán Mastrángelo Speler van de wedstrijd: Doku ( Manchester City) |
|                                          |                                     |                                 |                                                                                     | |

|                                          |                   |                                 |                                     | |
| 26 juni 2025 15:00 (UTC−4) 21:00 (UTC+2) | Wydad Casablanca  | 1 – 2 (1 – 1)                   | Al Ain FC                           | Stadion: Audi Field, Washington Toeschouwers: 10.785 Scheidsrechter: Drew Fischer Assistenten: Micheal Barwegen Assistenten: Lyes Arfa Vierde official: Juan Gabriel Benítez Video-assistenten: Fu Ming Video-assistenten: Juan Soto (SVAR) AVAR: Mahmoud Ashour Speler van de wedstrijd: Laba ( Al Ain FC) |
| 26 juni 2025 15:00 (UTC−4) 21:00 (UTC+2) | Mailula 4' Moufid | Verslag Wedstrijdformulier FIFA | 45+1' (pen.) Laba 50' Kaku Palacios | Stadion: Audi Field, Washington Toeschouwers: 10.785 Scheidsrechter: Drew Fischer Assistenten: Micheal Barwegen Assistenten: Lyes Arfa Vierde official: Juan Gabriel Benítez Video-assistenten: Fu Ming Video-assistenten: Juan Soto (SVAR) AVAR: Mahmoud Ashour Speler van de wedstrijd: Laba ( Al Ain FC) |
| 26 juni 2025 15:00 (UTC−4) 21:00 (UTC+2) |                   |                                 |                                     | Stadion: Audi Field, Washington Toeschouwers: 10.785 Scheidsrechter: Drew Fischer Assistenten: Micheal Barwegen Assistenten: Lyes Arfa Vierde official: Juan Gabriel Benítez Video-assistenten: Fu Ming Video-assistenten: Juan Soto (SVAR) AVAR: Mahmoud Ashour Speler van de wedstrijd: Laba ( Al Ain FC) |
| 26 juni 2025 15:00 (UTC−4) 21:00 (UTC+2) |                   |                                 |                                     | Stadion: Audi Field, Washington Toeschouwers: 10.785 Scheidsrechter: Drew Fischer Assistenten: Micheal Barwegen Assistenten: Lyes Arfa Vierde official: Juan Gabriel Benítez Video-assistenten: Fu Ming Video-assistenten: Juan Soto (SVAR) AVAR: Mahmoud Ashour Speler van de wedstrijd: Laba ( Al Ain FC) |
|                                          |                   |                                 |                                     | |

#### Groep H
| Pos | Team              | Wed | W | G | V | Ptn | DV | DT | +/− | Kwalificatie            |
| --- | ----------------- | --- | - | - | - | --- | -- | -- | --- | ----------------------- |
| 1   | Real Madrid       | 3   | 2 | 1 | 0 | 7   | 7  | 2  | +5  | Naar de achtste finales |
| 2   | Al-Hilal          | 3   | 1 | 2 | 0 | 5   | 3  | 1  | +2  | Naar de achtste finales |
| 3   | Red Bull Salzburg | 3   | 1 | 1 | 1 | 4   | 2  | 4  | −2  |                         |
| 4   | CF Pachuca        | 3   | 0 | 0 | 3 | 0   | 2  | 7  | −5  |                         |

##### Wedstrijden
|                                          |                                             |                                 |                           | |
| 18 juni 2025 15:00 (UTC−4) 21:00 (UTC+2) | Real Madrid                                 | 1 – 1 (1 – 1)                   | Al-Hilal                  | Stadion: Hard Rock Stadium, Miami Gardens Toeschouwers: 62.415 Scheidsrechter: Facundo Tello Assistenten: Juan Pablo Belatti Assistenten: Gabriel Chade Vierde official: César Arturo Ramos Video-assistenten: Leodán González Video-assistenten: Tatiana Guzmán (SVAR) AVAR: Hernán Mastrángelo Speler van de wedstrijd: G. García ( Real Madrid) |
| 18 juni 2025 15:00 (UTC−4) 21:00 (UTC+2) | G. García 34' Rodrygo Valverde 90+2' (pen.) | Verslag Wedstrijdformulier FIFA | 19' Lodi 41' (pen.) Neves | Stadion: Hard Rock Stadium, Miami Gardens Toeschouwers: 62.415 Scheidsrechter: Facundo Tello Assistenten: Juan Pablo Belatti Assistenten: Gabriel Chade Vierde official: César Arturo Ramos Video-assistenten: Leodán González Video-assistenten: Tatiana Guzmán (SVAR) AVAR: Hernán Mastrángelo Speler van de wedstrijd: G. García ( Real Madrid) |
| 18 juni 2025 15:00 (UTC−4) 21:00 (UTC+2) |                                             |                                 |                           | Stadion: Hard Rock Stadium, Miami Gardens Toeschouwers: 62.415 Scheidsrechter: Facundo Tello Assistenten: Juan Pablo Belatti Assistenten: Gabriel Chade Vierde official: César Arturo Ramos Video-assistenten: Leodán González Video-assistenten: Tatiana Guzmán (SVAR) AVAR: Hernán Mastrángelo Speler van de wedstrijd: G. García ( Real Madrid) |
| 18 juni 2025 15:00 (UTC−4) 21:00 (UTC+2) |                                             |                                 |                           | Stadion: Hard Rock Stadium, Miami Gardens Toeschouwers: 62.415 Scheidsrechter: Facundo Tello Assistenten: Juan Pablo Belatti Assistenten: Gabriel Chade Vierde official: César Arturo Ramos Video-assistenten: Leodán González Video-assistenten: Tatiana Guzmán (SVAR) AVAR: Hernán Mastrángelo Speler van de wedstrijd: G. García ( Real Madrid) |
|                                          |                                             |                                 |                           | |

|                                          |              |                                 |                                            | |
| 18 juni 2025 18:00 (UTC−4) 0:00+ (UTC+2) | CF Pachuca   | 1 – 2 (0 – 1)                   | Red Bull Salzburg                          | Stadion: TQL Stadium, Cincinnati Toeschouwers: 5.282 Scheidsrechter: Mustapha Ghorbal Assistenten: Mokrane Gourari Assistenten: Abbes Akram Zerhouni Vierde official: Ibrahim Mutaz Video-assistenten: Hamza El-Fariq Video-assistenten: Tomasz Kwiatkowski (SVAR) AVAR: Mahmoud Ashour Speler van de wedstrijd: Gloukh ( Red Bull Salzburg) |
| 18 juni 2025 18:00 (UTC−4) 0:00+ (UTC+2) | González 56' | Verslag Wedstrijdformulier FIFA | 42' Gloukh Sulzbacher 76' Onisiwo Bidstrup | Stadion: TQL Stadium, Cincinnati Toeschouwers: 5.282 Scheidsrechter: Mustapha Ghorbal Assistenten: Mokrane Gourari Assistenten: Abbes Akram Zerhouni Vierde official: Ibrahim Mutaz Video-assistenten: Hamza El-Fariq Video-assistenten: Tomasz Kwiatkowski (SVAR) AVAR: Mahmoud Ashour Speler van de wedstrijd: Gloukh ( Red Bull Salzburg) |
| 18 juni 2025 18:00 (UTC−4) 0:00+ (UTC+2) |              |                                 |                                            | Stadion: TQL Stadium, Cincinnati Toeschouwers: 5.282 Scheidsrechter: Mustapha Ghorbal Assistenten: Mokrane Gourari Assistenten: Abbes Akram Zerhouni Vierde official: Ibrahim Mutaz Video-assistenten: Hamza El-Fariq Video-assistenten: Tomasz Kwiatkowski (SVAR) AVAR: Mahmoud Ashour Speler van de wedstrijd: Gloukh ( Red Bull Salzburg) |
| 18 juni 2025 18:00 (UTC−4) 0:00+ (UTC+2) |              |                                 |                                            | Stadion: TQL Stadium, Cincinnati Toeschouwers: 5.282 Scheidsrechter: Mustapha Ghorbal Assistenten: Mokrane Gourari Assistenten: Abbes Akram Zerhouni Vierde official: Ibrahim Mutaz Video-assistenten: Hamza El-Fariq Video-assistenten: Tomasz Kwiatkowski (SVAR) AVAR: Mahmoud Ashour Speler van de wedstrijd: Gloukh ( Red Bull Salzburg) |
| Bijz.: 1.                                |              |                                 |                                            | |

|                                          |                                                                           |                                 |                   | |
| 22 juni 2025 15:00 (UTC−4) 21:00 (UTC+2) | Real Madrid                                                               | 3 – 1 (2 – 0)                   | CF Pachuca        | Stadion: Bank of America Stadium, Charlotte Toeschouwers: 70.248 Scheidsrechter: Ramon Abatti Assistenten: Danilo Manis Assistenten: Rafael Alves Vierde official: Espen Eskås Video-assistenten: Hernán Mastrángelo Video-assistenten: Marco Di Bello (SVAR) AVAR: Juan Lara Speler van de wedstrijd: Bellingham ( Real Madrid) |
| 22 juni 2025 15:00 (UTC−4) 21:00 (UTC+2) | Asencio 7' Bellingham 35' F. García Güler 43' G. García Valverde 70' Díaz | Verslag Wedstrijdformulier FIFA | 80' Montiel López | Stadion: Bank of America Stadium, Charlotte Toeschouwers: 70.248 Scheidsrechter: Ramon Abatti Assistenten: Danilo Manis Assistenten: Rafael Alves Vierde official: Espen Eskås Video-assistenten: Hernán Mastrángelo Video-assistenten: Marco Di Bello (SVAR) AVAR: Juan Lara Speler van de wedstrijd: Bellingham ( Real Madrid) |
| 22 juni 2025 15:00 (UTC−4) 21:00 (UTC+2) |                                                                           |                                 |                   | Stadion: Bank of America Stadium, Charlotte Toeschouwers: 70.248 Scheidsrechter: Ramon Abatti Assistenten: Danilo Manis Assistenten: Rafael Alves Vierde official: Espen Eskås Video-assistenten: Hernán Mastrángelo Video-assistenten: Marco Di Bello (SVAR) AVAR: Juan Lara Speler van de wedstrijd: Bellingham ( Real Madrid) |
| 22 juni 2025 15:00 (UTC−4) 21:00 (UTC+2) |                                                                           |                                 |                   | Stadion: Bank of America Stadium, Charlotte Toeschouwers: 70.248 Scheidsrechter: Ramon Abatti Assistenten: Danilo Manis Assistenten: Rafael Alves Vierde official: Espen Eskås Video-assistenten: Hernán Mastrángelo Video-assistenten: Marco Di Bello (SVAR) AVAR: Juan Lara Speler van de wedstrijd: Bellingham ( Real Madrid) |
|                                          |                                                                           |                                 |                   | |

|                                          |                                 |               |          | |
| 22 juni 2025 18:00 (UTC−4) 0:00+ (UTC+2) | Red Bull Salzburg               | 0 – 0 (0 – 0) | Al-Hilal | Stadion: Audi Field, Washington Toeschouwers: 16.167 Scheidsrechter: Wilton Sampaio Assistenten: Bruno Boschilia Assistenten: Bruno Pires Vierde official: Jean-Jacques Ngala Ndambo Video-assistenten: Nicolás Gallo Video-assistenten: Bram Van Driessche (SVAR) AVAR: Armando Villarreal Speler van de wedstrijd: Bounou ( Al-Hilal) |
| 22 juni 2025 18:00 (UTC−4) 0:00+ (UTC+2) | Verslag Wedstrijdformulier FIFA |               |          | Stadion: Audi Field, Washington Toeschouwers: 16.167 Scheidsrechter: Wilton Sampaio Assistenten: Bruno Boschilia Assistenten: Bruno Pires Vierde official: Jean-Jacques Ngala Ndambo Video-assistenten: Nicolás Gallo Video-assistenten: Bram Van Driessche (SVAR) AVAR: Armando Villarreal Speler van de wedstrijd: Bounou ( Al-Hilal) |
| 22 juni 2025 18:00 (UTC−4) 0:00+ (UTC+2) |                                 |               |          | Stadion: Audi Field, Washington Toeschouwers: 16.167 Scheidsrechter: Wilton Sampaio Assistenten: Bruno Boschilia Assistenten: Bruno Pires Vierde official: Jean-Jacques Ngala Ndambo Video-assistenten: Nicolás Gallo Video-assistenten: Bram Van Driessche (SVAR) AVAR: Armando Villarreal Speler van de wedstrijd: Bounou ( Al-Hilal) |
| 22 juni 2025 18:00 (UTC−4) 0:00+ (UTC+2) |                                 |               |          | Stadion: Audi Field, Washington Toeschouwers: 16.167 Scheidsrechter: Wilton Sampaio Assistenten: Bruno Boschilia Assistenten: Bruno Pires Vierde official: Jean-Jacques Ngala Ndambo Video-assistenten: Nicolás Gallo Video-assistenten: Bram Van Driessche (SVAR) AVAR: Armando Villarreal Speler van de wedstrijd: Bounou ( Al-Hilal) |
|                                          |                                 |               |          | |

|                                          |                                                             |                                 |            | |
| 26 juni 2025 20:00 (UTC−5) 3:00+ (UTC+2) | Al-Hilal                                                    | 2 – 0 (1 – 0)                   | CF Pachuca | Stadion: Geodis Park, Nashville Toeschouwers: 14.147 Scheidsrechter: Danny Makkelie Assistenten: Hessel Steegstra Assistenten: Jan de Vries Vierde official: Jean-Jacques Ndala Ngambo Video-assistenten: Rob Dieperink Video-assistenten: Tomasz Kwiatkowski (SVAR) AVAR: Marco Di Bello Speler van de wedstrijd: S. Al-Dawsari ( Al-Hilal) |
| 26 juni 2025 20:00 (UTC−5) 3:00+ (UTC+2) | S. Al-Dawsari 22' N. Al-Dawsari Marcos Leonardo 90+5' Neves | Verslag Wedstrijdformulier FIFA |            | Stadion: Geodis Park, Nashville Toeschouwers: 14.147 Scheidsrechter: Danny Makkelie Assistenten: Hessel Steegstra Assistenten: Jan de Vries Vierde official: Jean-Jacques Ndala Ngambo Video-assistenten: Rob Dieperink Video-assistenten: Tomasz Kwiatkowski (SVAR) AVAR: Marco Di Bello Speler van de wedstrijd: S. Al-Dawsari ( Al-Hilal) |
| 26 juni 2025 20:00 (UTC−5) 3:00+ (UTC+2) |                                                             |                                 |            | Stadion: Geodis Park, Nashville Toeschouwers: 14.147 Scheidsrechter: Danny Makkelie Assistenten: Hessel Steegstra Assistenten: Jan de Vries Vierde official: Jean-Jacques Ndala Ngambo Video-assistenten: Rob Dieperink Video-assistenten: Tomasz Kwiatkowski (SVAR) AVAR: Marco Di Bello Speler van de wedstrijd: S. Al-Dawsari ( Al-Hilal) |
| 26 juni 2025 20:00 (UTC−5) 3:00+ (UTC+2) |                                                             |                                 |            | Stadion: Geodis Park, Nashville Toeschouwers: 14.147 Scheidsrechter: Danny Makkelie Assistenten: Hessel Steegstra Assistenten: Jan de Vries Vierde official: Jean-Jacques Ndala Ngambo Video-assistenten: Rob Dieperink Video-assistenten: Tomasz Kwiatkowski (SVAR) AVAR: Marco Di Bello Speler van de wedstrijd: S. Al-Dawsari ( Al-Hilal) |
|                                          |                                                             |                                 |            | |

|                                          |                   |                                 |                                                                                      | |
| 26 juni 2025 21:00 (UTC−4) 3:00+ (UTC+2) | Red Bull Salzburg | 0 – 3 (0 – 2)                   | Real Madrid                                                                          | Stadion: Lincoln Financial Field, Philadelphia Toeschouwers: 64.811 Scheidsrechter: Dahane Beida Assistenten: Jerson dos Santos Assistenten: Stephen Yiembe Vierde official: Ma Ning Video-assistenten: Ivan Bebek Video-assistenten: Bastian Dankert (SVAR) AVAR: Hamza El-Fariq Speler van de wedstrijd: Vinícius Jr. ( Real Madrid) |
| 26 juni 2025 21:00 (UTC−4) 3:00+ (UTC+2) |                   | Verslag Wedstrijdformulier FIFA | 40' Vinícius Júnior Bellingham 45+3' Federico Valverde Vinícius Júnior 84' G. García | Stadion: Lincoln Financial Field, Philadelphia Toeschouwers: 64.811 Scheidsrechter: Dahane Beida Assistenten: Jerson dos Santos Assistenten: Stephen Yiembe Vierde official: Ma Ning Video-assistenten: Ivan Bebek Video-assistenten: Bastian Dankert (SVAR) AVAR: Hamza El-Fariq Speler van de wedstrijd: Vinícius Jr. ( Real Madrid) |
| 26 juni 2025 21:00 (UTC−4) 3:00+ (UTC+2) |                   |                                 |                                                                                      | Stadion: Lincoln Financial Field, Philadelphia Toeschouwers: 64.811 Scheidsrechter: Dahane Beida Assistenten: Jerson dos Santos Assistenten: Stephen Yiembe Vierde official: Ma Ning Video-assistenten: Ivan Bebek Video-assistenten: Bastian Dankert (SVAR) AVAR: Hamza El-Fariq Speler van de wedstrijd: Vinícius Jr. ( Real Madrid) |
| 26 juni 2025 21:00 (UTC−4) 3:00+ (UTC+2) |                   |                                 |                                                                                      | Stadion: Lincoln Financial Field, Philadelphia Toeschouwers: 64.811 Scheidsrechter: Dahane Beida Assistenten: Jerson dos Santos Assistenten: Stephen Yiembe Vierde official: Ma Ning Video-assistenten: Ivan Bebek Video-assistenten: Bastian Dankert (SVAR) AVAR: Hamza El-Fariq Speler van de wedstrijd: Vinícius Jr. ( Real Madrid) |
|                                          |                   |                                 |                                                                                      | |

### Knock-outfase

#### Schema
|  | Achtste finales         | Achtste finales          |                           |   | Kwartfinales | Kwartfinales |  |  | Halve finales | Halve finales |  |  | Finale | Finale |
|  |                         |                          |                           |   |              |              |  |  |               |               |  |  |        |        |
|  | 30 juni – Charlotte     |                          |                           |   |              |              |  |  |               |               |  |  |        |        |
|  |                         |                          |                           |   |              |              |  |  |               |               |  |  |        |        |
|  | Internazionale          | 0                        |                           |   |              |              |  |  |               |               |  |  |        |        |
|  | Internazionale          | 0                        | 4 juli – Orlando          |   |              |              |  |  |               |               |  |  |        |        |
|  | Fluminense              | 3                        |                           |   |              |              |  |  |               |               |  |  |        |        |
|  | Fluminense              | 3                        | Fluminense                | 2 |              |              |  |  |               |               |  |  |        |        |
|  | 30 juni – Orlando       |                          | Fluminense                | 2 |              |              |  |  |               |               |  |  |        |        |
|  |                         | Al-Hilal                 | 1                         |   |              |              |  |  |               |               |  |  |        |        |
|  | Manchester City TH      | Al-Hilal                 | 1                         | 3 |              |              |  |  |               |               |  |  |        |        |
|  | Manchester City TH      |                          | 8 juli – East Rutherford  | 3 |              |              |  |  |               |               |  |  |        |        |
|  | Al-Hilal (w.n.v.)       | 4                        |                           |   |              |              |  |  |               |               |  |  |        |        |
|  | Al-Hilal (w.n.v.)       | 4                        | Fluminense                | 0 |              |              |  |  |               |               |  |  |        |        |
|  | 28 juni – Philadelphia  |                          | Fluminense                | 0 |              |              |  |  |               |               |  |  |        |        |
|  |                         | Chelsea FC               | 2                         |   |              |              |  |  |               |               |  |  |        |        |
|  | Palmeiras (w.n.v.)      | Chelsea FC               | 2                         | 1 |              |              |  |  |               |               |  |  |        |        |
|  | Palmeiras (w.n.v.)      | 4 juli – Philadelphia    |                           | 1 |              |              |  |  |               |               |  |  |        |        |
|  | Botafogo                | 0                        |                           |   |              |              |  |  |               |               |  |  |        |        |
|  | Botafogo                | 0                        | Palmeiras                 | 1 |              |              |  |  |               |               |  |  |        |        |
|  | 28 juni – Charlotte     |                          | Palmeiras                 | 1 |              |              |  |  |               |               |  |  |        |        |
|  |                         | Chelsea FC               | 2                         |   |              |              |  |  |               |               |  |  |        |        |
|  | SL Benfica              | Chelsea FC               | 2                         | 1 |              |              |  |  |               |               |  |  |        |        |
|  | SL Benfica              |                          | 13 juli – East Rutherford | 1 |              |              |  |  |               |               |  |  |        |        |
|  | Chelsea FC (w.n.v.)     | 4                        |                           |   |              |              |  |  |               |               |  |  |        |        |
|  | Chelsea FC (w.n.v.)     | 4                        | Chelsea FC                | 3 |              |              |  |  |               |               |  |  |        |        |
|  | 29 juni – Atlanta       |                          | Chelsea FC                | 3 |              |              |  |  |               |               |  |  |        |        |
|  |                         | Paris Saint-Germain      | 0                         |   |              |              |  |  |               |               |  |  |        |        |
|  | Paris Saint-Germain     | Paris Saint-Germain      | 0                         | 4 |              |              |  |  |               |               |  |  |        |        |
|  | Paris Saint-Germain     | 5 juli – Atlanta         |                           | 4 |              |              |  |  |               |               |  |  |        |        |
|  | Inter Miami             | 0                        |                           |   |              |              |  |  |               |               |  |  |        |        |
|  | Inter Miami             | 0                        | Paris Saint-Germain       | 2 |              |              |  |  |               |               |  |  |        |        |
|  | 29 juni – Miami Gardens |                          | Paris Saint-Germain       | 2 |              |              |  |  |               |               |  |  |        |        |
|  |                         | Bayern München           | 0                         |   |              |              |  |  |               |               |  |  |        |        |
|  | Flamengo                | Bayern München           | 0                         | 2 |              |              |  |  |               |               |  |  |        |        |
|  | Flamengo                |                          | 9 juli – East Rutherford  | 2 |              |              |  |  |               |               |  |  |        |        |
|  | Bayern München          | 4                        |                           |   |              |              |  |  |               |               |  |  |        |        |
|  | Bayern München          | 4                        | Paris Saint-Germain       | 4 |              |              |  |  |               |               |  |  |        |        |
|  | 1 juli – Miami Gardens  |                          | Paris Saint-Germain       | 4 |              |              |  |  |               |               |  |  |        |        |
|  |                         | Real Madrid              | 0                         |   |              |              |  |  |               |               |  |  |        |        |
|  | Real Madrid             | Real Madrid              | 0                         | 1 |              |              |  |  |               |               |  |  |        |        |
|  | Real Madrid             | 5 juli – East Rutherford |                           | 1 |              |              |  |  |               |               |  |  |        |        |
|  | Juventus FC             | 0                        |                           |   |              |              |  |  |               |               |  |  |        |        |
|  | Juventus FC             | 0                        | Real Madrid               | 3 |              |              |  |  |               |               |  |  |        |        |
|  | 1 juli – Atlanta        |                          | Real Madrid               | 3 |              |              |  |  |               |               |  |  |        |        |
|  |                         | Borussia Dortmund        | 2                         |   |              |              |  |  |               |               |  |  |        |        |
|  | Borussia Dortmund       | Borussia Dortmund        | 2                         | 2 |              |              |  |  |               |               |  |  |        |        |
|  | Borussia Dortmund       |                          |                           | 2 |              |              |  |  |               |               |  |  |        |        |
|  | CF Monterrey            | 1                        |                           |   |              |              |  |  |               |               |  |  |        |        |
|  | CF Monterrey            | 1                        |                           |   |              |              |  |  |               |               |  |  |        |        |

#### Achtste finales

##### Loting
| Groep | Groepswinnaar       | Nummer twee    |
| ----- | ------------------- | -------------- |
| A     | Palmeiras           | Inter Miami    |
| B     | Paris Saint-Germain | Botafogo       |
| C     | SL Benfica          | Bayern München |
| D     | Flamengo            | Chelsea FC     |
| E     | Internazionale      | CF Monterrey   |
| F     | Borussia Dortmund   | Fluminense     |
| G     | Manchester City TH  | Juventus FC    |
| H     | Real Madrid         | Al-Hilal       |

| Thuis               | Score        | Uit            |
| ------------------- | ------------ | -------------- |
| Palmeiras           | 1 – 0 (n.v.) | Botafogo       |
| SL Benfica          | 1 – 4 (n.v.) | Chelsea FC     |
| Paris Saint-Germain | 4 – 0        | Inter Miami    |
| Flamengo            | 2 – 4        | Bayern München |
| Internazionale      | 0 – 2        | Fluminense     |
| Manchester City     | 3 – 4 (n.v.) | Al-Hilal       |
| Real Madrid         | 1 – 0        | Juventus FC    |
| Borussia Dortmund   | 2 – 1        | CF Monterrey   |

##### Wedstrijden
|                                          |                                    |                                 |          | |
| 28 juni 2025 12:00 (UTC−4) 18:00 (UTC+2) | Palmeiras                          | 1 – 0 (n.v.) (0 – 0, 0 – 0)     | Botafogo | Stadion: Lincoln Financial Field, Philadelphia Toeschouwers: 33.657 Scheidsrechter: François Letexier Assistenten: Cyril Mugnier Assistenten: Mehdi Rahmouni Vierde official: Glenn Nyberg Video-assistenten: Jérôme Brisard Video-assistenten: Bastian Dankert (SVAR) AVAR: Bram Van Driessche Speler van de wedstrijd: John ( Botafogo) |
| 28 juni 2025 12:00 (UTC−4) 18:00 (UTC+2) | Paulinho 100' Ríos Gómez 40', 116' | Verslag Wedstrijdformulier FIFA |          | Stadion: Lincoln Financial Field, Philadelphia Toeschouwers: 33.657 Scheidsrechter: François Letexier Assistenten: Cyril Mugnier Assistenten: Mehdi Rahmouni Vierde official: Glenn Nyberg Video-assistenten: Jérôme Brisard Video-assistenten: Bastian Dankert (SVAR) AVAR: Bram Van Driessche Speler van de wedstrijd: John ( Botafogo) |
| 28 juni 2025 12:00 (UTC−4) 18:00 (UTC+2) |                                    |                                 |          | Stadion: Lincoln Financial Field, Philadelphia Toeschouwers: 33.657 Scheidsrechter: François Letexier Assistenten: Cyril Mugnier Assistenten: Mehdi Rahmouni Vierde official: Glenn Nyberg Video-assistenten: Jérôme Brisard Video-assistenten: Bastian Dankert (SVAR) AVAR: Bram Van Driessche Speler van de wedstrijd: John ( Botafogo) |
| 28 juni 2025 12:00 (UTC−4) 18:00 (UTC+2) |                                    |                                 |          | Stadion: Lincoln Financial Field, Philadelphia Toeschouwers: 33.657 Scheidsrechter: François Letexier Assistenten: Cyril Mugnier Assistenten: Mehdi Rahmouni Vierde official: Glenn Nyberg Video-assistenten: Jérôme Brisard Video-assistenten: Bastian Dankert (SVAR) AVAR: Bram Van Driessche Speler van de wedstrijd: John ( Botafogo) |
|                                          |                                    |                                 |          | |

|                                          |                                             |                                 |                                                                   | |
| 28 juni 2025 16:00 (UTC−4) 22:00 (UTC+2) | SL Benfica                                  | 1 – 4 (n.v.) (1 – 1, 1 – 1)     | Chelsea FC                                                        | Stadion: Bank of America Stadium, Charlotte Toeschouwers: 25.929 Scheidsrechter: Slavko Vinčić Assistenten: Tomaž Klančnik Assistenten: Andraž Kovačič Vierde official: Saíd Martínez Video-assistenten: Marco Di Bello Video-assistenten: Tomasz Kwiatkowski (SVAR) AVAR: Alejandro Hernández Speler van de wedstrijd: Caicedo ( Chelsea FC) |
| 28 juni 2025 16:00 (UTC−4) 22:00 (UTC+2) | Di María 90+5' (pen.) Prestianni 90+6', 92' | Verslag Wedstrijdformulier FIFA | 64' James 108' Nkunku 114' Neto Caicedo 117' Dewsbury-Hall Palmer | Stadion: Bank of America Stadium, Charlotte Toeschouwers: 25.929 Scheidsrechter: Slavko Vinčić Assistenten: Tomaž Klančnik Assistenten: Andraž Kovačič Vierde official: Saíd Martínez Video-assistenten: Marco Di Bello Video-assistenten: Tomasz Kwiatkowski (SVAR) AVAR: Alejandro Hernández Speler van de wedstrijd: Caicedo ( Chelsea FC) |
| 28 juni 2025 16:00 (UTC−4) 22:00 (UTC+2) |                                             |                                 |                                                                   | Stadion: Bank of America Stadium, Charlotte Toeschouwers: 25.929 Scheidsrechter: Slavko Vinčić Assistenten: Tomaž Klančnik Assistenten: Andraž Kovačič Vierde official: Saíd Martínez Video-assistenten: Marco Di Bello Video-assistenten: Tomasz Kwiatkowski (SVAR) AVAR: Alejandro Hernández Speler van de wedstrijd: Caicedo ( Chelsea FC) |
| 28 juni 2025 16:00 (UTC−4) 22:00 (UTC+2) |                                             |                                 |                                                                   | Stadion: Bank of America Stadium, Charlotte Toeschouwers: 25.929 Scheidsrechter: Slavko Vinčić Assistenten: Tomaž Klančnik Assistenten: Andraž Kovačič Vierde official: Saíd Martínez Video-assistenten: Marco Di Bello Video-assistenten: Tomasz Kwiatkowski (SVAR) AVAR: Alejandro Hernández Speler van de wedstrijd: Caicedo ( Chelsea FC) |
| Bijz.: 1.                                |                                             |                                 |                                                                   | |

|                                          |                                                                |                                 |             | |
| 29 juni 2025 12:00 (UTC−4) 18:00 (UTC+2) | Paris Saint-Germain                                            | 4 – 0 (4 – 0)                   | Inter Miami | Stadion: Mercedes-Benz Stadium, Atlanta Toeschouwers: 65.574 Scheidsrechter: Wilton Sampaio Assistenten: Bruno Boschilia Assistenten: Bruno Pires Vierde official: Mustapha Ghorbal Video-assistenten: Nicolás Gallo Video-assistenten: Guillermo Pacheco (SVAR) AVAR: Leodán González Speler van de wedstrijd: Neves ( Paris Saint-Germain) |
| 29 juni 2025 12:00 (UTC−4) 18:00 (UTC+2) | Neves 6', 39' Vitinha; Ruiz 15' Avilés 44' (e.d.) Hakimi 45+3' | Verslag Wedstrijdformulier FIFA |             | Stadion: Mercedes-Benz Stadium, Atlanta Toeschouwers: 65.574 Scheidsrechter: Wilton Sampaio Assistenten: Bruno Boschilia Assistenten: Bruno Pires Vierde official: Mustapha Ghorbal Video-assistenten: Nicolás Gallo Video-assistenten: Guillermo Pacheco (SVAR) AVAR: Leodán González Speler van de wedstrijd: Neves ( Paris Saint-Germain) |
| 29 juni 2025 12:00 (UTC−4) 18:00 (UTC+2) |                                                                |                                 |             | Stadion: Mercedes-Benz Stadium, Atlanta Toeschouwers: 65.574 Scheidsrechter: Wilton Sampaio Assistenten: Bruno Boschilia Assistenten: Bruno Pires Vierde official: Mustapha Ghorbal Video-assistenten: Nicolás Gallo Video-assistenten: Guillermo Pacheco (SVAR) AVAR: Leodán González Speler van de wedstrijd: Neves ( Paris Saint-Germain) |
| 29 juni 2025 12:00 (UTC−4) 18:00 (UTC+2) |                                                                |                                 |             | Stadion: Mercedes-Benz Stadium, Atlanta Toeschouwers: 65.574 Scheidsrechter: Wilton Sampaio Assistenten: Bruno Boschilia Assistenten: Bruno Pires Vierde official: Mustapha Ghorbal Video-assistenten: Nicolás Gallo Video-assistenten: Guillermo Pacheco (SVAR) AVAR: Leodán González Speler van de wedstrijd: Neves ( Paris Saint-Germain) |
|                                          |                                                                |                                 |             | |

|                                          |                                              |                                 |                                                               | |
| 29 juni 2025 16:00 (UTC−4) 22:00 (UTC+2) | Flamengo                                     | 2 – 4 (1 – 3)                   | Bayern München                                                | Stadion: Hard Rock Stadium, Miami Gardens Toeschouwers: 60.914 Scheidsrechter: Michael Oliver Assistenten: Stuart Burt Assistenten: James Mainwaring Vierde official: Cristián Garay Video-assistenten: Carlos del Cerro Grande Video-assistenten: Shaun Evans (SVAR) AVAR: Rob Dieperink Speler van de wedstrijd: Kane ( Bayern München) |
| 29 juni 2025 16:00 (UTC−4) 22:00 (UTC+2) | Gerson 33' De Arrascaeta Jorginho 55' (pen.) | Verslag Wedstrijdformulier FIFA | 6' (e.d.) Pulgar 9', 73' Kane Upamecano; Kimmich 41' Goretzka | Stadion: Hard Rock Stadium, Miami Gardens Toeschouwers: 60.914 Scheidsrechter: Michael Oliver Assistenten: Stuart Burt Assistenten: James Mainwaring Vierde official: Cristián Garay Video-assistenten: Carlos del Cerro Grande Video-assistenten: Shaun Evans (SVAR) AVAR: Rob Dieperink Speler van de wedstrijd: Kane ( Bayern München) |
| 29 juni 2025 16:00 (UTC−4) 22:00 (UTC+2) |                                              |                                 |                                                               | Stadion: Hard Rock Stadium, Miami Gardens Toeschouwers: 60.914 Scheidsrechter: Michael Oliver Assistenten: Stuart Burt Assistenten: James Mainwaring Vierde official: Cristián Garay Video-assistenten: Carlos del Cerro Grande Video-assistenten: Shaun Evans (SVAR) AVAR: Rob Dieperink Speler van de wedstrijd: Kane ( Bayern München) |
| 29 juni 2025 16:00 (UTC−4) 22:00 (UTC+2) |                                              |                                 |                                                               | Stadion: Hard Rock Stadium, Miami Gardens Toeschouwers: 60.914 Scheidsrechter: Michael Oliver Assistenten: Stuart Burt Assistenten: James Mainwaring Vierde official: Cristián Garay Video-assistenten: Carlos del Cerro Grande Video-assistenten: Shaun Evans (SVAR) AVAR: Rob Dieperink Speler van de wedstrijd: Kane ( Bayern München) |
|                                          |                                              |                                 |                                                               | |

|                                          |                |                                 |                                    | |
| 30 juni 2025 15:00 (UTC−4) 21:00 (UTC+2) | Internazionale | 0 – 2 (0 – 1)                   | Fluminense                         | Stadion: Bank of America Stadium, Charlotte Toeschouwers: 20.030 Scheidsrechter: Iván Barton Assistenten: David Morán Assistenten: Henry Pupiro Vierde official: Tori Penso Video-assistenten: Tatiana Guzmán Video-assistenten: Mahmoud Ashour (SVAR) AVAR: Érick Miranda Speler van de wedstrijd: Arias ( Fluminense) |
| 30 juni 2025 15:00 (UTC−4) 21:00 (UTC+2) |                | Verslag Wedstrijdformulier FIFA | 3' Cano 39' Ignácio 90+3' Hércules | Stadion: Bank of America Stadium, Charlotte Toeschouwers: 20.030 Scheidsrechter: Iván Barton Assistenten: David Morán Assistenten: Henry Pupiro Vierde official: Tori Penso Video-assistenten: Tatiana Guzmán Video-assistenten: Mahmoud Ashour (SVAR) AVAR: Érick Miranda Speler van de wedstrijd: Arias ( Fluminense) |
| 30 juni 2025 15:00 (UTC−4) 21:00 (UTC+2) |                |                                 |                                    | Stadion: Bank of America Stadium, Charlotte Toeschouwers: 20.030 Scheidsrechter: Iván Barton Assistenten: David Morán Assistenten: Henry Pupiro Vierde official: Tori Penso Video-assistenten: Tatiana Guzmán Video-assistenten: Mahmoud Ashour (SVAR) AVAR: Érick Miranda Speler van de wedstrijd: Arias ( Fluminense) |
| 30 juni 2025 15:00 (UTC−4) 21:00 (UTC+2) |                |                                 |                                    | Stadion: Bank of America Stadium, Charlotte Toeschouwers: 20.030 Scheidsrechter: Iván Barton Assistenten: David Morán Assistenten: Henry Pupiro Vierde official: Tori Penso Video-assistenten: Tatiana Guzmán Video-assistenten: Mahmoud Ashour (SVAR) AVAR: Érick Miranda Speler van de wedstrijd: Arias ( Fluminense) |
|                                          |                |                                 |                                    | |

|                                          |                                                          |                                 |                                                                  | |
| 30 juni 2025 21:00 (UTC−4) 3:00+ (UTC+2) | Manchester City                                          | 3 – 4 (n.v.) (2 – 2, 2 – 2)     | Al-Hilal                                                         | Stadion: Camping World Stadium, Orlando Toeschouwers: 42.311 Scheidsrechter: Jesús Valenzuela Assistenten: Jorge Urrego Assistenten: Tulio Moreno Vierde official: Yael Falcón Video-assistenten: Juan Soto Video-assistenten: Alejandro Hernández (SVAR) AVAR: Hamza Al-Fariq Speler van de wedstrijd: Marcos Leonardo ( Al-Hilal) |
| 30 juni 2025 21:00 (UTC−4) 3:00+ (UTC+2) | Bernardo Silva 9' Gündoğan Haaland 55' Foden 104' Cherki | Verslag Wedstrijdformulier FIFA | 46', 112' Marcos Leonardo 52' Malcom Cancelo 94' Koulibaly Neves | Stadion: Camping World Stadium, Orlando Toeschouwers: 42.311 Scheidsrechter: Jesús Valenzuela Assistenten: Jorge Urrego Assistenten: Tulio Moreno Vierde official: Yael Falcón Video-assistenten: Juan Soto Video-assistenten: Alejandro Hernández (SVAR) AVAR: Hamza Al-Fariq Speler van de wedstrijd: Marcos Leonardo ( Al-Hilal) |
| 30 juni 2025 21:00 (UTC−4) 3:00+ (UTC+2) |                                                          |                                 |                                                                  | Stadion: Camping World Stadium, Orlando Toeschouwers: 42.311 Scheidsrechter: Jesús Valenzuela Assistenten: Jorge Urrego Assistenten: Tulio Moreno Vierde official: Yael Falcón Video-assistenten: Juan Soto Video-assistenten: Alejandro Hernández (SVAR) AVAR: Hamza Al-Fariq Speler van de wedstrijd: Marcos Leonardo ( Al-Hilal) |
| 30 juni 2025 21:00 (UTC−4) 3:00+ (UTC+2) |                                                          |                                 |                                                                  | Stadion: Camping World Stadium, Orlando Toeschouwers: 42.311 Scheidsrechter: Jesús Valenzuela Assistenten: Jorge Urrego Assistenten: Tulio Moreno Vierde official: Yael Falcón Video-assistenten: Juan Soto Video-assistenten: Alejandro Hernández (SVAR) AVAR: Hamza Al-Fariq Speler van de wedstrijd: Marcos Leonardo ( Al-Hilal) |
|                                          |                                                          |                                 |                                                                  | |

|                                         |                                |                                 |             | |
| 1 juli 2025 15:00 (UTC−4) 21:00 (UTC+2) | Real Madrid                    | 1 – 0 (0 – 0)                   | Juventus FC | Stadion: Hard Rock Stadium, Miami Gardens Toeschouwers: 62.149 Scheidsrechter: Szymon Marciniak Assistenten: Tomasz Listkiewicz Assistenten: Adam Kupsik Vierde official: Espen Eskås Video-assistenten: Tomasz Kwiatkowski Video-assistenten: Khamis Al-Marri (SVAR) AVAR: Ivan Bebek Speler van de wedstrijd: Valverde ( Real Madrid) |
| 1 juli 2025 15:00 (UTC−4) 21:00 (UTC+2) | G. García 54' Alexander-Arnold | Verslag Wedstrijdformulier FIFA |             | Stadion: Hard Rock Stadium, Miami Gardens Toeschouwers: 62.149 Scheidsrechter: Szymon Marciniak Assistenten: Tomasz Listkiewicz Assistenten: Adam Kupsik Vierde official: Espen Eskås Video-assistenten: Tomasz Kwiatkowski Video-assistenten: Khamis Al-Marri (SVAR) AVAR: Ivan Bebek Speler van de wedstrijd: Valverde ( Real Madrid) |
| 1 juli 2025 15:00 (UTC−4) 21:00 (UTC+2) |                                |                                 |             | Stadion: Hard Rock Stadium, Miami Gardens Toeschouwers: 62.149 Scheidsrechter: Szymon Marciniak Assistenten: Tomasz Listkiewicz Assistenten: Adam Kupsik Vierde official: Espen Eskås Video-assistenten: Tomasz Kwiatkowski Video-assistenten: Khamis Al-Marri (SVAR) AVAR: Ivan Bebek Speler van de wedstrijd: Valverde ( Real Madrid) |
| 1 juli 2025 15:00 (UTC−4) 21:00 (UTC+2) |                                |                                 |             | Stadion: Hard Rock Stadium, Miami Gardens Toeschouwers: 62.149 Scheidsrechter: Szymon Marciniak Assistenten: Tomasz Listkiewicz Assistenten: Adam Kupsik Vierde official: Espen Eskås Video-assistenten: Tomasz Kwiatkowski Video-assistenten: Khamis Al-Marri (SVAR) AVAR: Ivan Bebek Speler van de wedstrijd: Valverde ( Real Madrid) |
|                                         |                                |                                 |             | |

|                                         |                                |                                 |                       | |
| 1 juli 2025 21:00 (UTC−4) 3:00+ (UTC+2) | Borussia Dortmund              | 2 – 1 (2 – 0)                   | CF Monterrey          | Stadion: Mercedes-Benz Stadium, Atlanta Toeschouwers: 31.442 Scheidsrechter: Facundo Tello Assistenten: Juan Pablo Belatti Assistenten: Gabriel Chade Vierde official: Juan Gabriel Benítez Video-assistenten: Juan Lara Video-assistenten: Armando Villarreal (SVAR) AVAR: Hernán Mastrángelo Speler van de wedstrijd: Guirassy ( Borussia Dortmund) |
| 1 juli 2025 21:00 (UTC−4) 3:00+ (UTC+2) | Guirassy 14', 24' Adeyemi (2x) | Verslag Wedstrijdformulier FIFA | 48' Berterame Aguirre | Stadion: Mercedes-Benz Stadium, Atlanta Toeschouwers: 31.442 Scheidsrechter: Facundo Tello Assistenten: Juan Pablo Belatti Assistenten: Gabriel Chade Vierde official: Juan Gabriel Benítez Video-assistenten: Juan Lara Video-assistenten: Armando Villarreal (SVAR) AVAR: Hernán Mastrángelo Speler van de wedstrijd: Guirassy ( Borussia Dortmund) |
| 1 juli 2025 21:00 (UTC−4) 3:00+ (UTC+2) |                                |                                 |                       | Stadion: Mercedes-Benz Stadium, Atlanta Toeschouwers: 31.442 Scheidsrechter: Facundo Tello Assistenten: Juan Pablo Belatti Assistenten: Gabriel Chade Vierde official: Juan Gabriel Benítez Video-assistenten: Juan Lara Video-assistenten: Armando Villarreal (SVAR) AVAR: Hernán Mastrángelo Speler van de wedstrijd: Guirassy ( Borussia Dortmund) |
| 1 juli 2025 21:00 (UTC−4) 3:00+ (UTC+2) |                                |                                 |                       | Stadion: Mercedes-Benz Stadium, Atlanta Toeschouwers: 31.442 Scheidsrechter: Facundo Tello Assistenten: Juan Pablo Belatti Assistenten: Gabriel Chade Vierde official: Juan Gabriel Benítez Video-assistenten: Juan Lara Video-assistenten: Armando Villarreal (SVAR) AVAR: Hernán Mastrángelo Speler van de wedstrijd: Guirassy ( Borussia Dortmund) |
|                                         |                                |                                 |                       | |

#### Kwartfinales
Voorafgaand aan iedere kwartfinale wedstrijd was er 1 minuut stilte in acht genomen om de overleden broers Diogo Jota en André Silva te herdenken. Tevens speelden de meeste spelers en de arbitrage deze wedstrijden met een rouwband.

##### Loting
| Thuis               | Score | Uit               |
| ------------------- | ----- | ----------------- |
| Palmeiras           | 1 – 2 | Chelsea FC        |
| Paris Saint-Germain | 2 – 0 | Bayern München    |
| Fluminense          | 2 – 1 | Al-Hilal          |
| Real Madrid         | 3 – 2 | Borussia Dortmund |

##### Wedstrijden
|                                         |                                                   |                                 |                               | |
| 4 juli 2025 15:00 (UTC−4) 21:00 (UTC+2) | Fluminense                                        | 2 – 1 (1 – 0)                   | Al-Hilal                      | Stadion: Camping World Stadium, Orlando Toeschouwers: 43.091 Scheidsrechter: Danny Makkelie Assistenten: Hessel Steegstra Assistenten: Jan de Vries Vierde official: Said Martínez Video-assistenten: Rob Dieperink Video-assistenten: Carlos del Cerro Grande (SVAR) AVAR: Jérôme Brisard Speler van de wedstrijd: Hércules ( Fluminense) |
| 4 juli 2025 15:00 (UTC−4) 21:00 (UTC+2) | Martinelli 40' Fuentes Hércules 70' Samuel Xavier | Verslag Wedstrijdformulier FIFA | 51' Marcos Leonardo Koulibaly | Stadion: Camping World Stadium, Orlando Toeschouwers: 43.091 Scheidsrechter: Danny Makkelie Assistenten: Hessel Steegstra Assistenten: Jan de Vries Vierde official: Said Martínez Video-assistenten: Rob Dieperink Video-assistenten: Carlos del Cerro Grande (SVAR) AVAR: Jérôme Brisard Speler van de wedstrijd: Hércules ( Fluminense) |
| 4 juli 2025 15:00 (UTC−4) 21:00 (UTC+2) |                                                   |                                 |                               | Stadion: Camping World Stadium, Orlando Toeschouwers: 43.091 Scheidsrechter: Danny Makkelie Assistenten: Hessel Steegstra Assistenten: Jan de Vries Vierde official: Said Martínez Video-assistenten: Rob Dieperink Video-assistenten: Carlos del Cerro Grande (SVAR) AVAR: Jérôme Brisard Speler van de wedstrijd: Hércules ( Fluminense) |
| 4 juli 2025 15:00 (UTC−4) 21:00 (UTC+2) |                                                   |                                 |                               | Stadion: Camping World Stadium, Orlando Toeschouwers: 43.091 Scheidsrechter: Danny Makkelie Assistenten: Hessel Steegstra Assistenten: Jan de Vries Vierde official: Said Martínez Video-assistenten: Rob Dieperink Video-assistenten: Carlos del Cerro Grande (SVAR) AVAR: Jérôme Brisard Speler van de wedstrijd: Hércules ( Fluminense) |
|                                         |                                                   |                                 |                               | |

|                                         |                  |                                 |                                         | |
| 4 juli 2025 21:00 (UTC−4) 3:00+ (UTC+2) | Palmeiras        | 1 – 2 (0 – 1)                   | Chelsea FC                              | Stadion: Lincoln Financial Field, Philadelphia Toeschouwers: 65.782 Scheidsrechter: Alireza Faghani Assistenten: Anton Shchetinin Assistenten: Ashley Beecham Vierde official: Ilgiz Tantasjev Video-assistenten: Khamis Al-Marri Video-assistenten: Bastian Dankert (SVAR) AVAR: Shaun Evans Speler van de wedstrijd: Estêvão ( Palmeiras) |
| 4 juli 2025 21:00 (UTC−4) 3:00+ (UTC+2) | Estêvão 53' Ríos | Verslag Wedstrijdformulier FIFA | 16' Palmer Chalobah 83' (e.d.) Weverton | Stadion: Lincoln Financial Field, Philadelphia Toeschouwers: 65.782 Scheidsrechter: Alireza Faghani Assistenten: Anton Shchetinin Assistenten: Ashley Beecham Vierde official: Ilgiz Tantasjev Video-assistenten: Khamis Al-Marri Video-assistenten: Bastian Dankert (SVAR) AVAR: Shaun Evans Speler van de wedstrijd: Estêvão ( Palmeiras) |
| 4 juli 2025 21:00 (UTC−4) 3:00+ (UTC+2) |                  |                                 |                                         | Stadion: Lincoln Financial Field, Philadelphia Toeschouwers: 65.782 Scheidsrechter: Alireza Faghani Assistenten: Anton Shchetinin Assistenten: Ashley Beecham Vierde official: Ilgiz Tantasjev Video-assistenten: Khamis Al-Marri Video-assistenten: Bastian Dankert (SVAR) AVAR: Shaun Evans Speler van de wedstrijd: Estêvão ( Palmeiras) |
| 4 juli 2025 21:00 (UTC−4) 3:00+ (UTC+2) |                  |                                 |                                         | Stadion: Lincoln Financial Field, Philadelphia Toeschouwers: 65.782 Scheidsrechter: Alireza Faghani Assistenten: Anton Shchetinin Assistenten: Ashley Beecham Vierde official: Ilgiz Tantasjev Video-assistenten: Khamis Al-Marri Video-assistenten: Bastian Dankert (SVAR) AVAR: Shaun Evans Speler van de wedstrijd: Estêvão ( Palmeiras) |
|                                         |                  |                                 |                                         | |

|                                         |                                                               |                                 |                | |
| 5 juli 2025 12:00 (UTC−4) 18:00 (UTC+2) | Paris Saint-Germain                                           | 2 – 0 (0 – 0)                   | Bayern München | Stadion: Mercedes-Benz Stadium, Atlanta Toeschouwers: 66.937 Scheidsrechter: Anthony Taylor Assistenten: Gary Beswick Assistenten: Adam Nunn Vierde official: Glenn Nyberg Video-assistenten: Ivan Bebek Video-assistenten: Tatiana Guzmán (SVAR) AVAR: Marco Di Bello Speler van de wedstrijd: Doué ( Paris Saint-Germain) |
| 5 juli 2025 12:00 (UTC−4) 18:00 (UTC+2) | Doué 78' Neves Pacho 80' Hernández 90+2' Dembélé 90+6' Hakimi | Verslag Wedstrijdformulier FIFA |                | Stadion: Mercedes-Benz Stadium, Atlanta Toeschouwers: 66.937 Scheidsrechter: Anthony Taylor Assistenten: Gary Beswick Assistenten: Adam Nunn Vierde official: Glenn Nyberg Video-assistenten: Ivan Bebek Video-assistenten: Tatiana Guzmán (SVAR) AVAR: Marco Di Bello Speler van de wedstrijd: Doué ( Paris Saint-Germain) |
| 5 juli 2025 12:00 (UTC−4) 18:00 (UTC+2) |                                                               |                                 |                | Stadion: Mercedes-Benz Stadium, Atlanta Toeschouwers: 66.937 Scheidsrechter: Anthony Taylor Assistenten: Gary Beswick Assistenten: Adam Nunn Vierde official: Glenn Nyberg Video-assistenten: Ivan Bebek Video-assistenten: Tatiana Guzmán (SVAR) AVAR: Marco Di Bello Speler van de wedstrijd: Doué ( Paris Saint-Germain) |
| 5 juli 2025 12:00 (UTC−4) 18:00 (UTC+2) |                                                               |                                 |                | Stadion: Mercedes-Benz Stadium, Atlanta Toeschouwers: 66.937 Scheidsrechter: Anthony Taylor Assistenten: Gary Beswick Assistenten: Adam Nunn Vierde official: Glenn Nyberg Video-assistenten: Ivan Bebek Video-assistenten: Tatiana Guzmán (SVAR) AVAR: Marco Di Bello Speler van de wedstrijd: Doué ( Paris Saint-Germain) |
|                                         |                                                               |                                 |                | |

|                                         |                                                                                     |                                 |                                   | |
| 5 juli 2025 16:00 (UTC−4) 22:00 (UTC+2) | Real Madrid                                                                         | 3 – 2 (2 – 0)                   | Borussia Dortmund                 | Stadion: MetLife Stadium, East Rutherford Toeschouwers: 76.611 Scheidsrechter: Ramon Abatti Assistenten: Danilo Manis Assistenten: Rafael Alves Vierde official: Cristián Garay Video-assistenten: Nicolás Gallo Video-assistenten: Juan Lara (SVAR) AVAR: Guillermo Pacheco Speler van de wedstrijd: F. García ( Real Madrid) |
| 5 juli 2025 16:00 (UTC−4) 22:00 (UTC+2) | G. García 10' Güler F. García 20' Alexander-Arnold Mbappé 90+4' Güler Huijsen 90+6' | Verslag Wedstrijdformulier FIFA | 90+2' Beier 90+8' (pen.) Guirassy | Stadion: MetLife Stadium, East Rutherford Toeschouwers: 76.611 Scheidsrechter: Ramon Abatti Assistenten: Danilo Manis Assistenten: Rafael Alves Vierde official: Cristián Garay Video-assistenten: Nicolás Gallo Video-assistenten: Juan Lara (SVAR) AVAR: Guillermo Pacheco Speler van de wedstrijd: F. García ( Real Madrid) |
| 5 juli 2025 16:00 (UTC−4) 22:00 (UTC+2) |                                                                                     |                                 |                                   | Stadion: MetLife Stadium, East Rutherford Toeschouwers: 76.611 Scheidsrechter: Ramon Abatti Assistenten: Danilo Manis Assistenten: Rafael Alves Vierde official: Cristián Garay Video-assistenten: Nicolás Gallo Video-assistenten: Juan Lara (SVAR) AVAR: Guillermo Pacheco Speler van de wedstrijd: F. García ( Real Madrid) |
| 5 juli 2025 16:00 (UTC−4) 22:00 (UTC+2) |                                                                                     |                                 |                                   | Stadion: MetLife Stadium, East Rutherford Toeschouwers: 76.611 Scheidsrechter: Ramon Abatti Assistenten: Danilo Manis Assistenten: Rafael Alves Vierde official: Cristián Garay Video-assistenten: Nicolás Gallo Video-assistenten: Juan Lara (SVAR) AVAR: Guillermo Pacheco Speler van de wedstrijd: F. García ( Real Madrid) |
|                                         |                                                                                     |                                 |                                   | |

#### Halve finales

##### Loting
| Thuis               | Score | Uit         |
| ------------------- | ----- | ----------- |
| Fluminense          | 0 – 2 | Chelsea FC  |
| Paris Saint-Germain | 4 – 0 | Real Madrid |

##### Wedstrijden
|                                         |            |                                 |                               | |
| 8 juli 2025 15:00 (UTC−4) 21:00 (UTC+2) | Fluminense | 0 – 2 (0 – 1)                   | Chelsea FC                    | Stadion: MetLife Stadium, East Rutherford Toeschouwers: 70.556 Scheidsrechter: François Letexier Assistenten: Cyril Mugnier Assistenten: Mehdi Rahmouni Vierde official: Iván Barton Video-assistenten: Nicolás Gallo Video-assistenten: Carlos del Cerro Grande (SVAR) AVAR: Jérôme Brisard Speler van de wedstrijd: João Pedro ( Chelsea FC) |
| 8 juli 2025 15:00 (UTC−4) 21:00 (UTC+2) |            | Verslag Wedstrijdformulier FIFA | 18', 56' João Pedro Fernández | Stadion: MetLife Stadium, East Rutherford Toeschouwers: 70.556 Scheidsrechter: François Letexier Assistenten: Cyril Mugnier Assistenten: Mehdi Rahmouni Vierde official: Iván Barton Video-assistenten: Nicolás Gallo Video-assistenten: Carlos del Cerro Grande (SVAR) AVAR: Jérôme Brisard Speler van de wedstrijd: João Pedro ( Chelsea FC) |
| 8 juli 2025 15:00 (UTC−4) 21:00 (UTC+2) |            |                                 |                               | Stadion: MetLife Stadium, East Rutherford Toeschouwers: 70.556 Scheidsrechter: François Letexier Assistenten: Cyril Mugnier Assistenten: Mehdi Rahmouni Vierde official: Iván Barton Video-assistenten: Nicolás Gallo Video-assistenten: Carlos del Cerro Grande (SVAR) AVAR: Jérôme Brisard Speler van de wedstrijd: João Pedro ( Chelsea FC) |
| 8 juli 2025 15:00 (UTC−4) 21:00 (UTC+2) |            |                                 |                               | Stadion: MetLife Stadium, East Rutherford Toeschouwers: 70.556 Scheidsrechter: François Letexier Assistenten: Cyril Mugnier Assistenten: Mehdi Rahmouni Vierde official: Iván Barton Video-assistenten: Nicolás Gallo Video-assistenten: Carlos del Cerro Grande (SVAR) AVAR: Jérôme Brisard Speler van de wedstrijd: João Pedro ( Chelsea FC) |
|                                         |            |                                 |                               | |

|                                                                       |                                                           |                                 |             | |
| 9 juli 2025 = 15:00 (UTC−4) 21:00 (UTC+2) 15:10 (UTC−4) 21:10 (UTC+2) | Paris Saint-Germain                                       | 4 – 0 (3 – 0)                   | Real Madrid | Stadion: MetLife Stadium, East Rutherford Toeschouwers: 77.542 Scheidsrechter: Szymon Marciniak Assistenten: Tomasz Listkiewicz Assistenten: Adam Kupsik Vierde official: Mustapha Ghorbal Video-assistenten: Tomasz Kwiatkowski Video-assistenten: Guillermo Pacheco (SVAR) AVAR: Rob Dieperink Speler van de wedstrijd: Ruiz ( Paris Saint-Germain) |
| 9 juli 2025 = 15:00 (UTC−4) 21:00 (UTC+2) 15:10 (UTC−4) 21:10 (UTC+2) | Ruiz 6', 24' Dembélé; Hakimi Dembélé 9' Ramos 87' Barcola | Verslag Wedstrijdformulier FIFA |             | Stadion: MetLife Stadium, East Rutherford Toeschouwers: 77.542 Scheidsrechter: Szymon Marciniak Assistenten: Tomasz Listkiewicz Assistenten: Adam Kupsik Vierde official: Mustapha Ghorbal Video-assistenten: Tomasz Kwiatkowski Video-assistenten: Guillermo Pacheco (SVAR) AVAR: Rob Dieperink Speler van de wedstrijd: Ruiz ( Paris Saint-Germain) |
| 9 juli 2025 = 15:00 (UTC−4) 21:00 (UTC+2) 15:10 (UTC−4) 21:10 (UTC+2) |                                                           |                                 |             | Stadion: MetLife Stadium, East Rutherford Toeschouwers: 77.542 Scheidsrechter: Szymon Marciniak Assistenten: Tomasz Listkiewicz Assistenten: Adam Kupsik Vierde official: Mustapha Ghorbal Video-assistenten: Tomasz Kwiatkowski Video-assistenten: Guillermo Pacheco (SVAR) AVAR: Rob Dieperink Speler van de wedstrijd: Ruiz ( Paris Saint-Germain) |
| 9 juli 2025 = 15:00 (UTC−4) 21:00 (UTC+2) 15:10 (UTC−4) 21:10 (UTC+2) |                                                           |                                 |             | Stadion: MetLife Stadium, East Rutherford Toeschouwers: 77.542 Scheidsrechter: Szymon Marciniak Assistenten: Tomasz Listkiewicz Assistenten: Adam Kupsik Vierde official: Mustapha Ghorbal Video-assistenten: Tomasz Kwiatkowski Video-assistenten: Guillermo Pacheco (SVAR) AVAR: Rob Dieperink Speler van de wedstrijd: Ruiz ( Paris Saint-Germain) |
| Bijz.: 1.                                                             |                                                           |                                 |             | |

#### Finale
|                                          |                                                                         |                                 |                     | |
| 13 juli 2025 15:00 (UTC−4) 21:00 (UTC+2) | Chelsea FC                                                              | 3 – 0 (3 – 0)                   | Paris Saint-Germain | Stadion: MetLife Stadium, East Rutherford Toeschouwers: 81.118 Scheidsrechter: Alireza Faghani Assistenten: Anton Shchetinin Assistenten: Ashley Beacham Vierde official: Facundo Tello Vijfde official: Gabriel Chade Video-assistenten: Bastian Dankert Video-assistenten: Ivan Bebek (SVAR) AVAR: Tatiana Guzmán Speler van de wedstrijd: Palmer ( Chelsea FC) |
| 13 juli 2025 15:00 (UTC−4) 21:00 (UTC+2) | 10. Palmer 22', 30' 27. Gusto; 6. Colwill 20. João Pedro 43' 10. Palmer | Verslag Wedstrijdformulier FIFA |                     | Stadion: MetLife Stadium, East Rutherford Toeschouwers: 81.118 Scheidsrechter: Alireza Faghani Assistenten: Anton Shchetinin Assistenten: Ashley Beacham Vierde official: Facundo Tello Vijfde official: Gabriel Chade Video-assistenten: Bastian Dankert Video-assistenten: Ivan Bebek (SVAR) AVAR: Tatiana Guzmán Speler van de wedstrijd: Palmer ( Chelsea FC) |
| 13 juli 2025 15:00 (UTC−4) 21:00 (UTC+2) |                                                                         |                                 |                     | Stadion: MetLife Stadium, East Rutherford Toeschouwers: 81.118 Scheidsrechter: Alireza Faghani Assistenten: Anton Shchetinin Assistenten: Ashley Beacham Vierde official: Facundo Tello Vijfde official: Gabriel Chade Video-assistenten: Bastian Dankert Video-assistenten: Ivan Bebek (SVAR) AVAR: Tatiana Guzmán Speler van de wedstrijd: Palmer ( Chelsea FC) |
| 13 juli 2025 15:00 (UTC−4) 21:00 (UTC+2) |                                                                         |                                 |                     | Stadion: MetLife Stadium, East Rutherford Toeschouwers: 81.118 Scheidsrechter: Alireza Faghani Assistenten: Anton Shchetinin Assistenten: Ashley Beacham Vierde official: Facundo Tello Vijfde official: Gabriel Chade Video-assistenten: Bastian Dankert Video-assistenten: Ivan Bebek (SVAR) AVAR: Tatiana Guzmán Speler van de wedstrijd: Palmer ( Chelsea FC) |
|                                          |                                                                         |                                 |                     | |

| Chelsea FC | Paris Saint-Germain |

|                |    |                       |         |
|                |    |                       |         |
| DM             | 01 | Robert Sánchez        |         |
| RV             | 27 | Malo Gusto            | 40'     |
| CV             | 23 | Trevoh Chalobah       |         |
| CV             | 06 | Levi Colwill          | 81'     |
| LV             | 03 | Marc Cucurella        |         |
| RM             | 10 | Cole Palmer           |         |
| CM             | 24 | Reece James           | 77'     |
| AM             | 08 | Enzo Fernández        | 61'     |
| CM             | 25 | Moisés Caicedo ( 77') | 36'     |
| LM             | 07 | Pedro Neto            | 34' 77' |
| SP             | 20 | João Pedro            | 67'     |
| Wisselspelers: |    |                       |         |
| DM             | 12 | Filip Jörgensen       |         |
| DM             | 39 | Mike Penders          |         |
| DM             | 44 | Gabriel Slonina       |         |
| VD             | 04 | Tosin Adarabioyo      |         |
| VD             | 19 | Mamadou Sarr          |         |
| VD             | 30 | Aarón Anselmino       |         |
| VD             | 34 | Josh Acheampong       |         |
| MV             | 17 | Andrey Santos         | 61'     |
| MV             | 22 | Kiernan Dewsbury-Hall | 77'     |
| MV             | 45 | Roméo Lavia           |         |
| AV             | 09 | Liam Delap            | 67'     |
| AV             | 15 | Nicolas Jackson       |         |
| AV             | 18 | Christopher Nkunku    | 77'     |
| AV             | 32 | Tyrique George        |         |
| AV             | 38 | Marc Guiu             |         |
| Hoofdcoach:    |    |                       |         |
| Enzo Maresca   |    |                       |         |

|                |    |                        |          |
|                |    |                        |          |
| DM             | 01 | Gianluigi Donnarumma   |          |
| RV             | 02 | Achraf Hakimi          | 73'      |
| CV             | 05 | Marquinhos             |          |
| CV             | 04 | Lucas Beraldo          |          |
| LV             | 25 | Nuno Mendes            | 90+4'    |
| RM             | 87 | João Neves             | 84', 86' |
| VM             | 17 | Vitinha                |          |
| LM             | 08 | Fabián Ruiz            | 73'      |
| RA             | 14 | Désiré Doué            | 73'      |
| SP             | 10 | Ousmane Dembélé        | 87'      |
| LA             | 07 | Chvitsja Kvaratschelia | 58'      |
| Wisselspelers: |    |                        |          |
| DM             | 39 | Matvej Safonov         |          |
| GK             | 80 | Arnau Tenas            |          |
| DF             | 03 | Presnel Kimpembe       |          |
| DF             | 43 | Noham Kamara           |          |
| MF             | 19 | Lee Kang-in            |          |
| MF             | 20 | Gabriel Moscardo       |          |
| MF             | 24 | Senny Mayulu           | 73'      |
| MF             | 33 | Warren Zaïre-Emery     | 73'      |
| FW             | 09 | Gonçalo Ramos          | 73'      |
| FW             | 29 | Bradley Barcola        | 58'      |
| FW             | 49 | Ibrahim Mbaye          |          |
| Hoofdcoach:    |    |                        |          |
| Luis Enrique   |    |                        |          |

Bijz.:
1. De scheidsrechter toonde João Neves eerst de gele kaart. Na een interruptie van de video-assistent en na bestudering van de beelden op een beeldscherm naast het veld werd dit echter omgedraaid naar een rode kaart.
2. ↑  De scheidsrechter toonde João Neves eerst de gele kaart. Na een interruptie van de video-assistent en na bestudering van de beelden op een beeldscherm naast het veld werd dit echter omgedraaid naar een rode kaart.

| Winnaar WK voetbal voor clubs 2025           |
| -------------------------------------------- |
| Chelsea FC 2e titel (2e keer wereldkampioen) |

## Individuele prijzen

### Speler van de wedstrijd
| Speler                 | Club               | Confederatie                              | Aantal |
| ---------------------- | ------------------ | ----------------------------------------- | ------ |
| Jhon Arias             | Fluminense         | CONMEBOL                                  | 3      |
| Estêvão                | Palmeiras          | CONMEBOL                                  | 3      |
| Igor Jesus             | Botafogo           | CONMEBOL                                  | 2      |
| Giorgian De Arrascaeta | Flamengo           | CONMEBOL                                  | 2      |
| Harry Kane             | Bayern München     | UEFA                                      | 2      |
| Ryoma Watanabe         | Urawa Red Diamonds | Asian Football Confederation (AFC)        | 1      |
| Salem Al-Dawsari       | Al-Hilal           | Asian Football Confederation (AFC)        | 1      |
| Yassine Bounou         | Al-Hilal           | Asian Football Confederation (AFC)        | 1      |
| Marcos Leonardo        | Al-Hilal           | Asian Football Confederation (AFC)        | 1      |
| Kodjo Fo-Doh Laba      | Al Ain FC          | Asian Football Confederation (AFC)        | 1      |
| Wessam Abou Ali        | Al-Ahly            | Confédération Africaine de Football (CAF) | 1      |
| Youcef Belaïli         | Espérance de Tunis | Confédération Africaine de Football (CAF) | 1      |
| Iqraam Rayners         | Mamelodi Sundowns  | Confédération Africaine de Football (CAF) | 1      |
| Germán Berterame       | CF Monterrey       | CONCACAF                                  | 1      |
| Sergio Ramos           | CF Monterrey       | CONCACAF                                  | 1      |
| Lionel Messi           | Inter Miami        | CONCACAF                                  | 1      |
| Luis Suárez            | Inter Miami        | CONCACAF                                  | 1      |
| Óscar Ustari           | Inter Miami        | CONCACAF                                  | 1      |
| Miguel Merentiel       | Boca Juniors       | CONMEBOL                                  | 1      |
| Facundo Colidio        | River Plate        | CONMEBOL                                  | 1      |
| Franco Mastantuono     | River Plate        | CONMEBOL                                  | 1      |
| John                   | Botafogo           | CONMEBOL                                  | 1      |
| Henrique               | Flamengo           | CONMEBOL                                  | 1      |
| Hércules               | Fluminense         | CONMEBOL                                  | 1      |
| Ignácio                | Fluminense         | CONMEBOL                                  | 1      |
| Christian Gray         | Auckland City      | Oceania Football Confederation (OFC)      | 1      |
| Michael Olise          | Bayern München     | UEFA                                      | 1      |
| Jobe Bellingham        | Borussia Dortmund  | UEFA                                      | 1      |

| Speler                 | Club                | Confederatie | Aantal |
| ---------------------- | ------------------- | ------------ | ------ |
| Serhou Guirassy        | Borussia Dortmund   | UEFA         | 1      |
| Daniel Svensson        | Borussia Dortmund   | UEFA         | 1      |
| Tosin Adarabioyo       | Chelsea FC          | UEFA         | 1      |
| Moisés Caicedo         | Chelsea FC          | UEFA         | 1      |
| João Pedro             | Chelsea FC          | UEFA         | 1      |
| Pedro Neto             | Chelsea FC          | UEFA         | 1      |
| Cole Palmer            | Chelsea FC          | UEFA         | 1      |
| Jérémy Doku            | Manchester City     | UEFA         | 1      |
| Phil Foden             | Manchester City     | UEFA         | 1      |
| İlkay Gündoğan         | Manchester City     | UEFA         | 1      |
| Désiré Doué            | Paris Saint-Germain | UEFA         | 1      |
| Achraf Hakimi          | Paris Saint-Germain | UEFA         | 1      |
| João Neves             | Paris Saint-Germain | UEFA         | 1      |
| Fabián Ruiz            | Paris Saint-Germain | UEFA         | 1      |
| Vitinha                | Paris Saint-Germain | UEFA         | 1      |
| Francesco Pio Esposito | Internazionale      | UEFA         | 1      |
| Randal Kolo Muani      | Juventus FC         | UEFA         | 1      |
| Kenan Yıldız           | Juventus FC         | UEFA         | 1      |
| Oscar Gloukh           | Red Bull Salzburg   | UEFA         | 1      |
| Ángel Di María         | SL Benfica          | UEFA         | 1      |
| Anatolij Troebin       | SL Benfica          | UEFA         | 1      |
| Pablo Barrios          | Atlético Madrid     | UEFA         | 1      |
| Antoine Griezmann      | Atlético Madrid     | UEFA         | 1      |
| Jude Bellingham        | Real Madrid         | UEFA         | 1      |
| Fran García            | Real Madrid         | UEFA         | 1      |
| Gonzalo García         | Real Madrid         | UEFA         | 1      |
| Federico Valverde      | Real Madrid         | UEFA         | 1      |
| Vinícius Júnior        | Real Madrid         | UEFA         | 1      |

### Awards
| Prijs                   | Speler         | Club                |
| ----------------------- | -------------- | ------------------- |
| Gouden Bal              | Cole Palmer    | Chelsea FC          |
| Zilveren Bal            | Vitinha        | Paris Saint-Germain |
| Bronzen Bal             | Moisés Caicedo | Chelsea FC          |
| Topscorer Award         | Gonzalo García | Real Madrid         |
| Gouden Handschoen       | Robert Sánchez | Chelsea FC          |
| FIFA Jonge Speler Award | Désiré Doué    | Paris Saint-Germain |
| Fair-Play Award (club)  | Bayern München | Bayern München      |

## Statistieken

### Doelpuntenmakers
4 doelpunten
- Ángel Di María ( SL Benfica)
- Gonzalo García ( Real Madrid)
- Serhou Guirassy ( Borussia Dortmund)
- Marcos Leonardo ( Al-Hilal)

3 doelpunten
- Wessam Abou Ali ( Al-Ahly)
- Germán Berterame ( CF Monterrey)
- Phil Foden ( Manchester City)
- Erling Haaland ( Manchester City)
- João Pedro ( Chelsea FC)
- Harry Kane ( Bayern München)
- Jamal Musiala ( Bayern München)
- Pedro Neto ( Chelsea FC)
- Michael Olise ( Bayern München)
- Cole Palmer ( Chelsea FC)
- Fabián Ruiz ( Paris Saint-Germain)
- Kenan Yıldız ( Juventus FC)

2 doelpunten
- Samu Aghehowa ( FC Porto)
- Leandro Barreiro ( SL Benfica)
- Pablo Barrios ( Atlético Madrid)
- Kingsley Coman ( Bayern München)
- Francisco Conceição ( Juventus FC)
- Ousmane Dembélé ( Paris Saint-Germain)
- Jérémy Doku ( Manchester City)
- İlkay Gündoğan ( Manchester City)
- Achraf Hakimi ( Paris Saint-Germain)
- Hércules ( Fluminense)
- Igor Jesus ( Botafogo)
- Randal Kolo Muani ( Juventus FC)
- Lautaro Martínez ( Internazionale)
- Thomas Müller ( Bayern München)
- João Neves ( Paris Saint-Germain)
- Paulinho ( Palmeiras)
- Iqraam Rayners ( Mamelodi Sundowns)
- Federico Valverde ( Real Madrid)
- Dušan Vlahović ( Juventus FC)
- Wallace Yan ( Flamengo)

1 doelpunt
- Tosin Adarabioyo ( Chelsea FC)
- Salem Al-Dawsari ( Al-Hilal)
- Tadeo Allende ( Inter Miami)
- Luiz Araújo ( Flamengo)
- Jhon Arias ( Fluminense)
- Alessandro Bastoni ( Internazionale)
- Rodrigo Battaglia ( Boca Juniors)
- Youcef Belaïli ( Espérance de Tunis)
- Jobe Bellingham ( Borussia Dortmund)
- Jude Bellingham ( Real Madrid)
- Mohamed Ali Ben Romdhane ( Al-Ahly)
- Oscar Bobb ( Manchester City)
- Sacha Boey ( Bayern München)
- Denis Bouanga ( Los Angeles FC)
- Germán Cano ( Fluminense)
- Valentín Carboni ( Internazionale)
- Rayan Cherki ( Manchester City)
- Facundo Colidio ( River Plate)
- Jesús Manuel Corona ( Monterrey)
- Jair Cunha ( Botafogo)
- Danilo ( Flamengo)
- Giorgian De Arrascaeta ( Flamengo)
- Liam Delap ( Chelsea FC)
- Nelson Deossa ( Monterrey)
- Kiernan Dewsbury-Hall ( Chelsea FC)
- Désiré Doué ( Paris Saint-Germain)
- Sebastián Driussi ( River Plate)
- Claudio Echeverri ( Manchester City)
- Francesco Pio Esposito ( Internazionale)
- Estêvão ( Palmeiras)
- Enzo Fernández ( Chelsea FC)
- Juan Pablo Freytes ( Fluminense)
- Fran García ( Real Madrid)
- Tyrique George ( Chelsea FC)
- Gerson ( Flamengo)
- Oscar Gloukh ( Red Bull Salzburg)
- William Gomes ( FC Porto)
- Bryan González ( CF Pachuca)
- Leon Goretzka ( Bayern München)
- Christian Gray ( Auckland City)
- Antoine Griezmann ( Atlético Madrid)
- Bruno Henrique ( Flamengo)
- Reece James ( Chelsea FC)
- Jorginho ( Flamengo)
- Kaku ( Al Ain FC)
- Keno ( Fluminense)
- Teun Koopmeiners ( Juventus FC)
- Kalidou Koulibaly ( Al-Hilal)
- Chvitsja Kvaratschelia ( Paris Saint-Germain)
- Kodjo Fo-Doh Laba ( Al Ain FC)
- Lee Jin-hyun ( Ulsan Hyundai FC)
- Lee Kang-in ( Paris Saint-Germain)
- Thembinkosi Lorch ( Wydad Casablanca)
- José Manuel López ( Palmeiras)
- Yusuke Matsuo ( Urawa Red Diamonds)
- Maurício ( Palmeiras)
- Cassius Mailula ( Wydad Casablanca)
- Malcom ( Al-Hilal)
- Matheus Martinelli ( Fluminense)
- Senny Mayulu ( Paris Saint-Germain)
- Kylian Mbappé ( Real Madrid)
- Miguel Merentiel ( Boca Juniors)
- Lionel Messi ( Inter Miami)
- Maximiliano Meza ( River Plate)
- Elías Montiel ( CF Pachuca)
- Lebo Mothiba ( Mamelodi Sundowns)
- Rodrigo Mora ( FC Porto)
- Rúben Neves ( Al-Hilal)
- Christopher Nkunku ( Chelsea FC)
- Felix Nmecha ( Borussia Dortmund)
- Nonato ( Fluminense)
- Karim Onisiwo ( Red Bull Salzburg)
- Nicolás Otamendi ( SL Benfica)
- Vangelis Pavlidis ( SL Benfica)
- Pepê ( FC Porto)
- Gonçalo Ramos ( Paris Saint-Germain)
- Sergio Ramos ( CF Monterrey)
- Lucas Ribeiro ( Mamelodi Sundowns)
- Cristian Roldan ( Seattle Sounders FC)
- Albert Rusnák ( Seattle Sounders FC)
- Renato Sanches ( SL Benfica)
- Savinho ( Manchester City)
- Andreas Schjelderup ( SL Benfica)
- Telasco Segovia ( Inter Miami)
- Luis Suárez ( Inter Miami)
- Daniel Svensson ( Borussia Dortmund)
- Um Won-sang ( Ulsan Hyundai FC)
- Vinícius Júnior ( Real Madrid)
- Vitinha ( Paris Saint-Germain)
- Kyoma Watanabe ( Urawa Red Diamonds)
- Axel Witsel ( Atlético Madrid)

Eigen doelpunt
- Wessam Abou Ali ( Al-Ahly (tegen  Palmeiras))
- Tomás Avilés ( Inter Miami (tegen  Paris Saint-Germain))
- Abdelmounaim Boutouil ( Wydad Casablanca (tegen  Juventus FC))
- Nathan Garrow ( Auckland City (tegen  Boca Juniors))
- Pierre Kalulu ( Juventus FC (tegen  Manchester City))
- Khuliso Mudau ( Mamelodi Sundowns (tegen  Borussia Dortmund))
- Nicolás Otamendi ( SL Benfica (tegen  Boca Juniors))
- Erick Pulgar ( Flamengo (tegen  Bayern München))
- Weverton ( Palmeiras (tegen  Chelsea FC))

### Disciplinaire straffen en strafpunten (groepsfase)
Een speler is automatisch geschorst voor de volgende wedstrijd bij onderstaande overtredingen:
- Het krijgen van een rode kaart. Eventueel kan de schorsing verlengd worden bij ernstige overtredingen.
- Het krijgen van een gele kaart in twee verschillende wedstrijden. Na afloop van de kwartfinales vervallen de gele kaarten.

Tijdens het eindtoernooi hebben onderstaande spelers een schorsing gekregen:
| Speler              | Club                | Overtreding(en) | Schorsing(en) |
| ------------------- | ------------------- | --- | --- |
| Clément Lenglet     | Atlético Madrid     | in Groep B tegen Paris Saint-Germain (speelronde 1, 15 juni 2025)                                                               | Groep B tegen Seattle Sounders FC (speelronde 2, op 19 juni 2025) |
| Andrea Belotti      | SL Benfica          | in Groep C tegen Boca Juniors (speelronde 1, 16 juni 2025)                                                                      | Groep C tegen Auckland City (speelronde 2, op 20 juni 2025) Groep C tegen Bayern München (speelronde 3, op 24 juni 2025)                                                |
| Nicolás Figal       | Boca Juniors        | in Groep C tegen SL Benfica (speelronde 1, 16 juni 2025)                                                                        | Groep C tegen Bayern München (speelronde 2, op 20 juni 2025) Groep C tegen Auckland City (speelronde 3, op 24 juni 2025) Achtste finale tegen ... Kwartfinale tegen ... |
| Ander Herrera       | Boca Juniors        | in Groep C tegen SL Benfica (speelronde 1, 16 juni 2025)                                                                        | Groep C tegen Bayern München (speelronde 2, op 20 juni 2025) Groep C tegen Auckland City (speelronde 3, op 24 juni 2025) Achtste finale tegen ... Kwartfinale tegen ... |
| Rico Lewis          | Manchester City     | in Groep G tegen Wydad Casablanca (speelronde 1, 18 juni 2025)                                                                  | Groep G tegen Al Ain FC (speelronde 2, 22 juni 2025) |
| Marwan Attia        | Al-Ahly             | in Groep A tegen Inter Miami (speelronde 1, op 14 juni 2025) in Groep A tegen Palmeiras (speelronde 2, op 19 juni 2025)         | Groep A tegen FC Porto (speelronde 3, op 23 juni 2025) |
| Álvaro Carreras     | SL Benfica          | in Groep C tegen Boca Juniors (speelronde 1, 16 juni 2025) in Groep C tegen Auckland City (speelronde 2, op 20 juni 2025)       | Groep C tegen Bayern München (speelronde 3, op 24 juni 2025) |
| Nicolas Jackson     | Chelsea FC          | in Groep D tegen Flamengo (speelronde 2, 20 juni 2025)                                                                          | Groep D tegen Espérance de Tunis (speelronde 3, 24 juni 2025) |
| Youcef Belaïli      | Espérance de Tunis  | in Groep D tegen Flamengo (speelronde 1, 16 juni 2025) in Groep D tegen Los Angeles FC (speelronde 2, op 20 juni 2025)          | Groep D tegen Chelsea FC (speelronde 3, 24 juni 2025) |
| Jorge Rodríguez     | CF Monterrey        | in Groep E tegen Internazionale (speelronde 1, 17 juni 2025) in Groep E tegen River Plate (speelronde 2, 21 juni 2025)          | Groep E tegen Urawa Red Diamonds (speelronde 3, 25 juni 2025) |
| Giuliano Galoppo    | River Plate         | in Groep E tegen Urawa Red Diamonds (speelronde 1, 17 juni 2025) in Groep E tegen CF Monterrey (speelronde 2, 21 juni 2025)     | Groep E tegen Internazionale (speelronde 3, 25 juni 2025) |
| Enzo Pérez          | River Plate         | in Groep E tegen Urawa Red Diamonds (speelronde 1, 17 juni 2025) in Groep E tegen CF Monterrey (speelronde 2, 21 juni 2025)     | Groep E tegen Internazionale (speelronde 3, 25 juni 2025) |
| Kevin Castaño       | River Plate         | in Groep E tegen CF Monterrey (speelronde 2, 21 juni 2025)                                                                      | Groep E tegen Internazionale (speelronde 3, 25 juni 2025) |
| Raúl Asencio        | Real Madrid         | in Groep H tegen CF Pachuca (speelronde 2, 22 juni 2025)                                                                        | Groep H tegen Red Bull Salzburg (speelronde 3, 26 juni 2025) |
| Gregore             | Botafogo            | in Groep B tegen Paris Saint-Germain (speelronde 2, 19 juni 2025) in Groep B tegen Atlético Madrid (speelronde 3, 23 juni 2025) | Achtste finale tegen Palmeiras (op 28 juni 2025) |
| Mohamed Ben Ali     | Espérance de Tunis  | in Groep D tegen Flamengo (speelronde 1, 16 juni 2025) in Groep D tegen Chelsea FC (speelronde 3, 24 juni 2025)                 | Achtste finale tegen ... |
| Teboho Mokoena      | Mamelodi Sundowns   | in Groep F tegen Ulsan Hyundai FC (speelronde 1, 17 juni 2025) in Groep F tegen Fluminense (speelronde 3, 25 juni 2025)         | Achtste finale tegen ... |
| Lucas Martínez      | River Plate         | in Groep E tegen Internazionale (speelronde 3, 25 juni 2025)                                                                    | Achtste finale tegen ... |
| Gonzalo Montiel     | River Plate         | in Groep E tegen Internazionale (speelronde 3, 25 juni 2025)                                                                    | Achtste finale tegen ... |
| Tiago Gouveia       | SL Benfica          | in Groep C tegen Bayern München (speelronde 3, op 24 juni 2025) in de achtste finale tegen Chelsea FC (op 28 juni 2025)         | Kwartfinale tegen ... |
| Orkun Kökçü         | SL Benfica          | in Groep C tegen Auckland City (speelronde 2, op 20 juni 2025) in de achtste finale tegen Chelsea FC (op 28 juni 2025)          | Kwartfinale tegen ... |
| Vangelis Pavlidis   | SL Benfica          | in Groep C tegen Boca Juniors (speelronde 1, 16 juni 2025) in de achtste finale tegen Chelsea FC (op 28 juni 2025)              | Kwartfinale tegen ... |
| Gianluca Prestianni | SL Benfica          | in de achtste finale tegen Chelsea FC (op 28 juni 2025)                                                                         | Kwartfinale tegen ... |
| Alexander Barboza   | Botafogo            | in Groep B tegen Seattle Sounders FC (speelronde 1, 15 juni 2025) in de achtste finale tegen Palmeiras (op 28 juni 2025)        | Kwartfinale tegen ... |
| Moisés Caicedo      | Chelsea FC          | in Groep D tegen Flamengo (speelronde 2, 20 juni 2025) in de achtste finale tegen SL Benfica (op 28 juni 2025)                  | Kwartfinale tegen Palmeiras (op 4 juli 2025) |
| Gustavo Gómez       | Palmeiras           | in de achtste finale tegen Botafogo (op 28 juni 2025)                                                                           | Kwartfinale tegen Chelsea FC (op 4 juli 2025) |
| Joaquín Piquerez    | Palmeiras           | in Groep A tegen Al-Ahly (speelronde 2, op 19 juni 2025) in de achtste finale tegen Botafogo (op 28 juni 2025)                  | Kwartfinale tegen Chelsea FC (op 4 juli 2025) |
| Gonzalo Plata       | Flamengo            | in Groep D tegen Chelsea FC (speelronde 2, 20 juni 2025) in de achtste finale tegen Bayern München (op 29 juni 2025)            | Kwartfinale tegen ... |
| Erick Pulgar        | Flamengo            | in Groep D tegen Chelsea FC (speelronde 2, 20 juni 2025) in de achtste finale tegen Bayern München (op 29 juni 2025)            | Kwartfinale tegen ... |
| Tomás Avilés        | Inter Miami         | in Groep A tegen Al-Ahly (speelronde 1, op 14 juni 2025) in de achtste finale tegen Paris Saint-Germain (op 29 juni 2025)       | Kwartfinale tegen ... |
| Luis Suárez         | Inter Miami         | in Groep A tegen Al-Ahly (speelronde 1, op 14 juni 2025) in de achtste finale tegen Paris Saint-Germain (op 29 juni 2025)       | Kwartfinale tegen ... |
| Renê                | Fluminense          | in Groep F tegen Mamelodi Sundowns (speelronde 3, 25 juni 2025) in de achtste finale tegen Internazionale (op 30 juni 2025)     | Kwartfinale tegen Al-Hilal (op 4 juli 2025) |
| Kristjan Asllani    | Internazionale      | in Groep E tegen CF Monterrey (speelronde 1, 17 juni 2025) in de achtste finale tegen Fluminense (op 30 juni 2025)              | Kwartfinale tegen ... |
| Alessandro Bastoni  | Internazionale      | in Groep E tegen River Plate (speelronde 3, 25 juni 2025) in de achtste finale tegen Fluminense (op 30 juni 2025)               | Kwartfinale tegen ... |
| Jobe Bellingham     | Borussia Dortmund   | in Groep F tegen Ulsan Hyundai FC (speelronde 3, 25 juni 2025) in de achtste finale tegen CF Monterrey (op 1 juli 2025)         | Kwartfinale tegen Real Madrid (op 5 juli 2025) |
| Kalidou Koulibaly   | Al-Hilal            | in Groep H tegen CF Pachuca (speelronde 3, 26 juni 2025) in de kwartfinale tegen Fluminense (op 4 juli 2025)                    | Halve finale tegen ... |
| Renan Lodi          | Al-Hilal            | in Groep H tegen CF Pachuca (speelronde 3, 26 juni 2025) in de kwartfinale tegen Fluminense (op 4 juli 2025)                    | Halve finale tegen ... |
| Rúben Neves         | Al-Hilal            | in Groep H tegen Real Madrid (speelronde 1, 18 juni 2025) in de kwartfinale tegen Fluminense (op 4 juli 2025)                   | Halve finale tegen ... |
| Levi Colwill        | Chelsea FC          | in de achtste finale tegen SL Benfica (op 28 juni 2025) in de kwartfinale tegen Palmeiras (op 4 juli 2025)                      | Halve finale tegen Fluminense (op 8 juli 2025) |
| Liam Delap          | Chelsea FC          | in Groep D tegen Flamengo (speelronde 2, 20 juni 2025) in de kwartfinale tegen Palmeiras (op 4 juli 2025)                       | Halve finale tegen Fluminense (op 8 juli 2025) |
| Juan Freytes        | Fluminense          | in de achtste finale tegen Internazionale (op 30 juni 2025) in de kwartfinale tegen Al-Hilal (op 4 juli 2025)                   | Halve finale tegen Chelsea FC (op 8 juli 2025) |
| Matheus Martinelli  | Fluminense          | in Groep F tegen Borussia Dortmund (speelronde 1, 17 juni 2025) in de kwartfinale tegen Al-Hilal (op 4 juli 2025)               | Halve finale tegen Chelsea FC (op 8 juli 2025) |
| Richard Ríos        | Palmeiras           | in Groep A tegen Al-Ahly (speelronde 2, op 19 juni 2025) in de kwartfinale tegen Chelsea FC (op 4 juli 2025)                    | Halve finale tegen ... |
| Konrad Laimer       | Bayern München      | in de achtste finale tegen Flamengo (op 29 juni 2025) in de kwartfinale tegen Paris Saint-Germain (op 5 juli 2025)              | Halve finale tegen ... |
| Yan Couto           | Borussia Dortmund   | in Groep F tegen Fluminense (speelronde 1, 17 juni 2025) in de kwartfinale tegen Real Madrid (op 5 juli 2025)                   | Halve finale tegen ... |
| Lucas Hernández     | Paris Saint-Germain | in de kwartfinale tegen Bayern München (op 5 juli 2025)                                                                         | Halve finale tegen Real Madrid (op 9 juli 2025) Finale tegen Chelsea FC (op 13 juli 2025)                                                                               |
| Willian Pacho       | Paris Saint-Germain | in de kwartfinale tegen Bayern München (op 5 juli 2025)                                                                         | Halve finale tegen Real Madrid (op 9 juli 2025) Finale tegen Chelsea FC (op 13 juli 2025)                                                                               |
| Dean Huijsen        | Real Madrid         | in de kwartfinale tegen Borussia Dortmund (op 5 juli 2025)                                                                      | Halve finale tegen Paris Saint-Germain (op 9 juli 2025) |
| João Neves          | Paris Saint-Germain | in de Finale tegen Chelsea FC (op 13 juli 2025)                                                                                 | Toernooi afgelopen |

1. 1 2  Nicolás Figal en Ander Herrera werden voor vier wedstrijden geschorst, waarbij de derde wedstrijd buiten het toernooi viel, omdat Boca Juniors na de groepsfase was uitgeschakeld.
2. ↑  Mohamed Ben Ali, Teboho Mokoena, Lucas Martínez en Gonzalo Montiel werden voor een wedstrijd geschorst, waarbij deze wedstrijd buiten het toernooi viel, omdat Espérance de Tunis, Mamelodi Sundowns en Rivier Plate na de groepsfase waren uitgeschakeld.
3. 1 2 3  Kristjan Asllani, Tomás Avilés, Alexander Barboza, Alessandro Bastoni, Tiago Gouveia, Orkun Kökçü, Vangelis Pavlidis, Gonzalo Plata, Gianluca Prestianni, Erick Pulgar en Luis Suárez werden voor een wedstrijd geschorst, waarbij deze wedstrijd buiten het toernooi viel, omdat SL Benfica, Botafogo, Flamengo, Inter Miami en Internazionale in de achtste finales werden uitgeschakeld.
4. 1 2  Yan Couto, Kalidou Koulibaly, Konrad Laimer, Renan Lodi, Rúben Neves en Richard Ríos werden voor een wedstrijd geschorst, waarbij deze wedstrijd buiten het toernooi viel, omdat Al-Hilal, Bayern München, Borussia Dortmund en Palmeiras in de kwartfinales werden uitgeschakeld.

### Fair play punten
Teamgedrag ('fair play') punten in alle groepswedstrijden (er kan slechts één aftrek worden toegepast op een speler of coach in één wedstrijd):
- Gele kaart: -1 punt;
- Indirecte rode kaart (twee gele kaart): -3 punten;
- Directe rode kaart: -4 punten;
- Gele kaart en directe rode kaart: -5 punten;

| Club        | Aantal gele kaart(en) (-1 punt) | Twee gele kaarten in 1 wedstrijd aan dezelfde speler (-3 punten) | Rode kaart (-4 punten) | Kreeg geel · Weggestuurd | Tot |
| ----------- | ------------------------------- | ---------------------------------------------------------------- | ---------------------- | ------------------------ | --- |
| Al-Ahly     | 8                               |                                                                  |                        |                          | −8  |
| Inter Miami | 5                               |                                                                  |                        |                          | −5  |
| Palmeiras   | 7                               |                                                                  |                        |                          | −7  |
| FC Porto    | 3                               |                                                                  |                        |                          | −3  |

| Club                | Aantal gele kaart(en) (-1 punt) | Twee gele kaarten in 1 wedstrijd aan dezelfde speler (-3 punten) | Rode kaart (-4 punten) | Kreeg geel · Weggestuurd | Tot |
| ------------------- | ------------------------------- | ---------------------------------------------------------------- | ---------------------- | ------------------------ | --- |
| Atlético Madrid     | 7                               | 1                                                                |                        |                          | −10 |
| Botafogo            | 5                               |                                                                  |                        |                          | −5  |
| Paris Saint-Germain | 3                               |                                                                  |                        |                          | −3  |
| Seattle Sounders FC | 3                               |                                                                  |                        |                          | −3  |

| Club           | Aantal gele kaart(en) (-1 punt) | Twee gele kaarten in 1 wedstrijd aan dezelfde speler (-3 punten) | Rode kaart (-4 punten) | Kreeg geel · Weggestuurd | Tot |
| -------------- | ------------------------------- | ---------------------------------------------------------------- | ---------------------- | ------------------------ | --- |
| Auckland City  |                                 |                                                                  |                        |                          | 0   |
| Bayern München | 1                               |                                                                  |                        |                          | −1  |
| SL Benfica     | 8                               |                                                                  | 1                      |                          | −12 |
| Boca Juniors   | 5                               |                                                                  | 2                      |                          | −13 |

| Club               | Aantal gele kaart(en) (-1 punt) | Twee gele kaarten in 1 wedstrijd aan dezelfde speler (-3 punten) | Rode kaart (-4 punten) | Kreeg geel · Weggestuurd | Tot |
| ------------------ | ------------------------------- | ---------------------------------------------------------------- | ---------------------- | ------------------------ | --- |
| Chelsea FC         | 6                               |                                                                  | 1                      |                          | −10 |
| Espérance de Tunis | 10                              |                                                                  |                        |                          | −10 |
| Flamengo           | 4                               |                                                                  |                        |                          | −4  |
| Los Angeles FC     | 5                               |                                                                  |                        |                          | −5  |

| Club               | Aantal gele kaart(en) (-1 punt) | Twee gele kaarten in 1 wedstrijd aan dezelfde speler (-3 punten) | Rode kaart (-4 punten) | Kreeg geel · Weggestuurd | Tot |
| ------------------ | ------------------------------- | ---------------------------------------------------------------- | ---------------------- | ------------------------ | --- |
| Internazionale     | 3                               |                                                                  |                        |                          | −3  |
| CF Monterrey       | 6                               |                                                                  |                        |                          | −6  |
| River Plate        | 7                               | 1                                                                |                        |                          | −10 |
| Urawa Red Diamonds | 5                               |                                                                  |                        |                          | −5  |

| Club              | Aantal gele kaart(en) (-1 punt) | Twee gele kaarten in 1 wedstrijd aan dezelfde speler (-3 punten) | Rode kaart (-4 punten) | Kreeg geel · Weggestuurd | Tot |
| ----------------- | ------------------------------- | ---------------------------------------------------------------- | ---------------------- | ------------------------ | --- |
| Borussia Dortmund | 6                               |                                                                  |                        |                          | −6  |
| Fluminense        | 6                               |                                                                  |                        |                          | −6  |
| Mamelodi Sundowns | 6                               |                                                                  |                        |                          | −6  |
| Ulsan Hyundai FC  | 3                               |                                                                  |                        |                          | −3  |

| Club             | Aantal gele kaart(en) (-1 punt) | Twee gele kaarten in 1 wedstrijd aan dezelfde speler (-3 punten) | Rode kaart (-4 punten) | Kreeg geel · Weggestuurd | Tot |
| ---------------- | ------------------------------- | ---------------------------------------------------------------- | ---------------------- | ------------------------ | --- |
| Al Ain FC        | 5                               |                                                                  |                        |                          | −5  |
| Juventus FC      | 6                               |                                                                  |                        |                          | −6  |
| Manchester City  | 1                               |                                                                  | 1                      |                          | −5  |
| Wydad Casablanca | 6                               |                                                                  |                        |                          | −6  |

| Club              | Aantal gele kaart(en) (-1 punt) | Twee gele kaarten in 1 wedstrijd aan dezelfde speler (-3 punten) | Rode kaart (-4 punten) | Kreeg geel · Weggestuurd | Tot |
| ----------------- | ------------------------------- | ---------------------------------------------------------------- | ---------------------- | ------------------------ | --- |
| Al-Hilal          | 5                               |                                                                  |                        |                          | −5  |
| CF Pachuca        | 4                               |                                                                  |                        |                          | −4  |
| Real Madrid       | 1                               |                                                                  | 1                      |                          | −5  |
| Red Bull Salzburg | 2                               |                                                                  |                        |                          | −2  |